# Liste der Biografien/Kim
Liste der Biografien |
Portal Biografien |
Personensuche
# |
A |
B |
C |
D |
E |
F |
G |
H |
I |
J |
K |
L |
M |
N |
O |
P |
Q |
R |
S |
T |
U |
V |
W |
X |
Y |
Z |
?
 
Ka |
Kb |
Kc |
Kd |
Ke |
Kf |
Kg |
Kh |
Ki |
Kj |
Kl |
Km |
Kn |
Ko |
Kp |
Kr |
Ks |
Kt |
Ku |
Kv |
Kw |
Ky |
Kx |
Kz
 
Kia |
Kib |
Kic |
Kid |
Kie |
Kif |
Kig |
Kih |
Kii |
Kij |
Kik |
Kil |
Kim |
Kin |
Kio |
Kip |
Kir |
Kis |
Kit |
Kiu |
Kiv |
Kiw |
Kix |
Kiy |
Kiz
Die Liste der Biografien führt alle Personen auf, die in der deutschsprachigen Wikipedia einen Artikel haben. Dieses ist eine Teilliste mit 1085 Einträgen von Personen, deren Namen mit den Buchstaben „Kim“ beginnt.

## Kim

### Kim B
- Kim Bo-ram (* 1973), südkoreanischer Bogenschütze
- Kim Byung-joo (* 1968), südkoreanischer Judoka

### Kim C
- Kim Chae-yeon (* 2006), südkoreanische Eiskunstläuferin
- Kim Chang-min (* 1988), nordkoreanischer Eishockeyspieler
- Kim Chol-bom (* 1985), nordkoreanischer Eishockeyspieler
- Kim Chol-gwang (* 1991), nordkoreanischer Eishockeyspieler

### Kim D
- Kim Dong-hwan (* 1984), südkoreanischer Eishockeyspieler

### Kim E
- Kim Eui-tae (* 1941), südkoreanischer Judoka

### Kim H
- Kim Han-sol (* 1995), nordkoreanischer Herrscherenkel
- Kim Hyang-gi (* 2000), südkoreanische Schauspielerin
- Kim Hyok-ju (* 1994), nordkoreanischer Eishockeyspieler
- Kim Hyong-jo (* 1978), nordkoreanischer Eishockeytorwart

### Kim J
- Kim Jae-yup (* 1965), südkoreanischer Judoka
- Kim Jeong-hui (1786–1856), koreanischer Kalligraph, Epigraphiker und Gelehrter
- Kim Ji-ho (* 1999), südkoreanische Tischtennisspielerin
- Kim Jin-a (* 1996), nordkoreanische Judoka
- Kim Jin-hyok (* 1982), nordkoreanischer Eishockeyspieler
- Kim Ju-hyok (* 1986), nordkoreanischer Eishockeyspieler
- Kim Jung-hoon (* 1982), südkoreanischer Tischtennisspieler
- Kim Jungsook (* 1946), südkoreanische Politikerin und Frauenrechtsaktivistin

### Kim K
- Kim Kuk-chol (* 1991), nordkoreanischer Eishockeyspieler
- Kim Kwang-ho (* 1988), nordkoreanischer Eishockeyspieler
- Kim Kyong-il (* 1987), nordkoreanischer Eishockeyspieler

### Kim M
- Kim Mi-jung (* 1971), südkoreanische Judoka
- Kim Mi-yong (* 1983), nordkoreanische Tischtennisspielerin
- Kim Myong-chol (* 1988), nordkoreanischer Eishockeyspieler

### Kim N
- Kim Nam-hae (* 1996), nordkoreanische Tischtennisspielerin
- Kim Nam-hyok (* 1992), nordkoreanischer Eishockeyspieler
- Kim Nam-ju (1946–1994), südkoreanischer Schriftsteller

### Kim O
- Kim Ok (* 1964), nordkoreanische RegierungsangestellteKim Ok (* 1964)

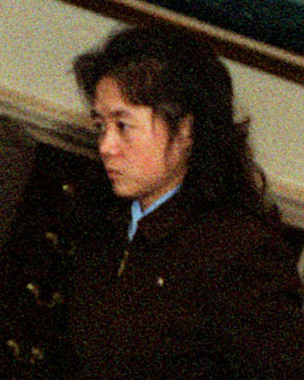
Kim Ok (* 1964)

### Kim S
- Kim Seon-young (* 1979), südkoreanische Judoka
- Kim Song-gun (* 1991), nordkoreanischer Eishockeyspieler
- Kim Song-i (* 1994), nordkoreanische Tischtennisspielerin

### Kim T
- Kim Taegon, Andreas (1821–1846), Koreas erster römisch-katholischer Priester

### Kim W
- Kim Woo-jin (* 1992), südkoreanischer Bogenschütze

### Kim Y
- Kim Yusob (* 1959), südkoreanischer Maler

### Kim, A – Kim, Z

#### Kim, A
- Kim, A-lang (* 1995), südkoreanische Shorttrackerin
- Kim, Ae Hee (* 1960), deutsch-koreanische Volleyballspielerin
- Kim, Ae-ran (* 1980), südkoreanische Schriftstellerin
- Kim, Ah-jung (* 1982), südkoreanische Schauspielerin
- Kim, Alexander Kiirowitsch (* 1945), sowjetisch-russischer Informatiker
- Kim, Alexei Rostislawowitsch (* 1958), russischer Generaloberst
- Kim, Anatoli Andrejewitsch (* 1939), koreanisch-sowjetischer Schriftsteller
- Kim, Andy (* 1946), kanadischer PopsängerAndy Kim (* 1946)

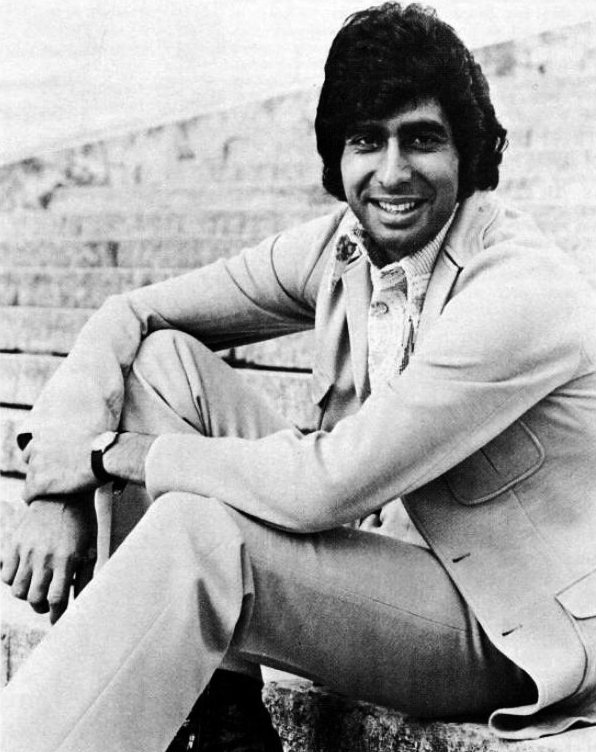
Andy Kim (* 1946)

- Kim, Andy (* 1982), US-amerikanischer Politiker
- Kim, Angelo Nam-su (1922–2002), koreanischer römisch-katholischer Bischof
- Kim, Anna (* 1977), österreichische Schriftstellerin
- Kim, Anthony (* 1985), US-amerikanischer Berufsgolfer
- Kim, Augustine Jae Deok (1901–1988), koreanischer römisch-katholischer Erzbischof und Apostolischer Vikar
- Kim, Augustinus Jong-soo (* 1956), südkoreanischer Geistlicher und römisch-katholischer Bischof von Daejeon

#### Kim, B
- Kim, Bartholomew Kyon Pae (1906–1960), koreanischer römisch-katholischer Bischof und Apostolischer Vikar
- Kim, Benny (* 1962), US-amerikanischer Geiger
- Kim, Bitna, US-amerikanische Kriminologin
- Kim, Bo-hyon (1871–1955), Bauer aus der Provinz Süd-PyonganKim Bo-hyon (1871–1955)

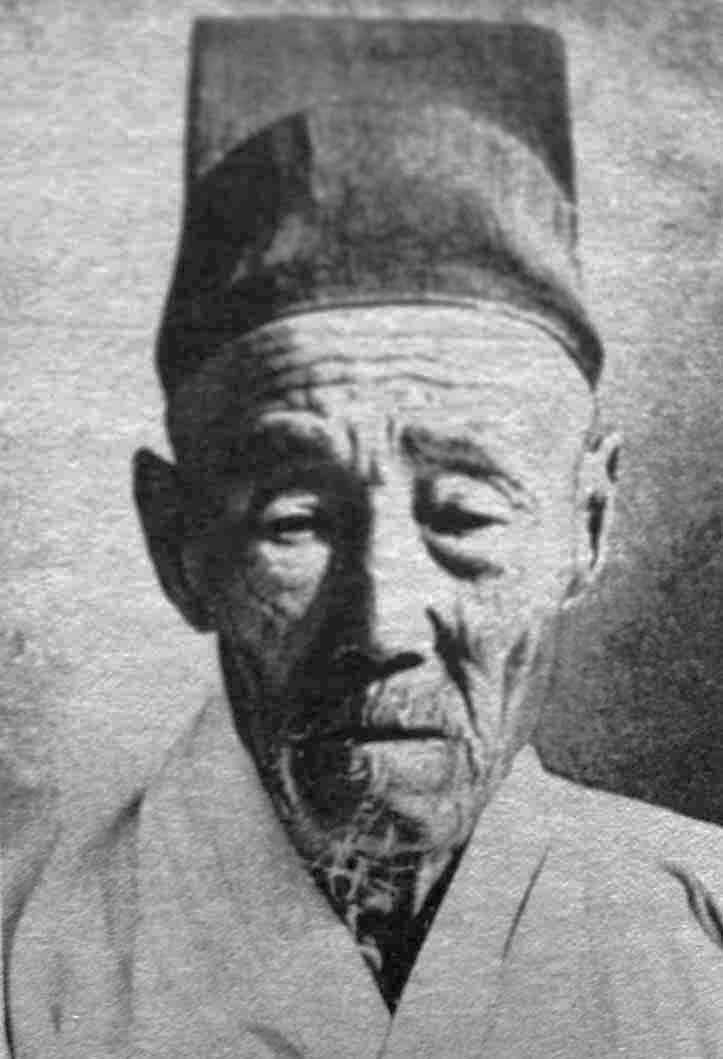
Kim Bo-hyon (1871–1955)

- Kim, Bo-kyung (* 1989), südkoreanischer Fußballspieler
- Kim, Bo-reum (* 1993), südkoreanische Eisschnellläuferin
- Kim, Bo-yong (* 1997), südkoreanischer Fußballspieler
- Kim, Bok-rae (* 1977), südkoreanische Tischtennisspielerin
- Kim, Bok-soon (* 1950), nordkoreanische Eisschnellläuferin
- Kim, Bong-han (* 1916), nordkoreanischer Forscher
- Kim, Bong-hwan (* 1939), nordkoreanischer Fußballspieler
- Kim, Bong-jin (* 1990), südkoreanischer Fußballspieler
- Kim, Bong-jun (* 1964), südkoreanischer Boxer
- Kim, Bong-soo (* 1962), südkoreanischer Tennisspieler
- Kim, Bong-soo (* 1970), koreanischer Fußballspieler
- Kim, Boo-kyum (* 1958), südkoreanischer Politiker
- Kim, Bora (* 1992), französischer E-Sportler
- Kim, Bu-sik (1075–1151), koreanischer Geschichtsschreiber und Politiker
- Kim, Bub-min (* 1991), südkoreanischer Bogenschütze
- Kim, Bum (* 1989), südkoreanischer SchauspielerKim Bum (* 1989)

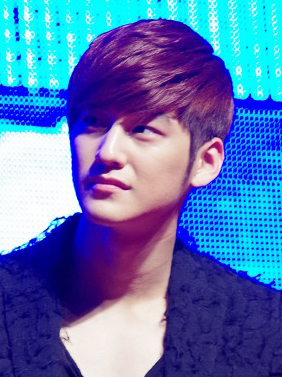
Kim Bum (* 1989)

- Kim, Byeong-eon (* 1951), südkoreanischer Schriftsteller
- Kim, Byong-hwa (* 1936), nordkoreanischer Dirigent
- Kim, Byong-oh (* 1989), südkoreanischer Fußballspieler
- Kim, Byoung-jun (* 1991), südkoreanischer Hürdenläufer
- Kim, Byung Chul (* 1974), südkoreanischer Künstler
- Kim, Byung-ji (* 1970), koreanischer Fußballtorhüter
- Kim, Byung-soo (* 1970), südkoreanischer Fußballspieler und -trainer

#### Kim, C
- Kim, Celia (* 1977), deutsche Schauspielerin
- Kim, Chae-ryong, nordkoreanischer Politiker, Vorsitzender des Ministerrat der DVRK
- Kim, Chae-un (* 2000), südkoreanischer Fußballspieler
- Kim, Ch’ae-wŏn (* 1946), südkoreanische Schriftstellerin
- Kim, Chae-won (* 2000), südkoreanische Sängerin
- Kim, Ch’aek (1903–1951), nordkoreanischer General und Politiker
- Kim, Chan-mi (* 1993), südkoreanische Badmintonspielerin
- Kim, Chan-young (* 1989), südkoreanischer Fußballspieler
- Kim, Chang-ae, nordkoreanische Tischtennisspielerin
- Kim, Chang-bok (* 1959), nordkoreanischer Fußballtrainer
- Kim, Chang-ho (1969–2018), südkoreanischer BergsteigerKim Chang-ho (1969–2018)

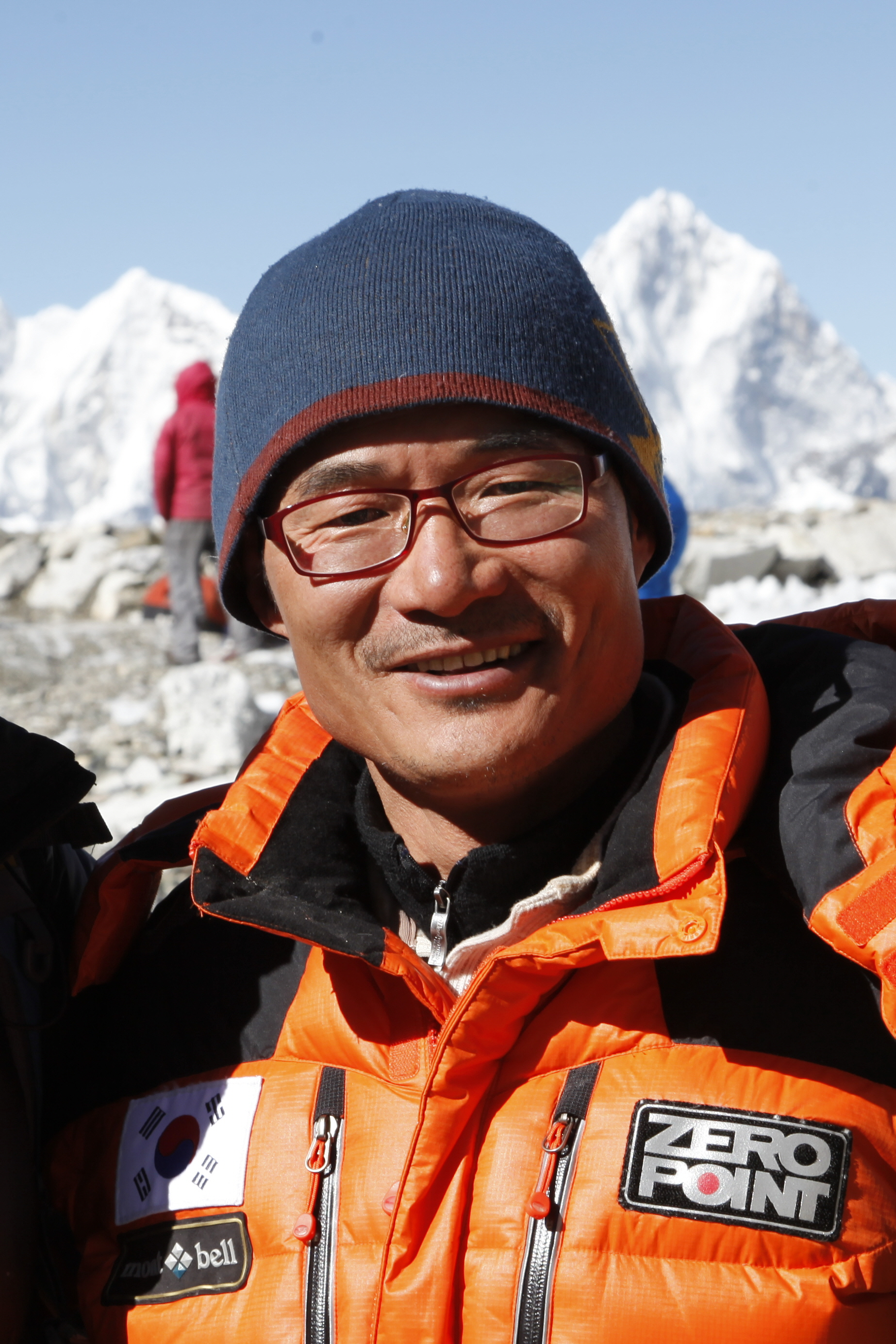
Kim Chang-ho (1969–2018)

- Kim, Chang-min (* 1985), südkoreanischer Curler
- Kim, Chang-ok (* 1975), nordkoreanische Marathonläuferin
- Kim, Chang-soo (* 1985), koreanischer Fußballspieler
- Kim, Chang-sop (1946–2020), nordkoreanischer Politiker und Generaloberst
- Kim, Cheol-min (* 1992), südkoreanischer Eisschnellläufer
- Kim, Cherry (* 2000), südkoreanische Tennisspielerin
- Kim, Chi-ha (1941–2022), südkoreanischer Dichter und Schriftsteller
- Kim, Chloe (* 2000), US-amerikanische SnowboarderinChloe Kim (* 2000)

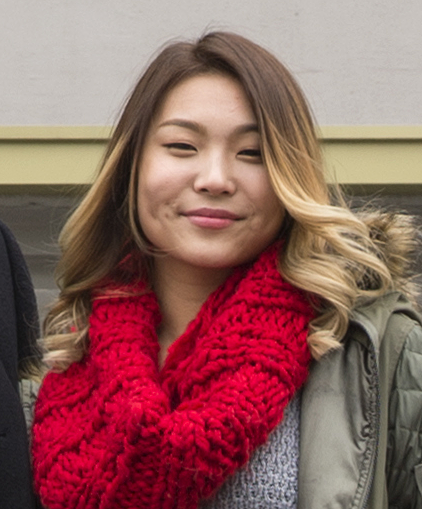
Chloe Kim (* 2000)

- Kim, Cho-hi (* 1996), südkoreanische Curlerin
- Kim, Cho-rong (* 1988), südkoreanische Leichtathletin
- Kim, Chol-ho (* 1986), nordkoreanischer Fußballspieler
- Kim, Chol-hyok (* 1992), nordkoreanischer Eishockeyspieler
- Kim, Chol-hyok (* 1993), nordkoreanischer Eishockeyspieler
- Kim, Chol-jin (* 1978), nordkoreanischer Gewichtheber
- Kim, Chol-ryong (* 1972), nordkoreanischer Skirennläufer
- Kim, Chon-man (* 1987), nordkoreanischer Wasserspringer
- Kim, Chong-in (* 1940), südkoreanischer Politiker
- Kim, Choon-bong (* 1941), nordkoreanischer Eisschnellläufer
- Kim, Chul-ho (* 1961), südkoreanischer Boxer im Superfliegengewicht
- Kim, Chul-hwan (1954–2018), koreanischer Taekwondo-Großmeister und Träger des 8. Dan
- Kim, Chun-wol (* 1974), nordkoreanische Eisschnellläuferin
- Kim, Chung-tae (* 1980), südkoreanischer Bogenschütze
- Kim, Chunsu (1922–2004), südkoreanischer Lyriker
- Kim, Chwa-chin (1889–1930), koreanischer Anarchist

#### Kim, D
- Kim, Da-bin (* 1997), südkoreanische Tennisspielerin
- Kim, Da-gyeom (* 1997), südkoreanischer Shorttracker
- Kim, Da-mi (* 1995), südkoreanische Schauspielerin
- Kim, Dae-eui (* 1974), südkoreanischer Fußballspieler und -trainer
- Kim, Dae-eun (* 1984), südkoreanischer Turner
- Kim, Dae-eun (* 1990), südkoreanischer Badmintonspieler
- Kim, Dae-jung (1924–2009), südkoreanischer Präsident und Friedensnobelpreisträger 2000Kim Dae-jung (1924–2009)

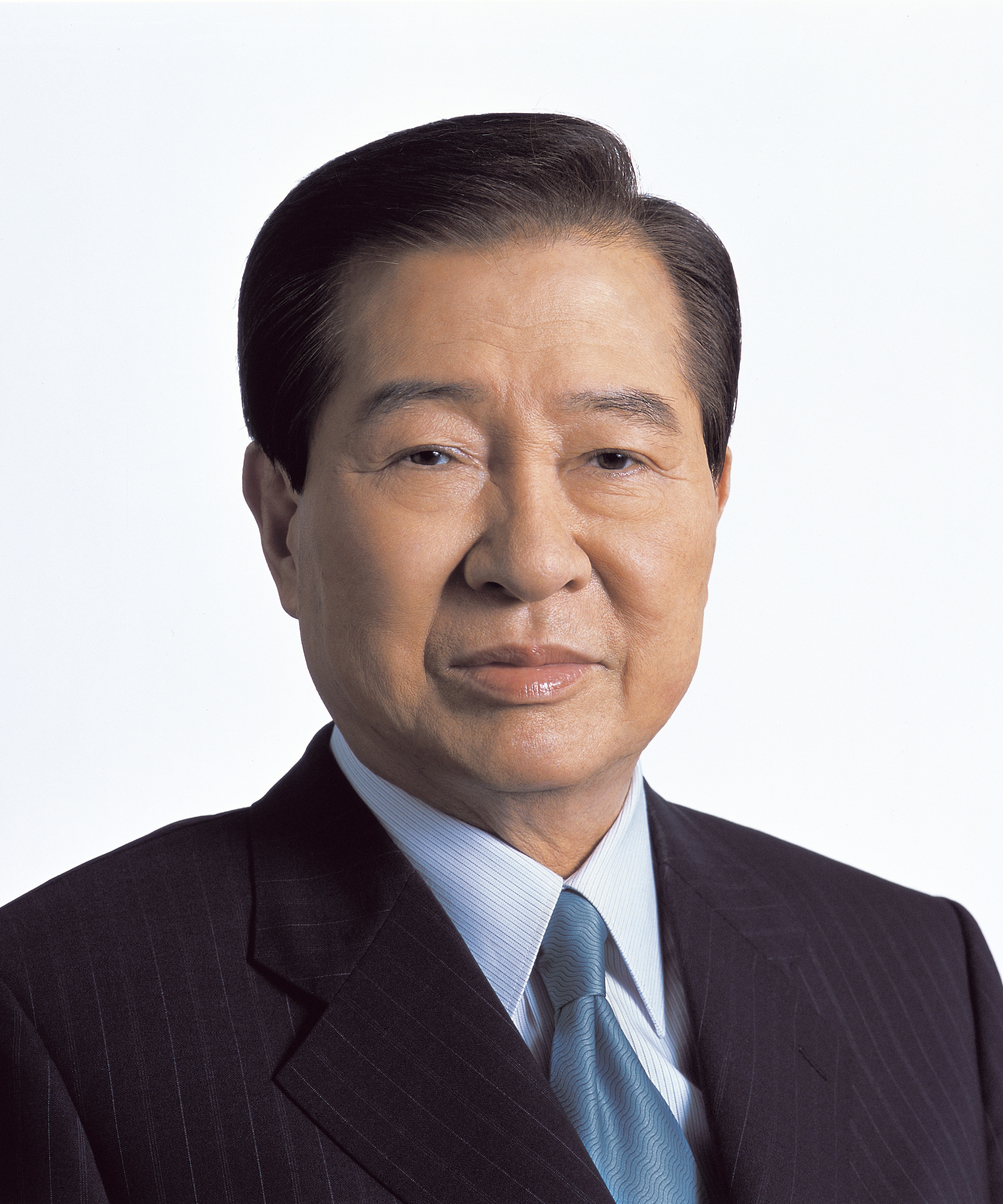
Kim Dae-jung (1924–2009)

- Kim, Dae-sung (* 1984), südkoreanischer Badmintonspieler
- Kim, Dae-un (* 2003), südkoreanische Leichtathletin
- Kim, Dae-yong (* 1982), südkoreanischer Fußballschiedsrichter
- Kim, Daniel (* 1977), koreanischer Opernsänger
- Kim, Daniel Dae (* 1968), US-amerikanischer Schauspieler und SynchronsprecherDaniel Dae Kim (* 1968)

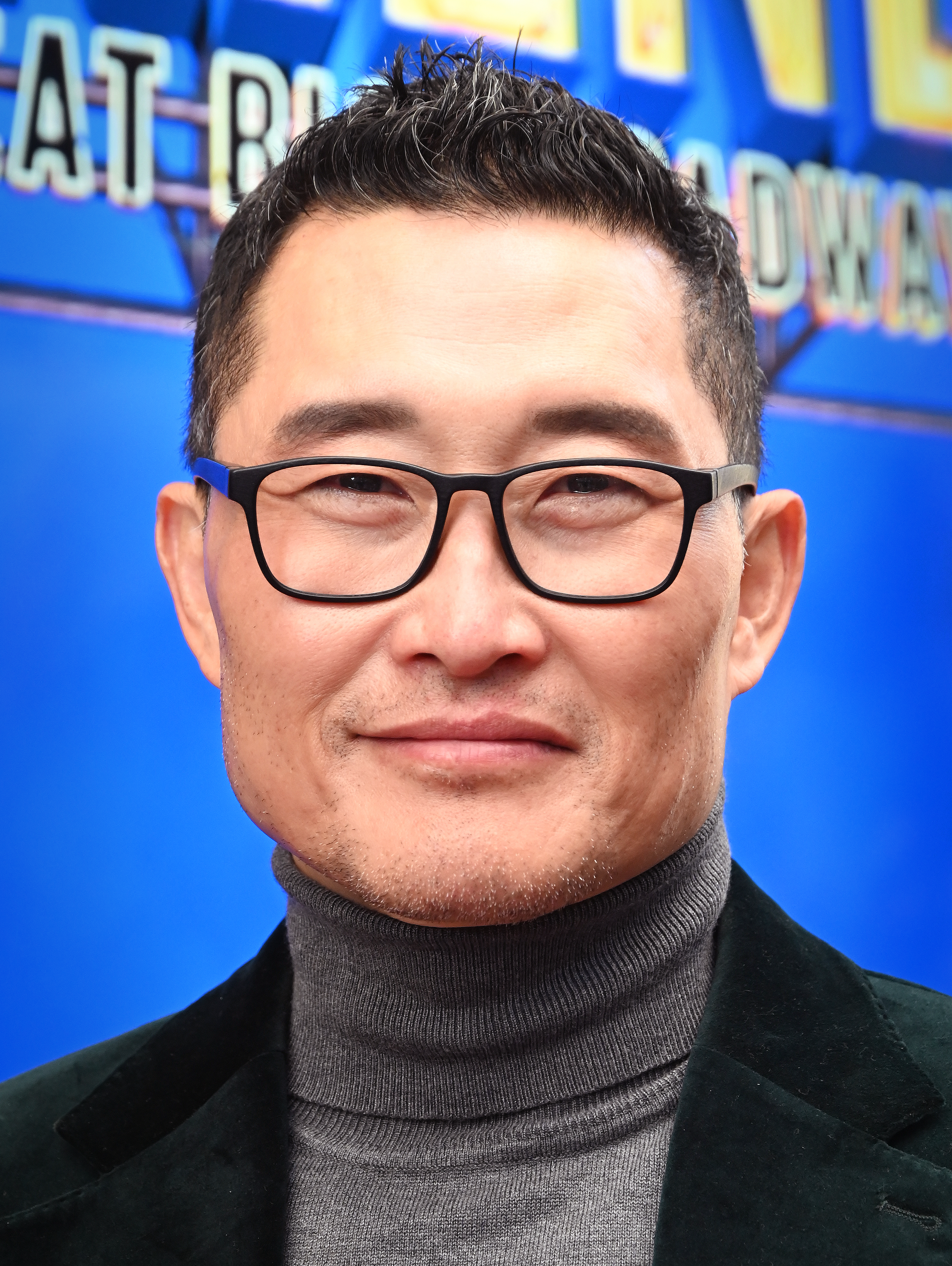
Daniel Dae Kim (* 1968)

- Kim, Dasol (* 1989), südkoreanischer Pianist
- Kim, Deok-hyeon (* 1985), südkoreanischer Weit- und Dreispringer
- Kim, Dmitri (* 1989), usbekischer Taekwondoin
- Kim, Do-heon (* 1982), südkoreanischer Fußballspieler
- Kim, Do-hoon (* 1973), südkoreanischer Fußballspieler und -trainer
- Kim, Do-hyun (* 2006), südkoreanischer Fußballspieler
- Kim, Do-keun (* 1972), südkoreanischer Fußballspieler
- Kim, Do-kyoum (* 1993), südkoreanischer Shorttracker
- Kim, Do-kyun (* 1977), südkoreanischer Fußballspieler und -trainer
- Kim, Do-yeon (* 1988), südkoreanische Fußballspielerin
- Kim, Do-yeon (* 1989), südkoreanischer Fußballspieler
- Kim, Do-yeon (* 1993), südkoreanische Langstreckenläuferin
- Kim, Dong-chan (* 1986), südkoreanischer Fußballspieler
- Kim, Dong-choon (* 1959), südkoreanischer Soziologe
- Kim, Dong-ha (* 1995), professioneller südkoreanischer E-Sportler
- Kim, Dong-hun (* 1986), südkoreanischer Bahn- und Straßenrennfahrer
- Kim, Dong-hyun (* 1987), südkoreanischer Bobfahrer
- Kim, Dong-hyun (* 1994), südkoreanischer Tischtennisspieler
- Kim, Dong-in (* 1982), südkoreanischer Fußballschiedsrichter
- Kim, Dong-jin (* 1973), südkoreanischer Fußballschiedsrichter
- Kim, Dong-jin (* 1982), südkoreanischer Fußballspieler
- Kim, Dong-moon (* 1975), südkoreanischer Badmintonspieler
- Kim, Dong-seon (* 1989), südkoreanischer Dressurreiter
- Kim, Dong-su (* 1995), südkoreanischer Fußballspieler
- Kim, Dong-sung (* 1970), südkoreanischer Illustrator
- Kim, Dong-sung (* 1980), südkoreanischer Shorttracker und Trainer
- Kim, Dong-Won, südkoreanischer Opernsänger (Tenor)
- Kim, Dong-won (* 1965), südkoreanischer Perkussionist und Komponist
- Kim, Dong-wook (* 1993), südkoreanischer Shorttracker
- Kim, Dong-yeon (* 1957), südkoreanischer Politiker und Finanzminister
- Kim, Dong-yong (* 1990), südkoreanischer Ruderer
- Kim, Dongkyu Leo (* 1994), südkoreanischer Pianist
- Kim, Doo-kwan (* 1959), südkoreanischer Politiker
- Kim, Doo-young (* 1952), südkoreanischer Jurist, stellvertretender Urkundsbeamter des Internationalen Seegerichtshofs
- Kim, Du-bong (* 1886), nordkoreanischer PolitikerKim Du-bong (* 1886)

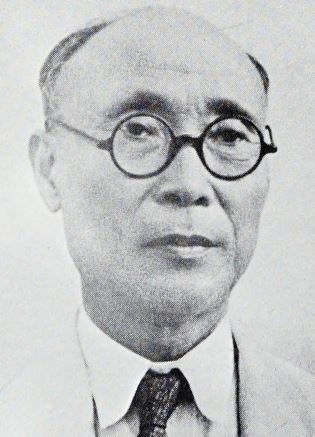
Kim Du-bong (* 1886)

- Kim, Duk-koo (1959–1982), südkoreanischer Boxer
- Kim, Duk-soo (* 1952), südkoreanischer Percussion-Performance-Künstler

#### Kim, E
- Kim, Earl (1920–1998), US-amerikanischer Komponist und Musikpädagoge
- Kim, Eric, US-amerikanischer Cellist und Musikpädagoge
- Kim, Eric Hyoun-Cheoul (* 1977), kanadischer Comiczeichner
- Kim, Esther (* 1977), südkoreanisch-deutsche Pianistin
- Kim, Eu-ro (* 1999), südkoreanischer Radrennfahrer
- Kim, Eugene, US-amerikanischer Schauspieler und Synchronsprecher
- Kim, Eun Sun (* 1980), südkoreanische Dirigentin und Musikdirektorin
- Kim, Eun-ho (* 1996), südkoreanischer Skilangläufer
- Kim, Eun-jung (* 1983), südkoreanische Marathonläuferin
- Kim, Eun-jung (* 1990), südkoreanische Curlerin
- Kim, Eun-mi (* 1975), südkoreanische Handballspielerin

#### Kim, G
- Kim, Ga-eun (* 1998), südkoreanische Badmintonspielerin
- Kim, Ga-hye (* 1981), südkoreanische Squashspielerin
- Kim, Ga-young (* 1983), südkoreanische Poolbillardspielerin
- Kim, Gail (* 1977), kanadische WrestlerinGail Kim (* 1977)

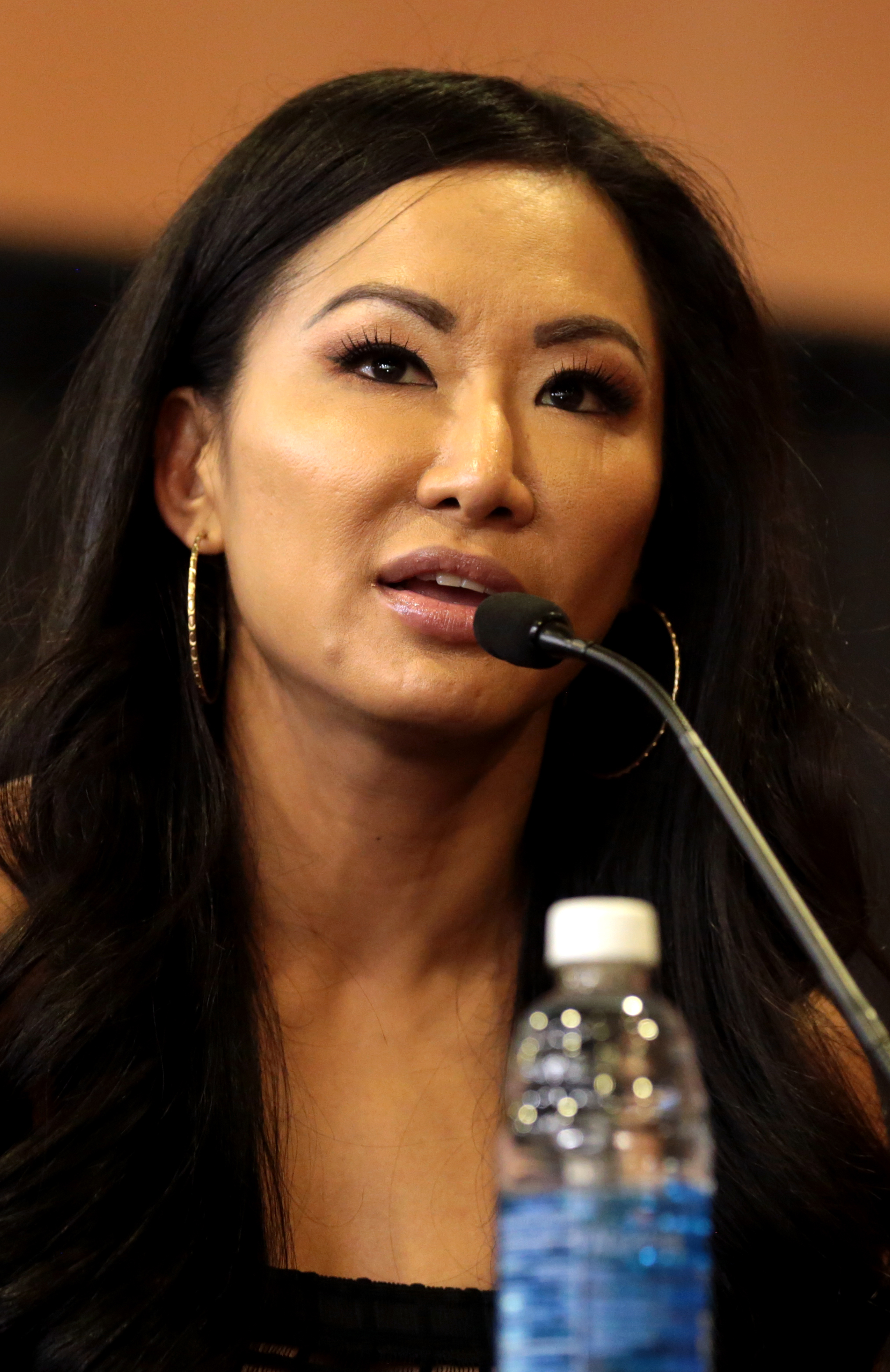
Gail Kim (* 1977)

- Kim, Geon-hee (* 2000), südkoreanische Shorttrackerin
- Kim, Geun-cheol (* 1983), südkoreanischer Fußballspieler
- Kim, Geun-ho (* 1984), südkoreanischer Eishockeyspieler
- Kim, Geun-tae (1947–2011), südkoreanischer Politiker
- Kim, Gi-dong (* 1972), südkoreanischer Fußballspieler und -trainer
- Kim, Gi-jung (* 1990), südkoreanischer Badmintonspieler
- Kim, Gil-li (* 2004), südkoreanische Shorttrackerin
- Kim, Gil-shik (* 1978), südkoreanischer Fußballspieler und -trainer
- Kim, Go-eun (* 1991), südkoreanische SchauspielerinKim Go-eun (* 1991)

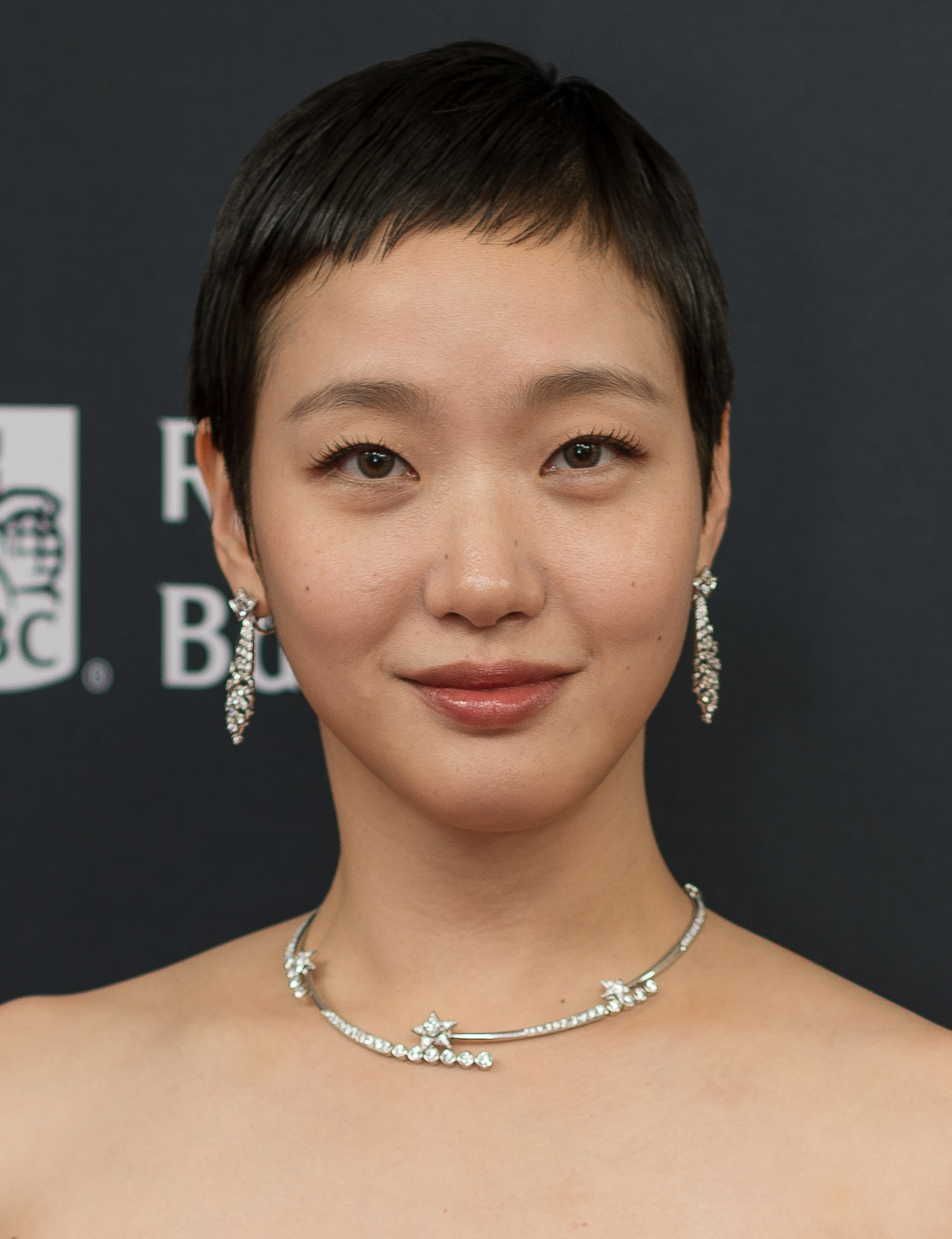
Kim Go-eun (* 1991)

- Kim, Gu (1876–1949), koreanischer Politiker und Unabhängigkeitsaktivist
- Kim, Gun-woo (* 1998), südkoreanischer Shorttracker
- Kim, Gwang-jin (* 1956), nordkoreanischer Kunstturner
- Kim, Gwang-seon (* 1946), südkoreanischer Radrennfahrer
- Kim, Gwi-hyeon (* 1990), südkoreanisch-kanadischer Fußballspieler
- Kim, Gwi-jin (* 1945), südkoreanische Eisschnellläuferin
- Kim, Gwong-hyong (* 1946), nordkoreanischer Ringer
- Kim, Gye-jong (* 1956), nordkoreanischer Bogenschütze
- Kim, Gyeong-min (* 1990), südkoreanischer Fußballspieler
- Kim, Gyu-ri (Schauspielerin, Juni 1979) (* 1979), südkoreanische Schauspielerin
- Kim, Gyu-ri (Schauspielerin, August 1979) (* 1979), südkoreanische Schauspielerin

#### Kim, H
- Kim, Ha-gi (* 1958), südkoreanischer Schriftsteller
- Kim, Ha-na (* 1985), südkoreanische Leichtathletin
- Kim, Ha-na (* 1989), südkoreanische Badmintonspielerin
- Kim, Ha-neul (* 1978), südkoreanische SchauspielerinKim Ha-neul (* 1978)

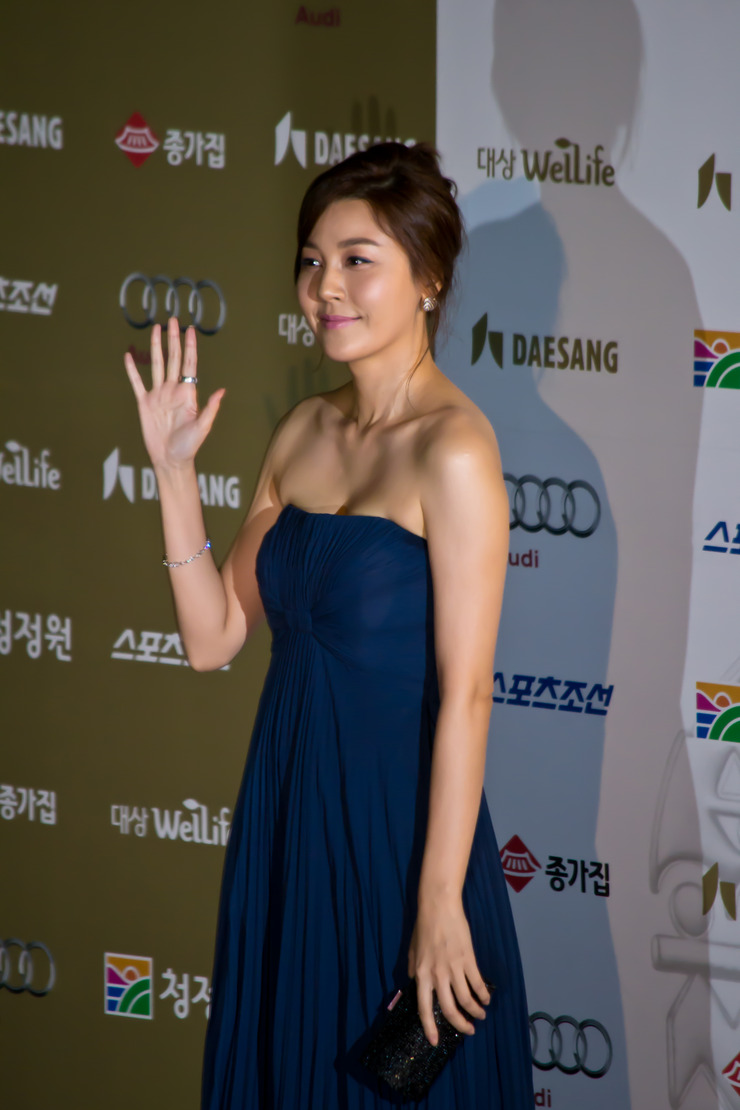
Kim Ha-neul (* 1978)

- Kim, Ha-yun (* 2000), südkoreanische Judoka
- Kim, Hae-jin (* 1997), südkoreanische Eiskunstläuferin
- Kim, Hae-sook (* 1955), südkoreanische Schauspielerin
- Kim, Hae-sung (* 1987), südkoreanische Tennisspielerin
- Kim, Haeng-jik (* 1992), koreanischer Karambolagespieler
- Kim, Hak-beom (* 1960), südkoreanischer Fußballspieler und -trainer
- Kim, Hak-chul (* 1972), südkoreanischer Fußballspieler
- Kim, Hak-kyun (* 1971), südkoreanischer Badmintonspieler
- Kim, Hee-ae (* 1967), südkoreanische Schauspielerin
- Kim, Hee-chul (* 1983), südkoreanischer Popsänger und Schauspieler
- Kim, Hee-gon (* 1985), südkoreanischer Fußballschiedsrichter
- Kim, Hee-sun (* 1977), südkoreanische Schauspielerin
- Kim, Helen (1899–1970), südkoreanische Politikerin, Pädagogin, Sozialaktivistin und Hochschullehrerin
- Kim, Heung-soo (* 1980), südkoreanischer Skispringer und Trainer
- Kim, Ho (* 1998), südkoreanischer Fußballspieler
- Kim, Ho-ja (* 1968), südkoreanische Badmintonspielerin
- Kim, Ho-jun (* 1990), südkoreanischer Snowboarder
- Kim, Ho-sun (* 1926), südkoreanischer Radrennfahrer
- Kim, Ho-yeon (* 1974), südkoreanischer Schriftsteller
- Kim, Ho-yeong (* 1997), südkoreanischer Fußballspieler
- Kim, Hong (* 2001), südkoreanischer Fußballspieler
- Kim, Hong-hee (* 1948), koreanische Kunsthistorikerin, Kunstkritikerin, Kuratorin und Museumsdirektorin
- Kim, Hong-yeon (* 1990), südkoreanischer Fußballspieler
- Kim, Hongjoong (* 1998), süd-koreanischer Sänger, Rapper, Tänzer und MusikproduzentKim Hongjoong (* 1998)

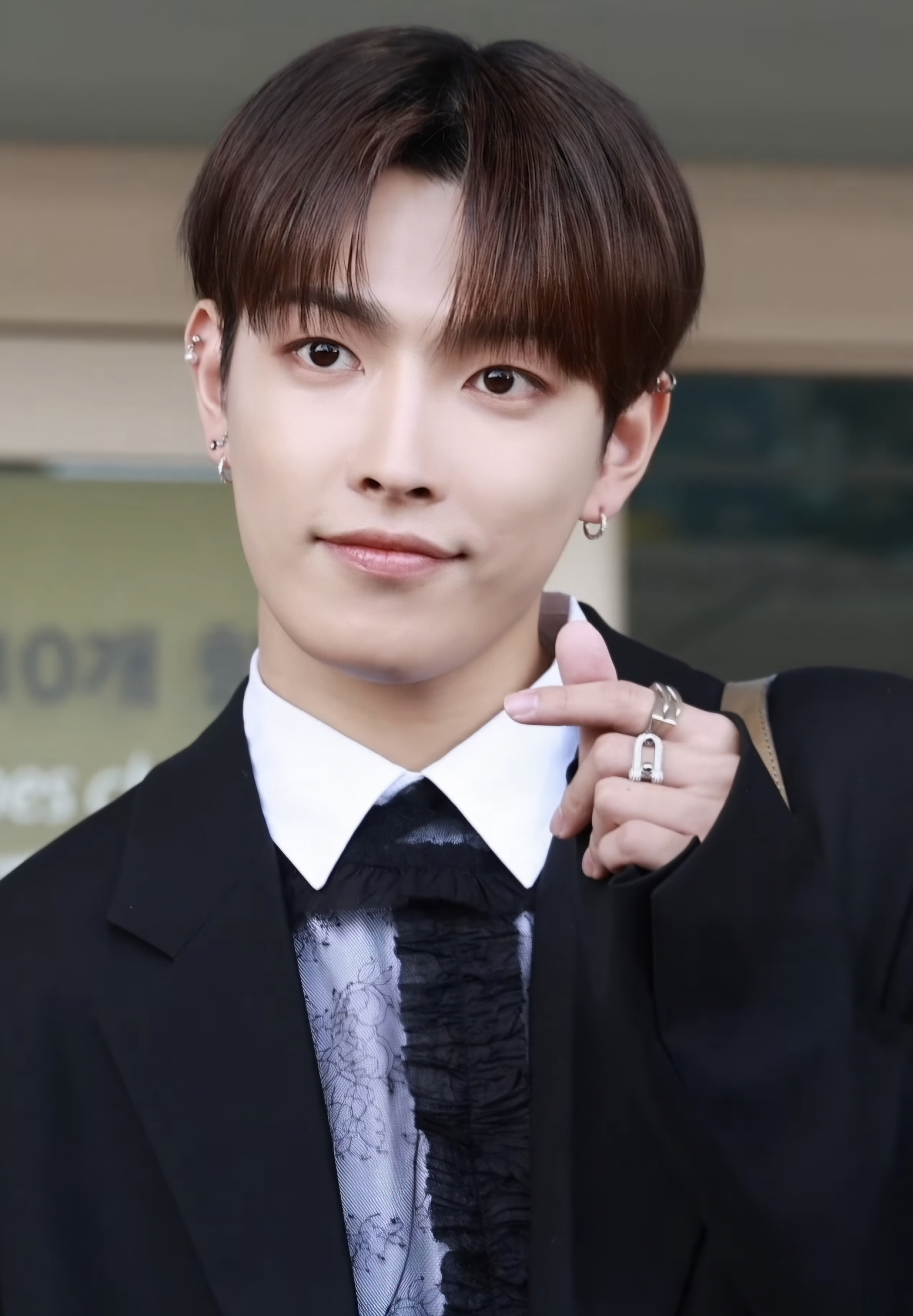
Kim Hongjoong (* 1998)

- Kim, Hoon (* 1948), südkoreanischer Schriftsteller
- Kim, Hwan-hee (* 2002), südkoreanische Schauspielerin
- Kim, Hwan-jin (* 1983), südkoreanischer Boxer im Halbfliegengewicht
- Kim, Hwang-hyun (* 1967), nordkoreanischer Eisschnellläufer
- Kim, Hwang-sik (* 1948), südkoreanischer Politiker und Premierminister

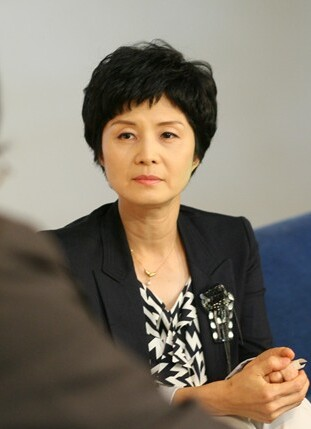
Kim Hyon-hui (* 1962)

- Kim, Hyang-mi (* 1979), nordkoreanische Tischtennisspielerin
- Kim, Hyang-mi (* 1995), nordkoreanische Eishockeyspielerin
- Kim, Hye-gyong (* 1993), nordkoreanische Langstreckenläuferin
- Kim, Hye-ja (* 1941), südkoreanische Schauspielerin
- Kim, Hye-jun (* 1995), südkoreanische Schauspielerin
- Kim, Hye-kyong (* 1985), südkoreanische Marathonläuferin
- Kim, Hye-ri (* 1990), südkoreanische Fußballspielerin
- Kim, Hye-song (* 1993), nordkoreanische Langstreckenläuferin
- Kim, Hye-song (* 1993), nordkoreanische Tischtennisspielerin
- Kim, Hye-soo (* 1970), südkoreanische SchauspielerinKim Hye-soo (* 1970)

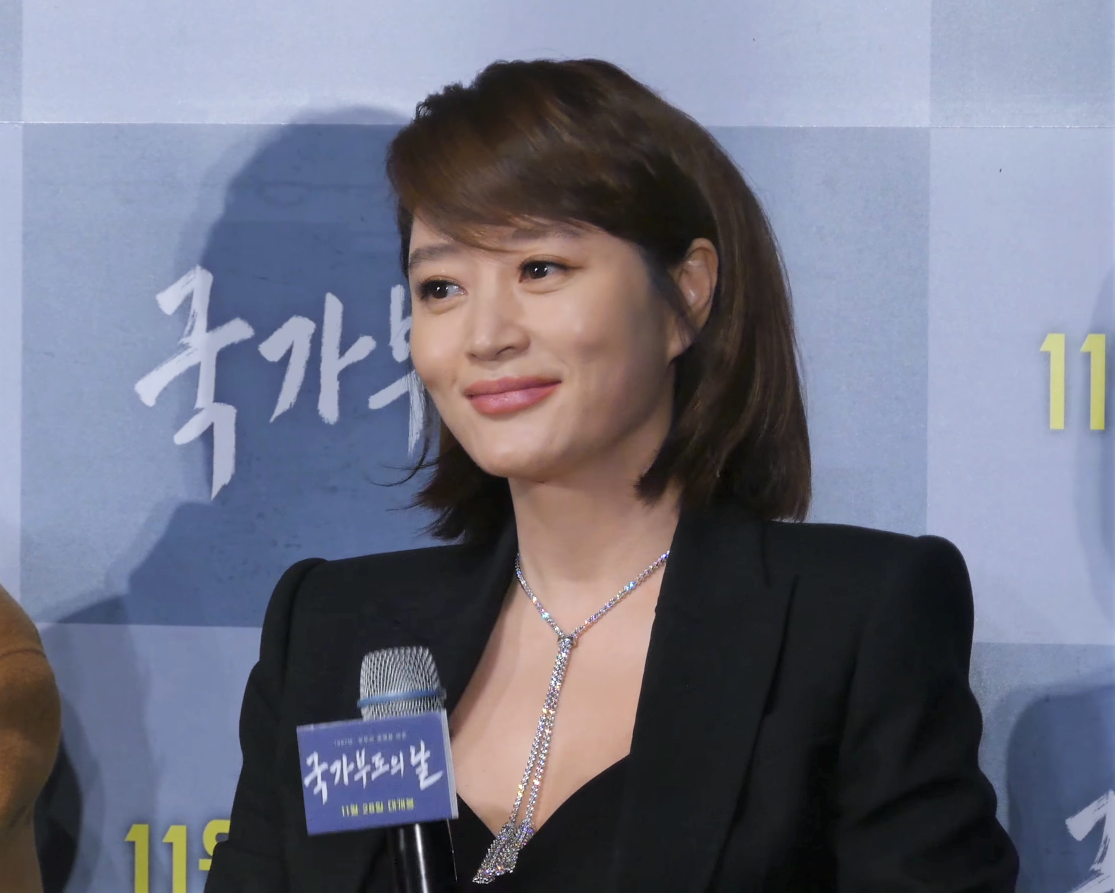
Kim Hye-soo (* 1970)

- Kim, Hye-yeong (* 1995), südkoreanische Fußballspielerin
- Kim, Hye-yoon (* 1996), südkoreanische Schauspielerin
- Kim, Hyeok (* 1987), südkoreanischer Eishockeyspieler
- Kim, Hyeon-woo (* 1988), südkoreanischer Ringer und Olympiasieger
- Kim, Hyeong-kyu (* 1992), südkoreanischer Boxer
- Kim, Hyesoon (* 1955), südkoreanische Lyrikerin
- Kim, Hyginus Hee-jong (* 1947), südkoreanischer Geistlicher und emeritierter römisch-katholischer Erzbischof von Gwangju
- Kim, Hyo-eun (* 1967), südkoreanische Diplomatin
- Kim, Hyo-jin (* 1984), südkoreanische Schauspielerin
- Kim, Hyo-jin (* 1990), südkoreanischer Fußballspieler
- Kim, Hyo-Jung (* 1988), US-amerikanische Shorttrackerin
- Kim, Hyo-min (* 1995), südkoreanische Badmintonspielerin
- Kim, Hyo-sub (* 1980), südkoreanischer Ringer
- Kim, Hyok-bong (* 1985), nordkoreanischer Tischtennisspieler
- Kim, Hyok-chol (* 1971), nordkoreanischer Diplomat
- Kim, Hyon-hui (* 1962), nordkoreanische Agentin und AttentäterinKim Hyon-hui (* 1962)
- Kim, Hyon-hui (* 1979), nordkoreanische Tischtennisspielerin
- Kim, Hyon-Soo (* 1956), südkoreanische Künstlerin
- Kim, Hyong-jik (1894–1926), koreanischer Unabhängigkeitsaktivist während der japanischen HerrschaftKim Hyong-jik (1894–1926)

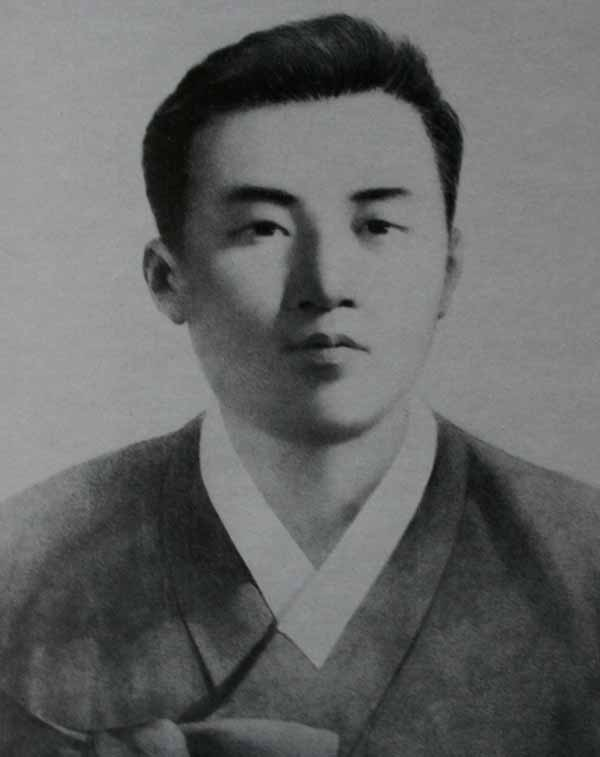
Kim Hyong-jik (1894–1926)

- Kim, Hyun-joong (* 1986), südkoreanischer Musiker
- Kim, Hyun-ki (* 1983), südkoreanischer Skispringer
- Kim, Hyun-mee (* 1967), südkoreanische Handballspielerin
- Kim, Hyun-soo (* 1984), südkoreanischer Eishockeyspieler
- Kim, Hyun-sung (* 1989), koreanischer Fußballspieler
- Kim, Hyun-woo (* 2001), südkoreanischer Fußballspieler
- Kim, Hyung-chil (1959–2006), südkoreanischer Vielseitigkeitsreiter
- Kim, Hyung-il (* 1984), südkoreanischer Fußballspieler
- Kim, Hyung-joon (* 1987), südkoreanischer Eishockeyspieler
- Kim, Hyung-wook (1925–1979), südkoreanischer Politiker
- Kim, Hyunjin (* 1975), Kuratorin, Autorin und Forscherin

#### Kim, I
- Kim, Il († 1984), nordkoreanischer Politiker
- Kim, Il-ch’ŏl (1933–2023), nordkoreanischer Politiker
- Kim, Il-jin (* 1956), nordkoreanischer Dirigent
- Kim, Il-ong (* 1971), nordkoreanischer Ringer
- Kim, Il-sung (1912–1994), kommunistischer Machthaber NordkoreasKim Il-sung (1912–1994)

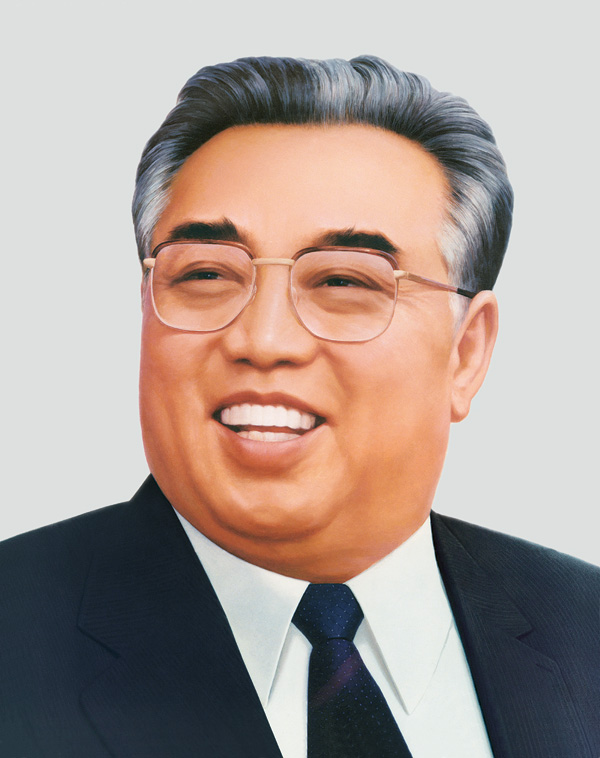
Kim Il-sung (1912–1994)

- Kim, Il-yeop (1896–1971), koreanische Schriftstellerin, Dichterin, Journalistin und südkoreanische Buddhistische Nonne
- Kim, Ill-Young (* 1973), deutsch-südkoreanischer Musiker, Moderator und Schauspieler
- Kim, In-kyu (* 1993), südkoreanischer Boxer
- Kim, In-su (* 1971), südkoreanischer Fußballspieler und -trainer
- Kim, In-sub (* 1973), südkoreanischer Ringer
- Kim, In-wan (* 1971), südkoreanischer Fußballspieler und -trainer
- Kim, Insuk (* 1963), südkoreanische Schriftstellerin

#### Kim, J
- Kim, Ja-youn (* 1978), südkoreanische Biathletin
- Kim, Jacqueline (* 1965), US-amerikanische Schauspielerin
- Kim, Jae-bum (* 1985), südkoreanischer Judoka
- Kim, Jae-gyu (1926–1980), südkoreanischer Minister, Militär, Direktor des National Intelligence Service und Attentäter

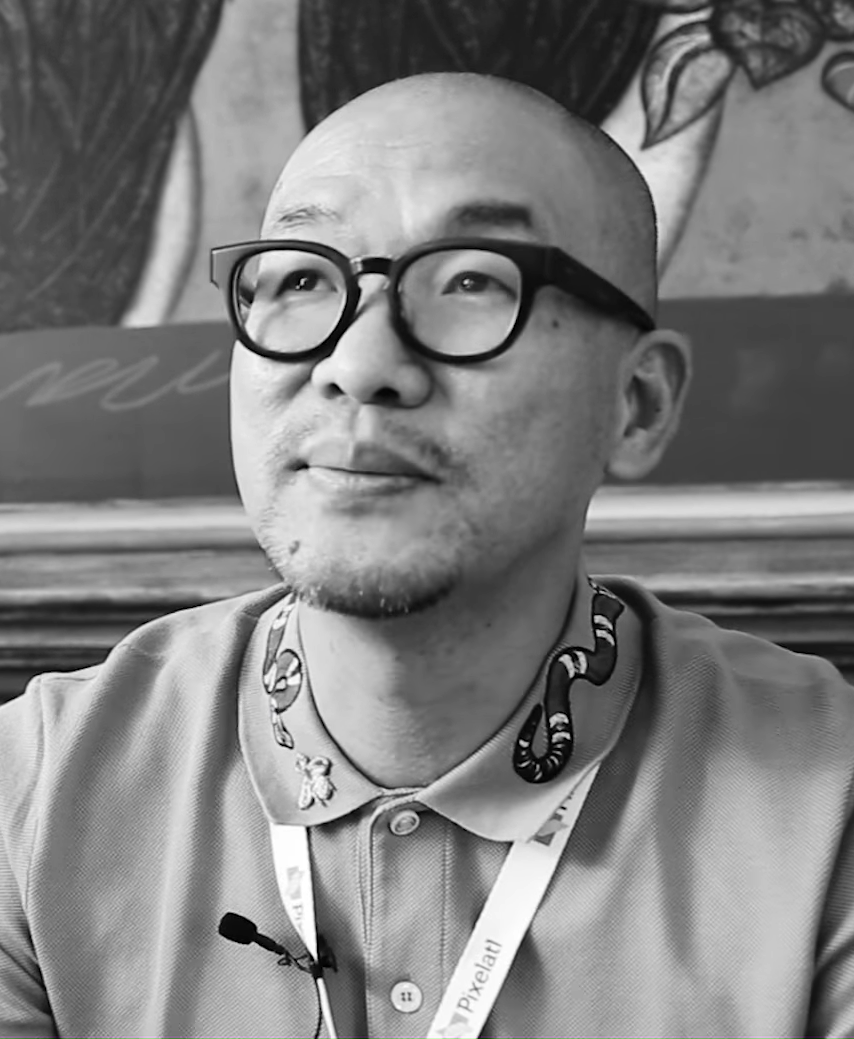
Kim Jung-gi (1975–2022)

- Kim, Jae-hwan (* 1996), südkoreanischer Badmintonspieler
- Kim, Jae-ryong (* 1966), südkoreanischer Marathonläufer
- Kim, Jae-shin (* 1957), südkoreanischer Diplomat
- Kim, Jae-soo (* 1961), südkoreanischer Bergsteiger
- Kim, Jae-sung (* 1983), südkoreanischer Fußballspieler
- Kim, Jae-woo (* 1998), südkoreanischer Fußballspieler
- Kim, Jaegwon (1934–2019), US-amerikanischer Philosoph
- Kim, Jain (* 1988), südkoreanische Sportkletterin
- Kim, James Ji-seok (* 1940), südkoreanischer Geistlicher und römisch-katholischer Bischof von Wonju
- Kim, Jang-mi (* 1992), südkoreanische Sportschützin
- Kim, Jang-woo (* 1999), südkoreanischer Dreispringer
- Kim, Jay (* 1939), US-amerikanischer Politiker koreanischer Herkunft
- Kim, Je-deok (* 2004), südkoreanischer Bogenschütze
- Kim, Jee-woon (* 1964), südkoreanischer Filmregisseur
- Kim, Jeeyoung (* 1968), südkoreanische Komponistin
- Kim, Jennie (* 1996), südkoreanische Sängerin und ModelJennie Kim (* 1996)

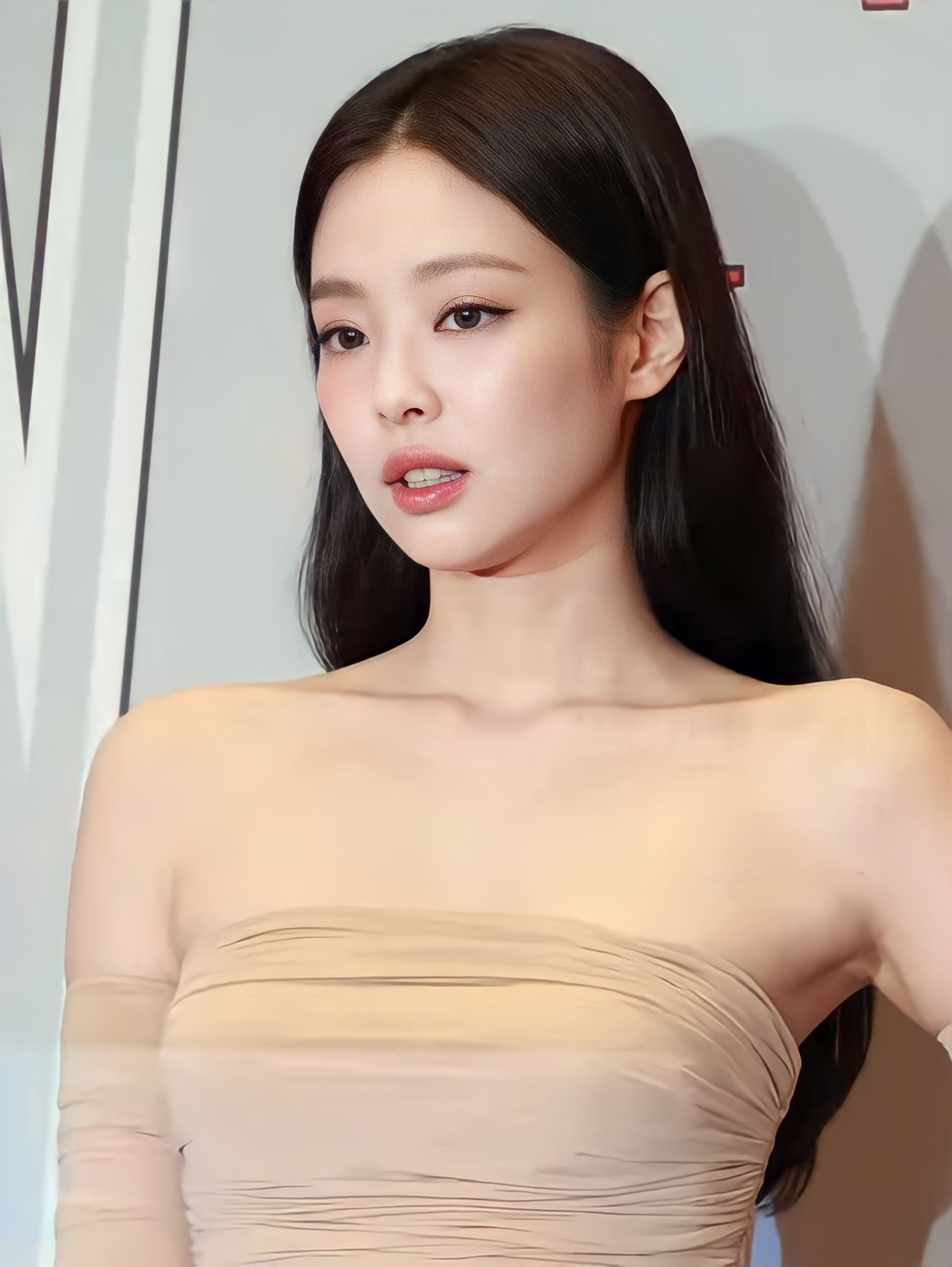
Jennie Kim (* 1996)

- Kim, Jennifer (* 1968), thailändische Sängerin
- Kim, Jeon (1458–1523), koreanischer Politiker und neokonfuzianischer Philosoph
- Kim, Jeong Han (* 1962), südkoreanischer Mathematiker
- Kim, Jeong-ho, südkoreanischer Diplomat und Soldat
- Kim, Jeong-ho (1804–1866), koreanischer Geograph und Kartograf
- Kim, Jeong-hwan (* 1954), südkoreanischer Schriftsteller und Lyriker
- Kim, Jeong-mi (* 1984), südkoreanische Fußballtorhüterin
- Kim, Jeong-ryeol (1917–1992), südkoreanischer Politiker und Premierminister
- Kim, Jeong-yeon (1914–1992), japanischer Eisschnellläufer
- Kim, Ji-eun (* 1992), südkoreanische Leichtathletin
- Kim, Ji-eun (* 1993), südkoreanische Schauspielerin
- Kim, Ji-hun (* 1992), südkoreanischer Fußballspieler
- Kim, Ji-hyeon (* 1996), südkoreanischer Fußballspieler
- Kim, Ji-hyon (* 1995), südkoreanischer Freestyle-Skisportler
- Kim, Ji-hyun (* 1974), südkoreanische Badmintonspielerin
- Kim, Ji-in (* 1996), südkoreanische Schauspielerin
- Kim, Ji-min (* 1993), südkoreanischer Fußballspieler
- Kim, Ji-su (* 2000), südkoreanische Judoka
- Kim, Ji-sung (1924–1982), südkoreanischer Fußballspieler
- Kim, Ji-won (* 1959), südkoreanischer Boxer im Superbantamgewicht
- Kim, Ji-won (* 1992), südkoreanische SchauspielerinKim Ji-won (* 1992)

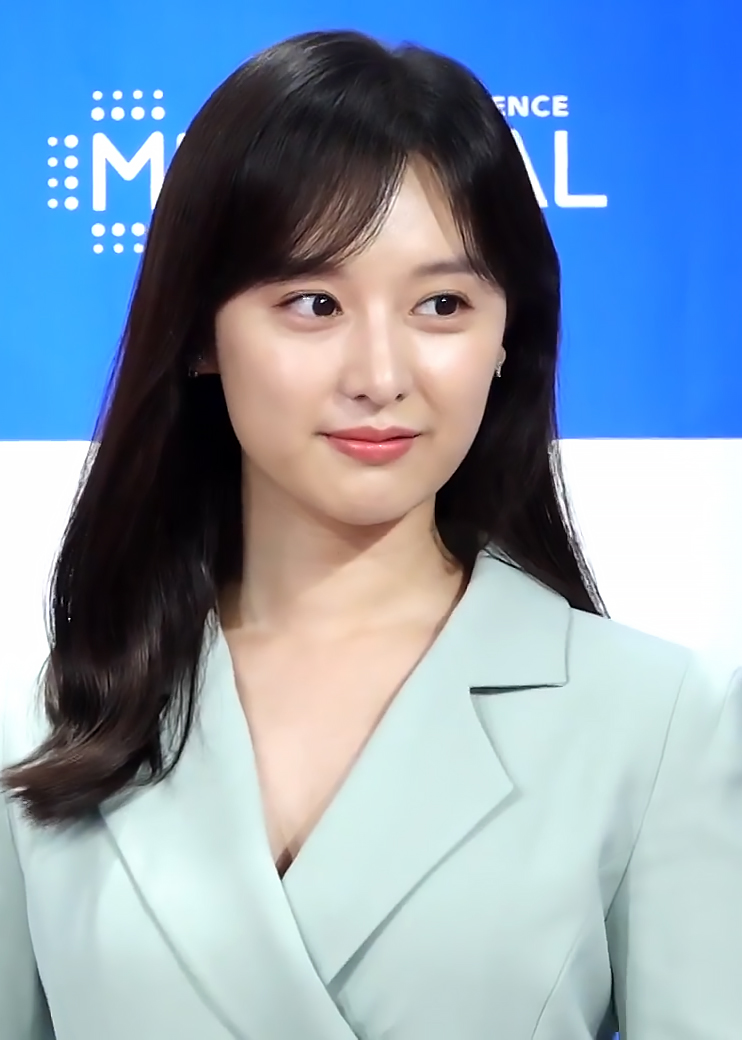
Kim Ji-won (* 1992)

- Kim, Ji-won (* 1995), südkoreanische Badmintonspielerin
- Kim, Ji-yeon (* 1988), südkoreanische Säbelfechterin und Olympiasiegerin
- Kim, Ji-yoo (* 1999), südkoreanische Shorttrackerin
- Kim, Ji-young (* 1985), südkoreanische Tennisspielerin
- Kim, Jihae (* 1989), südkoreanische Musikerin, Komponistin, Schauspielerin und Multimediakünstlerin
- Kim, Jim Yong (* 1959), koreanisch-amerikanischer Mediziner, medizinischer Anthropologe und Hochschulpräsident
- Kim, Jin-hee (* 1981), südkoreanische Tennisspielerin
- Kim, Jin-hi (* 1957), koreanische Komungospielerin und Komponistin
- Kim, Jin-ho (* 1961), südkoreanische Bogenschützin
- Kim, Jin-hyeon (* 1987), südkoreanischer Fußballspieler
- Kim, Jin-kyu (* 1985), südkoreanischer Fußballspieler
- Kim, Jin-ok (* 1990), nordkoreanische Wasserspringerin
- Kim, Jin-su (* 1992), südkoreanischer Fußballspieler
- Kim, Jin-sung (* 1997), südkoreanischer Fußballspieler
- Kim, Jin-young (* 2000), südkoreanischer Handballspieler
- Kim, Jinran (* 1968), koreanische Künstlerin
- Kim, Jo-sun (* 1975), südkoreanische Bogenschützin
- Kim, John (* 1993), australischer SchauspielerJohn Kim (* 1993)

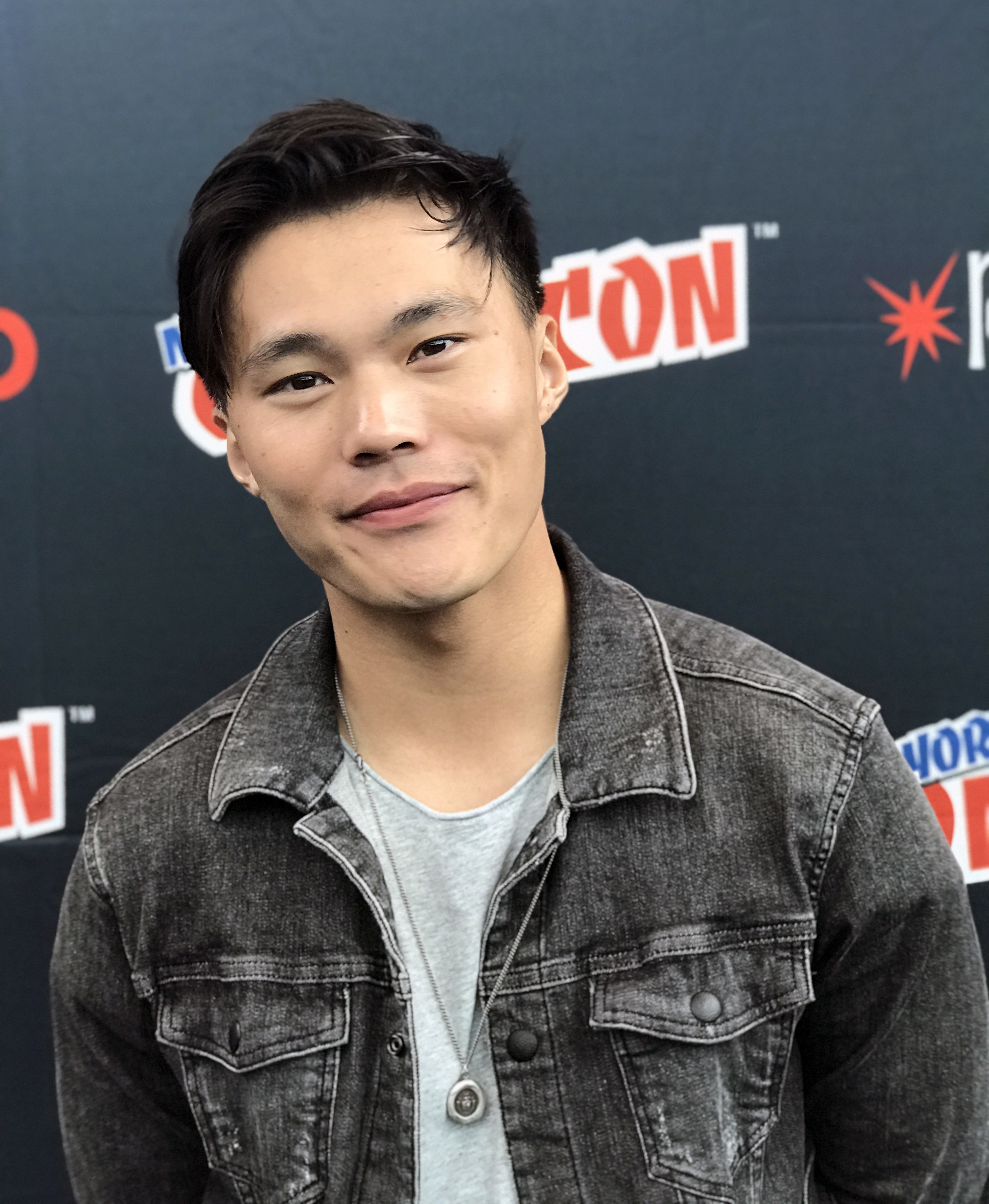
John Kim (* 1993)

- Kim, John Son-Tae (* 1961), südkoreanischer Geistlicher und römisch-katholischer Bischof von Jeonju
- Kim, Jong (* 1989), nordkoreanische Tischtennisspielerin
- Kim, Jong-boo (* 1965), südkoreanischer Fußballspieler und -trainer
- Kim, Jong-chol (* 1972), nordkoreanischer Marathonläufer
- Kim, Jong-chol (* 1981), nordkoreanischer Funktionär, Sohn von Kim Jong-il
- Kim, Jong-gak (* 1941), nordkoreanischer Vizemarschall und Politiker
- Kim, Jong-gil (1926–2017), südkoreanischer Lyriker und Schriftsteller
- Kim, Jong-hae (* 1941), südkoreanischer Lyriker und Verleger
- Kim, Jong-hun (* 1956), nordkoreanischer Fußballspieler und -trainer
- Kim, Jong-hyeok (* 1983), südkoreanischer Fußballschiedsrichter
- Kim, Jong-hyun (* 1985), südkoreanischer Sportschütze
- Kim, Jong-il († 2011), nordkoreanischer Politiker, De-facto-Machthaber NordkoreasKim Jong-il († 2011)

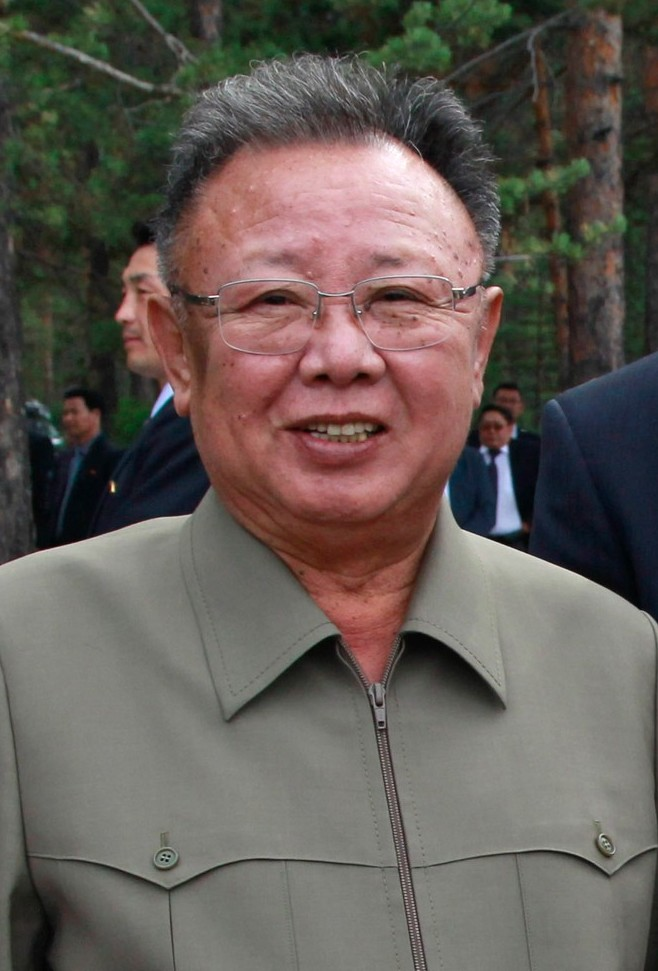
Kim Jong-il († 2011)

- Kim, Jong-min (* 1993), südkoreanischer Biathlet und Skilangläufer
- Kim, Jong-nam (1971–2017), Sohn des nordkoreanischen Machthabers Kim Jong-il
- Kim, Jong-pil (1926–2018), südkoreanischer Politiker und Militärperson
- Kim, Jong-pil (* 1955), südkoreanischer Fußballspieler und -trainer
- Kim, Jong-pil (* 1956), südkoreanischer Fußballspieler
- Kim, Jong-pil (* 1992), südkoreanischer Fußballspieler
- Kim, Jong-ryul (* 1935), nordkoreanischer Agent
- Kim, Jong-seok (* 1994), südkoreanischer Fußballspieler
- Kim, Jong-shin (* 1970), südkoreanischer Ringer
- Kim, Jong-song (* 1964), nordkoreanischer Fußballspieler und -trainer
- Kim, Jong-su (* 1977), nordkoreanischer Sportschütze
- Kim, Jong-suk (1917–1949), nordkoreanische Ehefrau Kim Il-sungs und Mutter Kim Jong-ils
- Kim, Jong-un (* 1984), nordkoreanischer Politiker und StaatschefKim Jong-un (* 1984)

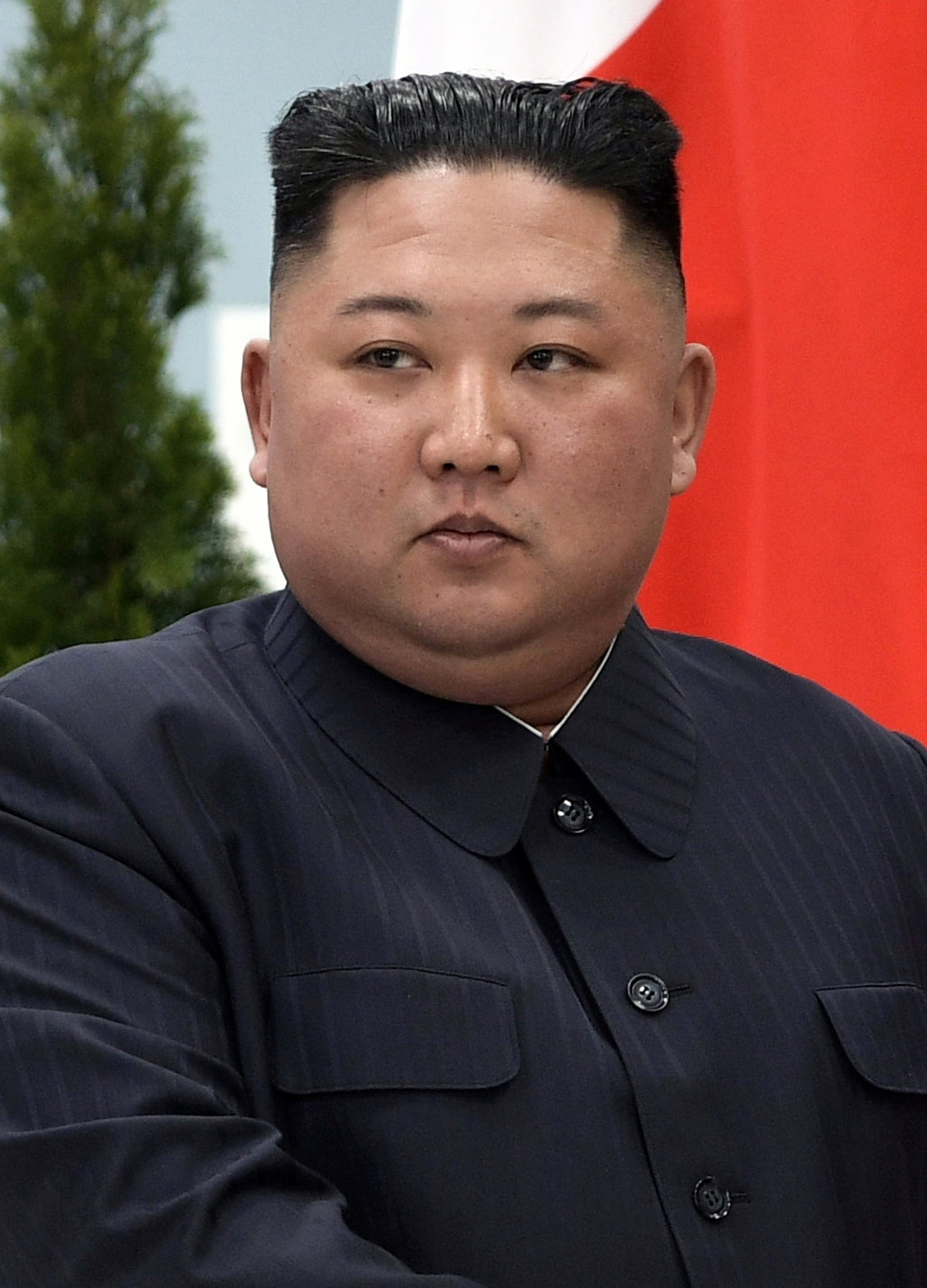
Kim Jong-un (* 1984)

- Kim, Jong-woon (* 1984), südkoreanischer Sänger und Schauspieler
- Kim, Jong-yang (* 1961), südkoreanischer Polizeibeamter und Präsident von Interpol
- Kim, Jonny (* 1984), US-amerikanischer Arzt, Navy SEAL und Astronaut
- Kim, Joo-chan (* 2001), südkoreanischer Fußballspieler
- Kim, Joo-hyuck (1972–2017), südkoreanischer Schauspieler
- Kim, Joo-sung (* 1966), südkoreanischer Fußballnationalspieler
- Kim, Joo-young (* 1939), südkoreanischer Schriftsteller
- Kim, Joon (* 1991), deutscher Schauspieler und Influencer
- Kim, Joon-Kyo (* 1982), südkoreanischer Politiker
- Kim, Joong-suk (* 1973), südkoreanischer Badmintonspieler
- Kim, Ju-ae, Tochter von Kim Jong-un und seiner Frau Ri Sol-ju
- Kim, Ju-eun (* 1991), südkoreanische Tennisspielerin
- Kim, Ju-ha (* 2001), südkoreanische Sprinterin
- Kim, Ju-ho (* 1999), südkoreanischer Hürdensprinter
- Kim, Ju-sung (* 2000), südkoreanischer Fußballspieler
- Kim, Juli Tschersanowitsch (* 1936), russischer Dichter, Komponist, Dramatiker, Drehbuchautor und Barde
- Kim, Jun (* 1988), japanisch-deutscher Fotokünstler
- Kim, Jun-beom (* 1998), südkoreanischer Fußballspieler
- Kim, Jun-ho (* 1994), südkoreanischer Säbelfechter
- Kim, Jun-ho (* 1995), südkoreanischer Eisschnellläufer
- Kim, Jung-eun (* 1976), südkoreanische Schauspielerin
- Kim, Jung-eun (* 1986), südkoreanische Tennisspielerin
- Kim, Jung-gi (1975–2022), südkoreanischer Illustrator und KünstlerKim Jung-gi (1975–2022)
- Kim, Jung-ho (* 1996), südkoreanischer Badmintonspieler
- Kim, Jung-hwan (* 1983), südkoreanischer Säbelfechter und Olympiasieger
- Kim, Jung-hyuk (* 1971), südkoreanischer Schriftsteller
- Kim, Jung-ja, südkoreanische Badmintonspielerin
- Kim, Jung-jae, südkoreanischer Improvisationsmusiker (Saxophon)
- Kim, Jung-joo (* 1981), südkoreanischer Boxer
- Kim, Jung-jun (* 1978), südkoreanischer Badmintonspieler
- Kim, Jung-min (* 1999), südkoreanischer Fußballspieler
- Kim, Jung-sook (* 1954), südkoreanische Klassik-Sängerin und First Lady Südkoreas (seit 2017), Ehefrau von Moon Jae-inKim Jung-sook (* 1954)

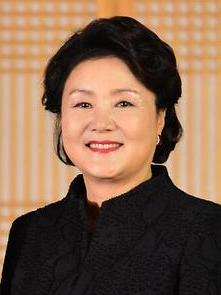
Kim Jung-sook (* 1954)

- Kim, Jung-su (* 1981), südkoreanischer Skeletonpilot und Bobfahrer
- Kim, Jung-sub (* 1975), koreanischer Ringer
- Kim, Jung-won (* 1973), nordkoreanischer Marathonläufer
- Kim, Jung-woo (* 1982), südkoreanischer Fußballspieler
- Kim, Jung-ya (* 1988), südkoreanischer Fußballspieler

#### Kim, K
- Kim, Kap-soo (* 1957), südkoreanischer Schauspieler
- Kim, Karina (* 1966), deutsche Schlagersängerin
- Kim, Kee-hee (* 1989), südkoreanischer Fußballspieler
- Kim, Kevin (* 1978), US-amerikanischer Tennisspieler koreanischer Abstammung
- Kim, Ki-duk (1960–2020), südkoreanischer RegisseurKim Ki-duk (1960–2020)

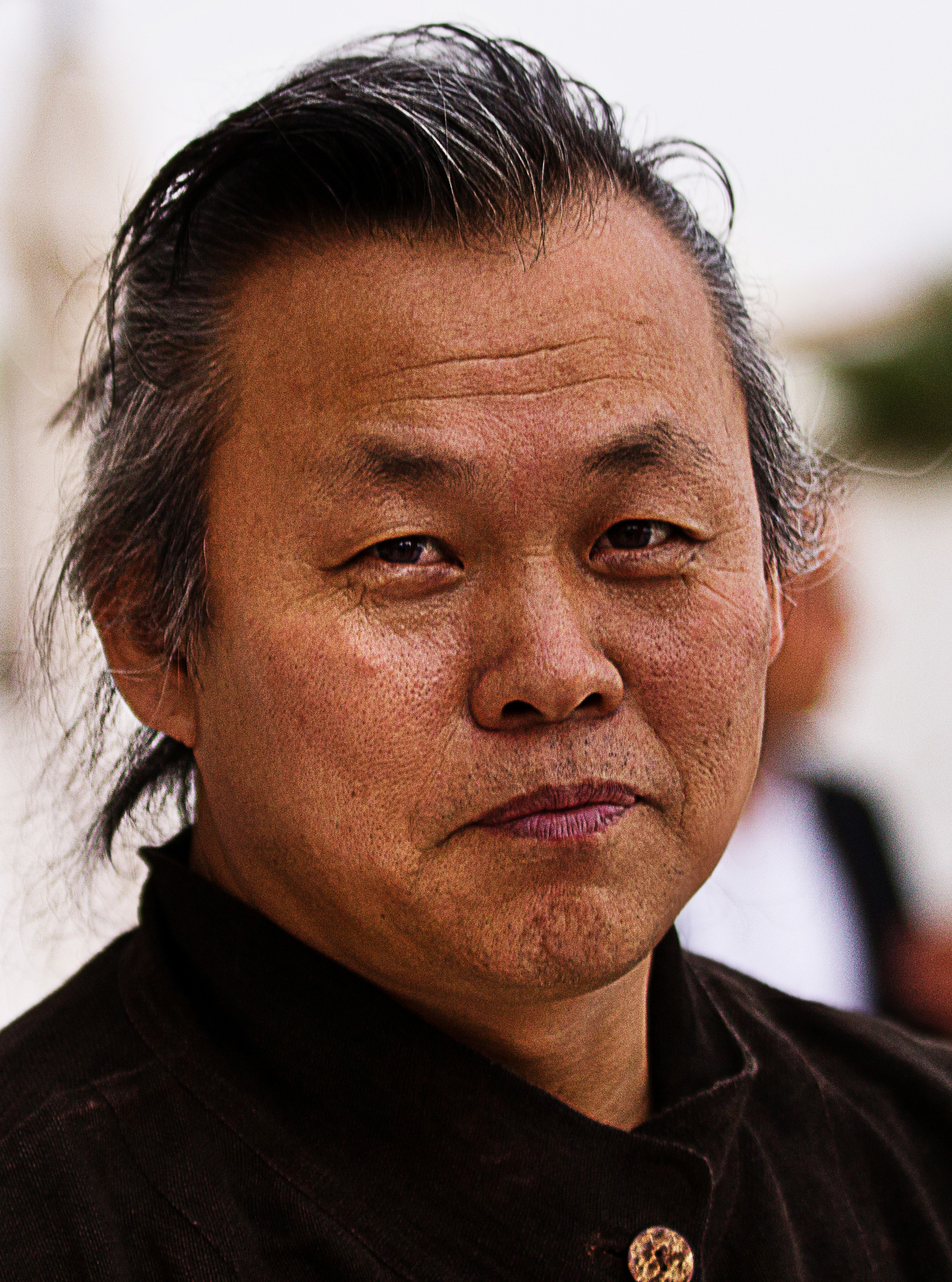
Kim Ki-duk (1960–2020)

- Kim, Ki-eung (* 1990), südkoreanischer Badmintonspieler
- Kim, Ki-hoon (* 1967), südkoreanischer Eisschnellläufer (Shorttrack)
- Kim, Ki-nam, südkoreanischer Diplomat
- Kim, Ki-nam (1929–2024), nordkoreanischer Politiker
- Kim, Ki-soo (1939–1997), südkoreanischer Boxer
- Kim, Ki-sung (* 1985), südkoreanischer Eishockeyspieler
- Kim, Ki-tae (* 1952), nordkoreanischer Ruderer
- Kim, Ki-taek (* 1957), südkoreanischer Lyriker
- Kim, Ki-taik (* 1962), südkoreanischer Tischtennisspieler
- Kim, Ki-young (1919–1998), südkoreanischer Filmregisseur
- Kim, Kirill (* 2004), kirgisischer Eishockeyspieler
- Kim, Ku-yong (1922–2001), südkoreanischer Lyriker
- Kim, Kuk-hyang (* 1993), nordkoreanische Gewichtheberin
- Kim, Kuk-hyang (* 1999), nordkoreanische Wasserspringerin
- Kim, Kuk-jin (* 1989), nordkoreanischer Fußballspieler
- Kim, Kuk-thae (1924–2013), nordkoreanischer Politiker
- Kim, Kuk-young (* 1991), südkoreanischer Sprinter
- Kim, Kum-il (* 1987), nordkoreanischer Fußballspieler
- Kim, Kum-ok (* 1988), nordkoreanische Marathonläuferin
- Kim, Kum-yong (* 2001), nordkoreanische Tischtennisspielerin
- Kim, Kun-hee (* 1989), südkoreanische Tennisspielerin
- Kim, Kun-woo (* 1980), südkoreanischer Zehnkämpfer
- Kim, Kwan-jin (* 1949), südkoreanischer Politiker und Verteidigungsminister
- Kim, Kwan-kyu (* 1967), südkoreanischer Eisschnellläufer
- Kim, Kwang-hyok (* 1985), nordkoreanischer Fußballspieler
- Kim, Kwang-hyok (* 1987), nordkoreanischer Eishockeyspieler
- Kim, Kwang-Je (* 1944), südkoreanischer Physiker
- Kim, Kwang-jin (* 1995), südkoreanischer Freestyle-Skisportler
- Kim, Kwang-kyu (* 1941), südkoreanischer Schriftsteller
- Kim, Kwang-lim (1929–2024), südkoreanischer Lyriker
- Kim, Kwang-seok (1964–1996), südkoreanischer Sänger und Songwriter
- Kim, Kwang-sun (* 1964), südkoreanischer Boxer, Olympiasieger
- Kim, Kye-kwan (* 1943), nordkoreanischer Diplomat und Politiker
- Kim, Kyeong-ae (* 1994), südkoreanische Curlerin
- Kim, Kyeung-ran (* 1977), südkoreanische Badmintonspielerin
- Kim, Kyok-sik († 2015), nordkoreanischer General
- Kim, Kyŏng-hŭi (* 1946), nordkoreanische PolitikerinKim Kyŏng-hŭi (* 1946)

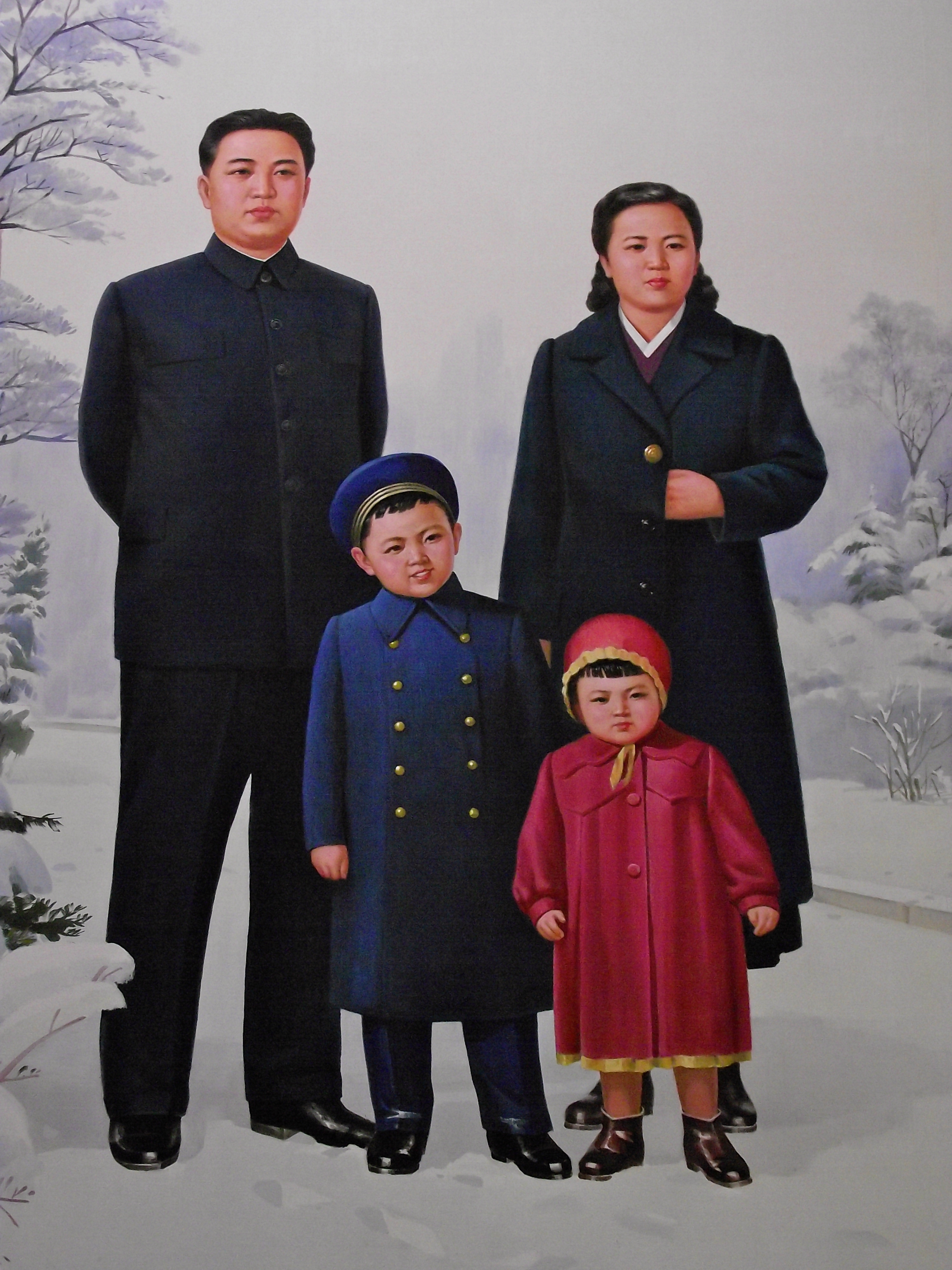
Kim Kyŏng-hŭi (* 1946)

- Kim, Kyong-hun (* 1975), südkoreanischer Taekwondoin
- Kim, Kyong-il (* 1988), nordkoreanischer Fußballspieler
- Kim, Kyong-tae (* 1997), südkoreanischer Hürdensprinter
- Kim, Kyoung-eun (* 1998), südkoreanische Freestyle-Skisportlerin
- Kim, Kyoung-min (* 1980), südkoreanische Fußballschiedsrichterassistentin
- Kim, Kyoung-soo (* 1967), südkoreanischer Politiker
- Kim, Kyu-hun (* 1982), südkoreanischer Eishockeyspieler
- Kim, Kyu-sik (1881–1950), koreanischer Politiker und Unabhängigkeitsaktivist
- Kim, Kyung-ae (* 1988), südkoreanische Speerwerferin
- Kim, Kyung-ah (* 1977), südkoreanische Tischtennisspielerin
- Kim, Kyung-ju (* 1976), südkoreanischer Lyriker
- Kim, Kyung-nam (* 1993), südkoreanische Biathletin
- Kim, Kyung-roul (1980–2015), südkoreanischer Karambolagespieler
- Kim, Kyung-tae (* 1980), südkoreanischer Biathlet
- Kim, Kyung-uk (* 1971), südkoreanischer Schriftsteller
- Kim, Kyung-wook (* 1970), südkoreanische Bogenschützin

#### Kim, L
- Kim, Lauren Mary (* 1981), US-amerikanische Schauspielerin, Stuntfrau, Stuntcoordinatorin und Tänzerin
- Kim, Lia (* 1999), südkoreanische Shorttrackerin
- Kim, Lim-hwan (* 1992), südkoreanischer Judoka
- Kim, Lucas Un-hoe (* 1944), südkoreanischer Geistlicher, emeritierter römisch-katholischer Bischof von Chuncheon und Apostolischer Administrator von Hamhŭng

#### Kim, M
- Kim, Marina Jewgenjewna (* 1983), russische Fernsehmoderatorin
- Kim, Mee-hyang (* 1973), südkoreanische Badmintonspielerin
- Kim, Mi-gyong (* 1990), nordkoreanische Marathonläuferin
- Kim, Mi-kyung, südkoreanische Comiczeichnerin
- Kim, Mi-kyung (* 1967), südkoreanische Marathonläuferin
- Kim, Mi-rae (* 2001), nordkoreanische Wasserspringerin
- Kim, Mi-seon (* 1987), südkoreanische Biathletin
- Kim, Mi-soo (1992–2022), südkoreanisches Model und Schauspielerin
- Kim, Mi-yeon (* 1979), südkoreanische Curlerin
- Kim, Mikyoung (* 1968), US-amerikanische Landschaftsarchitektin und Stadtplanerin
- Kim, Min Clara (* 1966), deutsche Malerin
- Kim, Min-chan (* 1986), südkoreanischer Jazzmusiker (Schlagzeug)
- Kim, Min-chan (* 1987), südkoreanischer Curler
- Kim, Min-chul (* 1991), südkoreanischer E-Sportler
- Kim, Min-gyu, Sänger und Rapper
- Kim, Min-hee (* 1982), südkoreanische SchauspielerinKim Min-hee (* 1982)

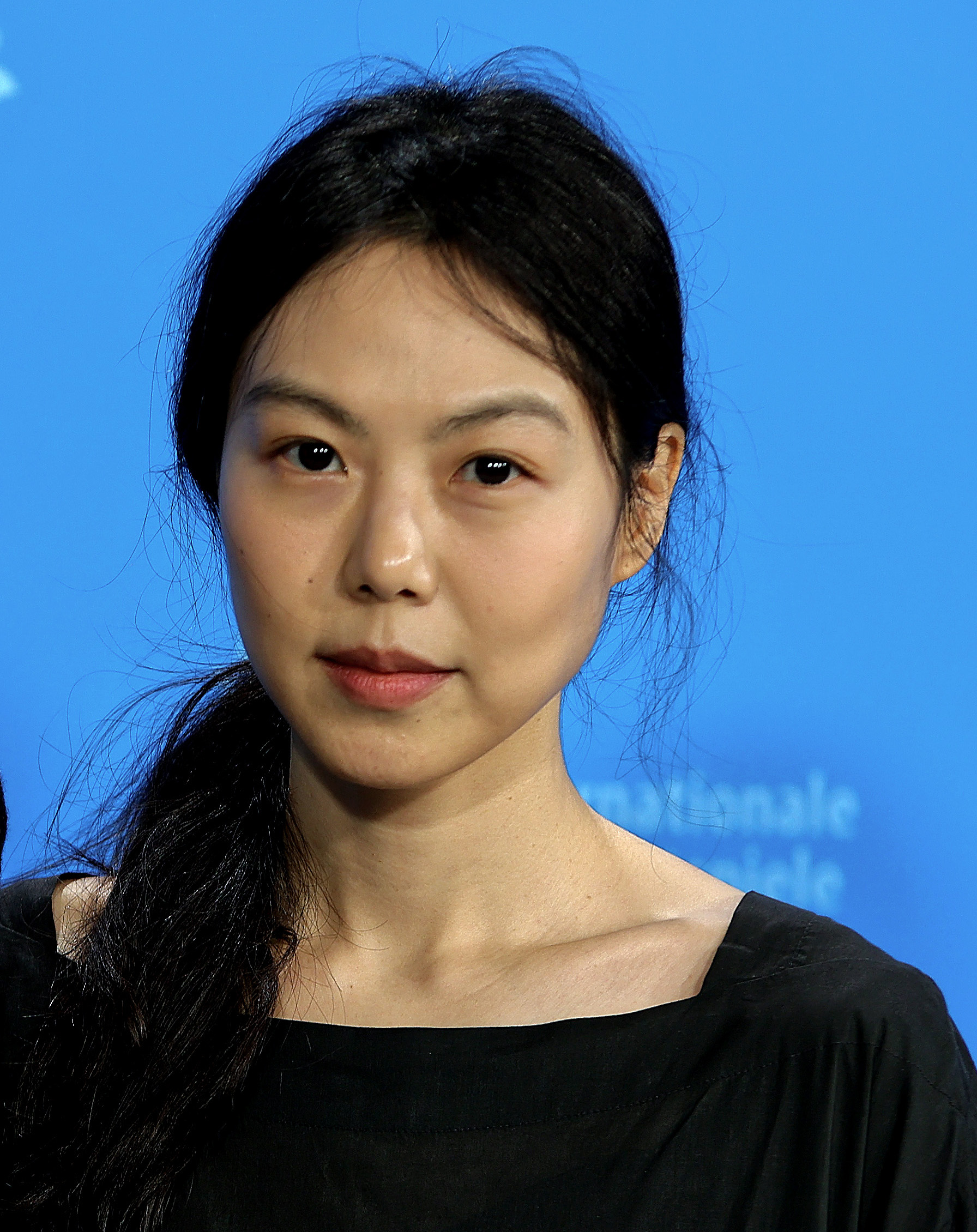
Kim Min-hee (* 1982)

- Kim, Min-ho (* 1991), südkoreanischer Fußballspieler
- Kim, Min-ho (* 2000), südkoreanischer Fußballspieler
- Kim, Min-hyeok (* 1992), südkoreanischer Fußballspieler
- Kim, Min-hyeok (* 2000), südkoreanischer Fußballspieler
- Kim, Min-jae (* 1996), südkoreanischer FußballspielerKim Min-jae (* 1996)

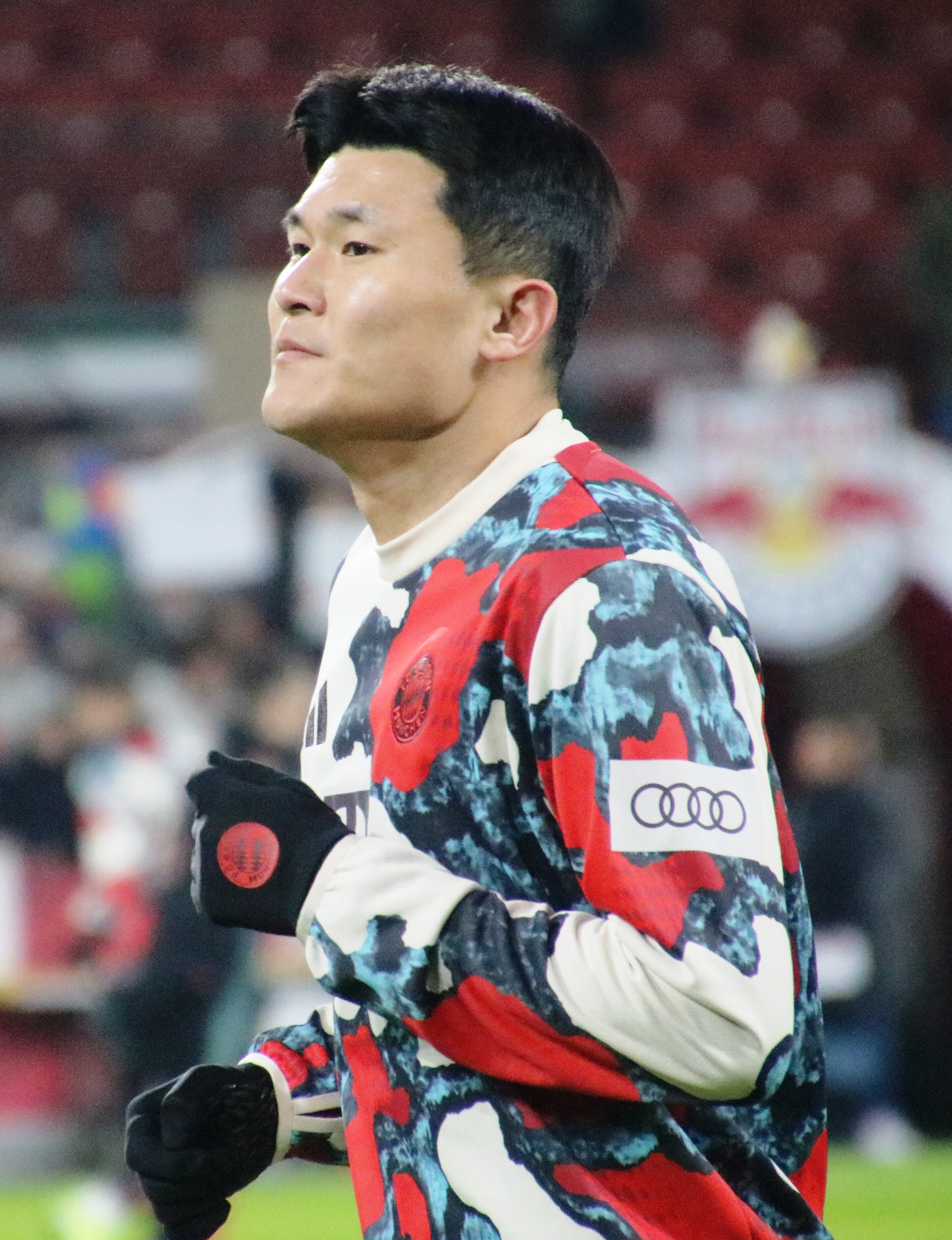
Kim Min-jae (* 1996)

- Kim, Min-ji (* 1995), südkoreanische Leichtathletin
- Kim, Min-jong (* 2000), südkoreanischer Judoka
- Kim, Min-jun (* 2000), südkoreanischer Fußballspieler
- Kim, Min-jung (* 1985), südkoreanische Shorttrackerin
- Kim, Min-jung (* 1986), südkoreanische Badmintonspielerin
- Kim, Min-jung (* 1997), südkoreanische Sportschützin
- Kim, Min-ki (1951–2024), südkoreanischer Folk-Rock-Sänger, Songwriter und Theaterregisseur
- Kim, Min-kyu (* 2000), südkoreanischer Fußballspieler
- Kim, Min-kyun (* 1989), südkoreanischer Sprinter
- Kim, Min-seo (* 1987), südkoreanische Badmintonspielerin
- Kim, Min-seok (* 1992), südkoreanischer Tischtennisspieler
- Kim, Min-seok (* 1999), südkoreanischer Eisschnellläufer
- Kim, Min-soo (* 1975), südkoreanischer Judoka
- Kim, Min-sun (* 1999), südkoreanische Eisschnellläuferin
- Kim, Min-tae (* 1993), südkoreanischer Fußballspieler
- Kim, Min-woo (* 1990), koreanischer Fußballspieler
- Kim, Min-woo (* 1998), südkoreanischer Skilangläufer
- Kim, Minhyong, koreanischer Mathematiker
- Kim, Moo-kyo (* 1975), südkoreanische Tischtennisspielerin
- Kim, Moon-hi (* 1988), südkoreanische Badmintonspielerin
- Kim, Moon-hwan (* 1995), südkoreanischer Fußballspieler
- Kim, Moon-soo (* 1951), südkoreanischer Politiker und Gewerkschafter
- Kim, Moon-soo (* 1963), südkoreanischer Badmintonspieler
- Kim, Mu-yeol (* 1982), südkoreanischer Film- und TheaterschauspielerKim Mu-yeol (* 1982)

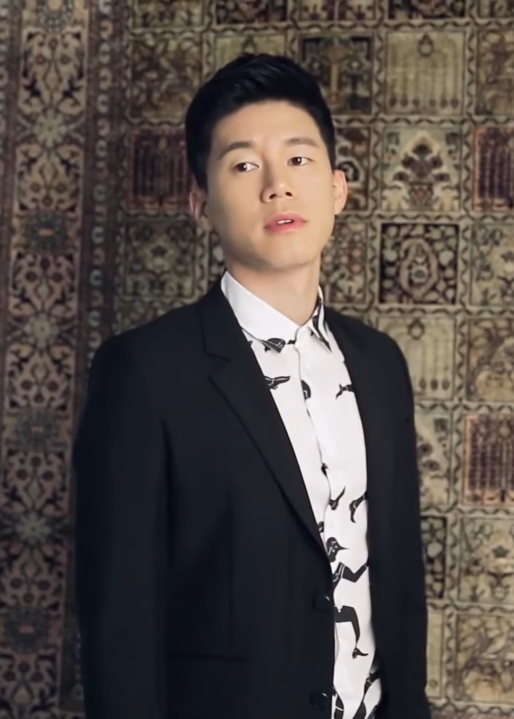
Kim Mu-yeol (* 1982)

- Kim, Myeong-jae (* 1994), südkoreanischer Fußballspieler
- Kim, Myeong-min (* 1972), südkoreanischer Schauspieler
- Kim, Myeong-soo (* 1959), südkoreanischer Richter
- Kim, Myong-chol (* 1985), nordkoreanischer Fußballspieler
- Kim, Myong-gil (* 1984), nordkoreanischer Fußballtorhüter
- Kim, Myong-guk (1940–2016), nordkoreanischer Politiker und General
- Kim, Myong-hwa (* 1967), nordkoreanische Sportschützin
- Kim, Myong-nam (* 1969), nordkoreanischer Gewichtheber
- Kim, Myong-suk (* 1947), nordkoreanische Volleyballspielerin
- Kim, Myŏng-sun (1896–1951), südkoreanische Schriftstellerin und Lyrikerin
- Kim, Myong-won (* 1983), nordkoreanischer Fußballspieler
- Kim, Myung-guk, koreanischer Maler
- Kim, MyungIn (* 1946), südkoreanischer Lyriker

#### Kim, N
- Kim, Na-ri (* 1990), südkoreanische Tennisspielerin
- Kim, Nahamm (* 1969), südkoreanische Theologin
- Kim, Nam-gil (* 1981), südkoreanischer SchauspielerKim Nam-gil (* 1981)

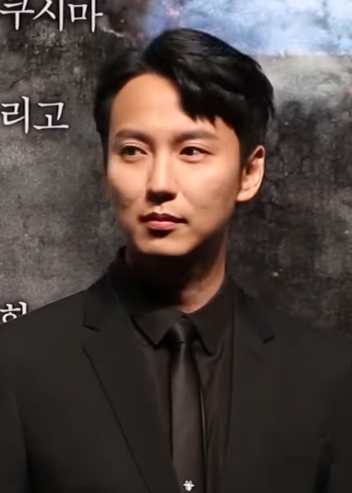
Kim Nam-gil (* 1981)

- Kim, Nam-il (* 1977), südkoreanischer Fußballspieler
- Kim, Nam-jo (1927–2023), südkoreanische Lyrikerin und Essayistin
- Kim, Nam-soon (* 1980), südkoreanische Bogenschützin
- Kim, Nelli Wladimirowna (* 1957), sowjetische Kunstturnerin

#### Kim, O
- Kim, Ok-gyun (1851–1894), koreanischer Reformpolitiker
- Kim, Ok-kyun Paul (1925–2010), südkoreanischer Geistlicher, Weihbischof in Seoul
- Kim, Ok-soon (* 1949), nordkoreanische Eisschnellläuferin
- Kim, Ok-vin (* 1987), südkoreanische SchauspielerinKim Ok-vin (* 1987)

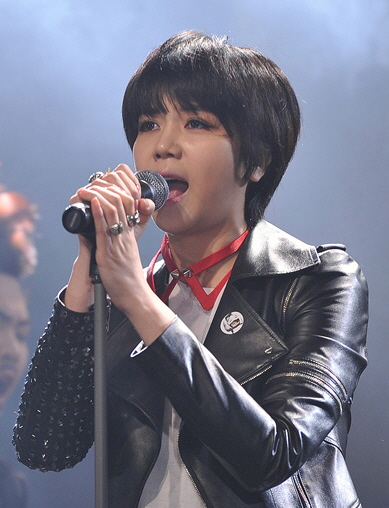
Kim Ok-vin (* 1987)

- Kim, Olesya (* 2002), usbekische Tennisspielerin
- Kim, Ŏn (* 1973), südkoreanischer Lyriker

#### Kim, P
- Kim, Pan-keun (* 1966), südkoreanischer Fußballspieler
- Kim, Paul H., US-amerikanischer Schauspieler
- Kim, Pen Xva (1905–1974), sowjetischer Kolchosvorsitzender
- Kim, Peter S. (* 1958), US-amerikanischer Biochemiker
- Kim, Philip (* 1968), südkoreanischer Physiker
- Kim, Philip (* 1997), kanadischer Breakdancer
- Kim, Poong-joo (* 1964), koreanischer Fußballtorhüter
- Kim, Pyŏl-a (* 1969), südkoreanische Schriftstellerin
- Kim, Pyong-hae (* 1941), nordkoreanischer Politiker
- Kim, Pyong-il (* 1954), nordkoreanischer Diplomat
- Kim, Pyung-rae (* 1987), südkoreanischer Fußballspieler
- Kim, Pyung-seok (* 1958), südkoreanischer Fußballspieler und -trainer

#### Kim, R
- Kim, Rae-won (* 1981), südkoreanischer Schauspieler und Model
- Kim, Randall Duk (* 1943), US-amerikanischer Schauspieler
- Kim, Richard (1917–2001), US-amerikanischer Kampfkunstmeister
- Kim, Ryeo-ryeong (* 1971), südkoreanische Schriftstellerin
- Kim, Ryon-hyang (* 1992), nordkoreanische Skirennläuferin

#### Kim, S
- Kim, Sa-in (* 1956), südkoreanischer Lyriker und Literaturkritiker
- Kim, Sa-rang (* 1978), südkoreanische Schauspielerin und Model
- Kim, Sa-rang (* 1989), südkoreanischer Badmintonspieler
- Kim, Sae-ron (2000–2025), südkoreanische SchauspielerinKim Sae-ron (2000–2025)

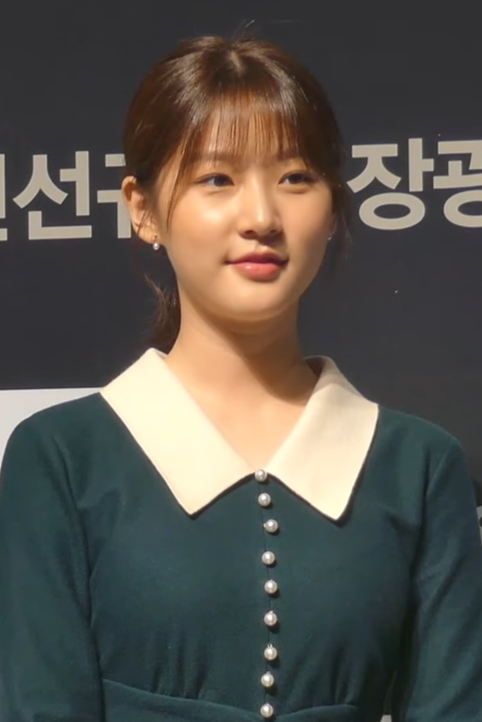
Kim Sae-ron (2000–2025)

- Kim, Sam-soo (* 1963), südkoreanischer Fußballspieler und -trainer
- Kim, Sandra (* 1972), belgische Sängerin
- Kim, Sang-hyun (* 1955), südkoreanischer Boxer im Halbweltergewicht
- Kim, Sang-jin (* 1967), südkoreanischer Regisseur, Autor und Produzent
- Kim, Sang-ok (1920–2004), koreanischer Lyriker
- Kim, Sang-shik (* 1976), südkoreanischer Fußballspieler und -trainer
- Kim, Sang-woo (* 1975), südkoreanischer Fußballschiedsrichter
- Kim, Sang-wook (* 1988), südkoreanischer Eishockeyspieler
- Kim, Sang-yeob (* 2004), südkoreanischer Eishockeyspieler
- Kim, Se-hoon (* 1991), südkoreanischer Fußballspieler
- Kim, Se-hyun (* 1995), südkoreanische Tennisspielerin
- Kim, Se-jeong (* 1996), südkoreanische Popsängerin und SchauspielerinKim Se-jeong (* 1996)

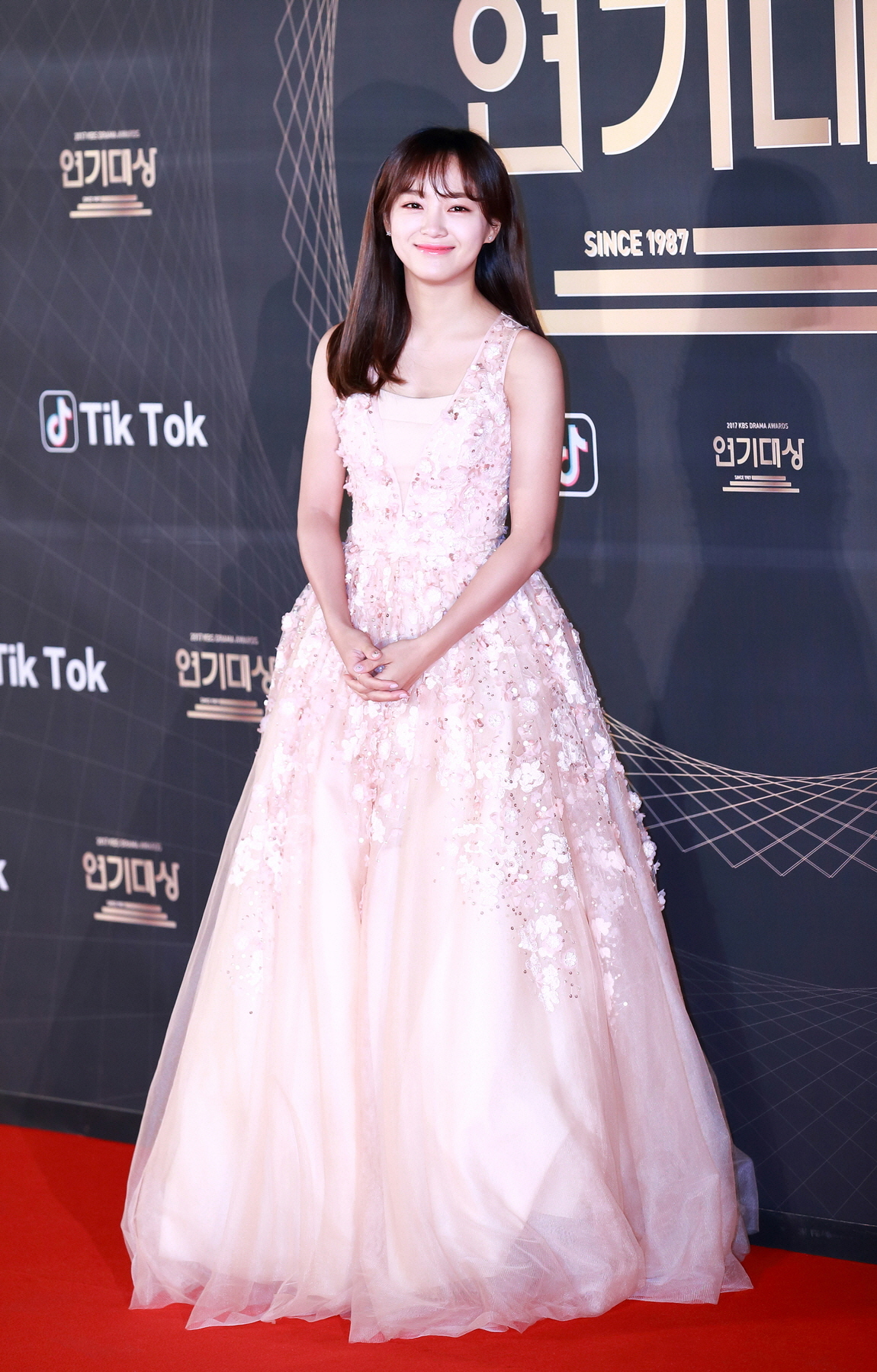
Kim Se-jeong (* 1996)

- Kim, Se-jin (* 1974), südkoreanischer Volleyballtrainer
- Kim, Seo-ra (* 1993), südkoreanische Biathletin
- Kim, Seol (* 2011), südkoreanische Kinderdarstellerin
- Kim, Seon-su (* 1989), südkoreanische Biathletin
- Kim, Seon-yeong (* 1993), südkoreanische Curlerin
- Kim, Seong-dong (1947–2022), südkoreanischer Schriftsteller
- Kim, Seong-hun (* 1971), südkoreanischer Filmregisseur und Drehbuchautor
- Kim, Seong-hye, nordkoreanische Politikerin
- Kim, Seong-jip (1919–2016), südkoreanischer Gewichtheber
- Kim, Seong-kon (* 1949), südkoreanischer Literaturkritiker, Journalist und Übersetzer
- Kim, Seong-mi (* 1997), südkoreanische Fußballspielerin
- Kim, Seong-min, südkoreanischer Sozialunternehmer
- Kim, Seong-sik (* 1992), südkoreanischer Fußballspieler
- Kim, Seong-soo (1891–1955), südkoreanischer Pädagoge, Journalisten, Politiker und Unabhängigkeitsaktivist
- Kim, Seong-soo (* 1992), südkoreanischer Fußballspieler
- Kim, Seoung-il (* 1990), südkoreanischer Shorttracker
- Kim, Sergey (* 1987), österreichischer Komponist kasachischer Herkunft
- Kim, Seung-gyu (* 1990), südkoreanischer Fußballspieler
- Kim, Seung-hee (* 1952), südkoreanische Schriftstellerin und Lyrikerin
- Kim, Seung-il (* 1945), nordkoreanischer Fußballspieler
- Kim, Seung-myung (* 1987), südkoreanischer Fußballspieler
- Kim, Seung-o (* 1978), südkoreanischer Schauspieler
- Kim, Seung-ok (* 1941), südkoreanischer Schriftsteller
- Kim, Seung-yong (* 1985), südkoreanischer Fußballspieler
- Kim, Shin-wook (* 1988), südkoreanischer Fußballspieler
- Kim, Shin-young (* 1975), südkoreanische Badmintonspielerin
- Kim, Si-a (* 2008), südkoreanische Schauspielerin
- Kim, Si-hwan (* 2004), südkoreanischer Eishockeyspieler
- Kim, Si-seup (1435–1493), koreanischer Gelehrter
- Kim, Simon Jong-Gang (* 1965), südkoreanischer Geistlicher, römisch-katholischer Bischof von Cheongju
- Kim, Simon Ju-young (* 1970), südkoreanischer Geistlicher, römisch-katholischer Bischof von Chuncheon
- Kim, Sin Yong (* 1945), südkoreanischer Lyriker und Schriftsteller
- Kim, Sky (* 1982), australischer Bogenschütze
- Kim, So-eun (* 1989), südkoreanische Schauspielerin
- Kim, So-hee (* 1976), südkoreanische Shorttrackerin
- Kim, So-hui (* 1994), südkoreanische Taekwondoin
- Kim, So-hyun (* 1999), südkoreanische SchauspielerinKim So-hyun (* 1999)

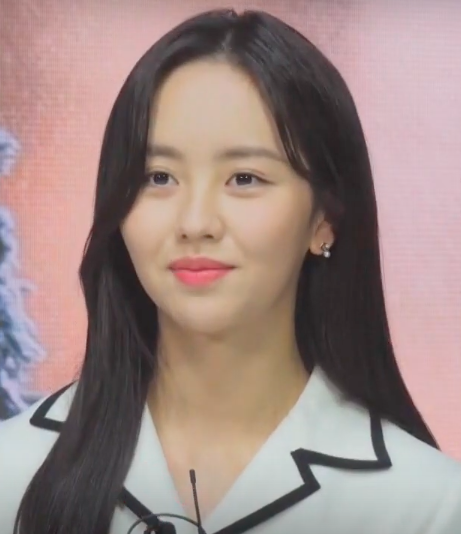
Kim So-hyun (* 1999)

- Kim, So-Jin (* 1976), südkoreanische Malerin
- Kim, So-jung (* 1986), südkoreanische Tennisspielerin
- Kim, So-wŏl (1902–1934), koreanischer Lyriker
- Kim, So-yeon (* 1980), südkoreanische Schauspielerin
- Kim, So-young (* 1992), südkoreanische Badmintonspielerin
- Kim, Sohyi (* 1965), südkoreanisch-österreichische Fernsehköchin, Autorin von Kochbüchern
- Kim, Sol-song (* 1974), nordkoreanische Präsidententochter
- Kim, Son-hui (* 1992), nordkoreanische Leichtathletin
- Kim, Song Gun (* 1945), nordkoreanischer Maler
- Kim, Song-ae († 2014), nordkoreanische Politikerin
- Kim, Song-chol (* 1983), nordkoreanischer Fußballspieler
- Kim, Song-gi (* 1988), nordkoreanischer Fußballspieler
- Kim, Song-guk (* 1984), nordkoreanischer Boxer
- Kim, Song-guk (* 1985), nordkoreanischer Sportschütze
- Kim, Song-hui (* 1968), nordkoreanischer Tischtennisspieler
- Kim, Song-nam (* 1992), nordkoreanischer Tischtennisspieler
- Kim, Song-soon (* 1940), nordkoreanische Eisschnellläuferin
- Kim, Song-sun (* 1995), nordkoreanischer Fußballspieler
- Kim, Soo-Bong (* 1960), südkoreanischer Physiker
- Kim, Soo-hyun (* 1985), südkoreanische Schauspielerin
- Kim, Soo-hyun (* 1988), südkoreanischer Schauspieler und SängerKim Soo-hyun (* 1988)

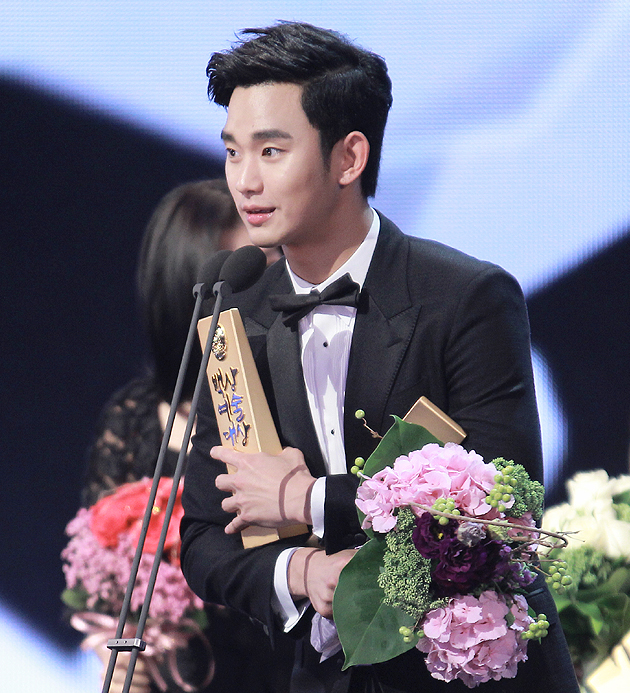
Kim Soo-hyun (* 1988)

- Kim, Soo-ja (* 1957), südkoreanische Künstlerin
- Kim, Soo-nyung (* 1971), südkoreanische Bogenschützin
- Kim, Soo-young (1921–1968), koreanischer Lyriker und Übersetzer
- Kim, Soun-Gui (* 1946), koreanische Medienkünstlerin
- Kim, Stephen Sou-hwan (1922–2009), südkoreanischer Geistlicher, Erzbischof von Seoul und Kardinal
- Kim, Su, US-amerikanische Filmproduzentin
- Kim, Su-dae (* 1942), nordkoreanische Volleyballspielerin
- Kim, Su-ji (* 1998), südkoreanische Wasserspringerin
- Kim, Su-jung (* 2004), südkoreanische Schauspielerin
- Kim, Sukyeon (* 1988), koreanische Pianistin
- Kim, Sun-bin (* 1995), südkoreanischer Fußballspieler
- Kim, Sun-min (* 1976), südkoreanische Kinderbuchautorin und Charakter-Designerin
- Kim, Sun-woo (* 1970), südkoreanische Schriftstellerin und Lyrikerin
- Kim, Sun-yong (* 1987), südkoreanischer Tennisspieler
- Kim, Sung Y. (* 1960), US-amerikanischer Diplomat
- Kim, Sung-gan (1912–1984), südkoreanischer Fußballspieler
- Kim, Sung-ho (* 1970), südkoreanischer Fußballschiedsrichter
- Kim, Sung-hwan (* 1953), südkoreanischer Diplomat und Politiker
- Kim, Sung-hwan (* 1986), südkoreanischer Fußballspieler
- Kim, Sung-hyun (* 1993), südkoreanischer Fußballspieler
- Kim, Sung-jun (1953–1989), südkoreanischer Boxer im Halbfliegengewicht
- Kim, Sung-kil (* 1983), südkoreanischer Fußballspieler
- Kim, Sung-kyun (* 1980), südkoreanischer Schauspieler
- Kim, Sung-soo (* 1973), südkoreanischer Schauspieler und TV-Moderator
- Kim, Sung-su (* 1961), südkoreanischer Filmregisseur
- Kim, Sunwook (* 1988), südkoreanischer Pianist

#### Kim, T
- Kim, Tae-hee (* 1980), südkoreanische Schauspielerin
- Kim, Tae-ho (* 1962), südkoreanischer Politiker (GNP)
- Kim, Tae-hui (* 2005), südkoreanische Hammerwerferin
- Kim, Tae-hun (* 1994), südkoreanischer Taekwondoin
- Kim, Tae-hwan (* 1989), südkoreanischer Fußballspieler
- Kim, Tae-hyeon (* 2000), südkoreanischer Fußballspieler
- Kim, Tae-kyun (* 1982), koreanischer Baseballspieler
- Kim, Tae-min (* 1982), südkoreanischer Fußballspieler
- Kim, Tae-ri (* 1990), südkoreanische SchauspielerinKim Tae-ri (* 1990)

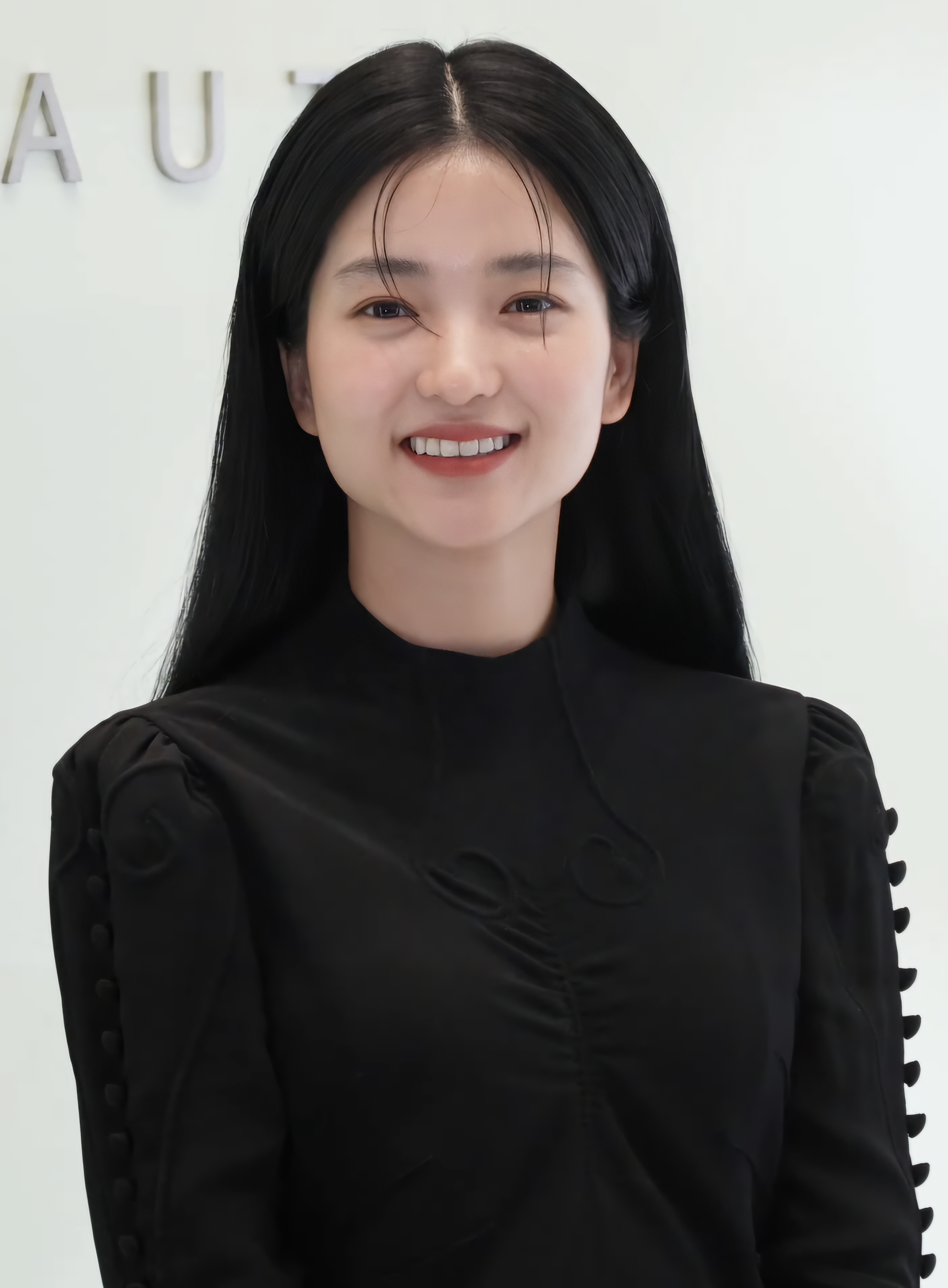
Kim Tae-ri (* 1990)

- Kim, Tae-shik (* 1957), südkoreanischer Boxer
- Kim, Tae-su (* 1981), südkoreanischer Fußballspieler
- Kim, Tae-wan (* 1971), südkoreanischer Fußballspieler und -trainer
- Kim, Tae-woo (* 1962), südkoreanischer Ringer
- Kim, Tae-woong (* 1994), südkoreanischer Fußballspieler
- Kim, Tae-yeon (* 1988), südkoreanischer Fußballspieler
- Kim, Tae-young (1949–2025), südkoreanischer General und Verteidigungsminister
- Kim, Tae-young (* 1970), koreanischer Fußballspieler
- Kim, Tae-young (* 1982), südkoreanischer Fußballspieler
- Kim, Tae-yun (* 1986), südkoreanischer Fußballspieler
- Kim, Tae-yun (* 1994), südkoreanischer Eisschnellläufer
- Kim, Taek-soo (* 1970), südkoreanischer Tischtennisspieler
- Kim, Tai-chung (1957–2011), südkoreanischer Schauspieler
- Kim, Tai-soo (* 1936), koreanischer Architekt
- Kim, Tai-soo (* 1939), südkoreanischer Filmemacher und Politiker
- Kim, Takhwan (* 1968), südkoreanischer Schriftsteller und Literaturkritiker
- Kim, Tal-su (1919–1997), japanischer Schriftsteller
- Kim, Tchang-ryeol Paul (* 1927), südkoreanischer Geistlicher, emeritierter römisch-katholischer Bischof von Cheju
- Kim, Tok-hun (* 1961), nordkoreanischer PolitikerKim Tok-hun (* 1961)

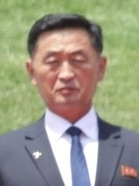
Kim Tok-hun (* 1961)

- Kim, Tomaz (1915–1967), portugiesischer Lyriker und Übersetzer
- Kim, Tong-in (1900–1951), koreanischer Schriftsteller
- Kim, Tong-ni (1913–1995), südkoreanischer Schriftsteller
- Kim, Tschoon Su (* 1957), südkoreanischer Maler

#### Kim, U
- Kim, U-gil (* 1949), nordkoreanischer Boxer
- Kim, Ui-yeon (* 1994), südkoreanischer Sprinter
- Kim, Un-bae (1913–1980), koreanischer Marathonläufer, der für Japan startete
- Kim, Un-chol (* 1979), nordkoreanischer Amateurboxer
- Kim, Un-guk (* 1988), nordkoreanischer Gewichtheber und Olympiasieger
- Kim, Un-hyang (* 1991), nordkoreanische Wasserspringerin
- Kim, Un-hyang (* 1992), nordkoreanische Eishockeyspielerin
- Kim, Un-jong (* 1992), nordkoreanische Eishockeyspielerin
- Kim, Un-ju (* 1989), nordkoreanische Gewichtheberin
- Kim, Un-son (* 1954), nordkoreanischer Ruderer
- Kim, Un-su (* 1972), südkoreanischer Autor
- Kim, Ung-yong (* 1962), südkoreanischer Kernphysiker

#### Kim, V
- Kim, V. Narry (* 1969), südkoreanische Molekularbiologin und Hochschullehrerin

#### Kim, W
- Kim, W. Chan, Wirtschaftswissenschaftler
- Kim, Wan (* 1961), südkoreanischer Tischtennisspieler
- Kim, Wan-ki (* 1968), südkoreanischer Marathonläufer
- Kim, Weon-kee (1962–2017), südkoreanischer Ringer
- Kim, Whanki (1913–1974), südkoreanischer Maler
- Kim, Wladimir (* 1960), kasachischer Milliardär und Unternehmer
- Kim, Won-gyun (1917–2002), nordkoreanischer Politiker und Komponist
- Kim, Won-ho (* 1999), südkoreanischer Badmintonspieler
- Kim, Won-hong (* 1945), nordkoreanischer Politiker und General
- Kim, Won-il (* 1942), südkoreanischer Schriftsteller
- Kim, Won-jin (* 1992), südkoreanischer Judoka
- Kim, Won-jun (* 1991), südkoreanischer Eishockeyspieler
- Kim, Won-jung (* 1984), südkoreanischer Eishockeyspieler
- Kim, Wŏn-u (* 1947), südkoreanischer Schriftsteller
- Kim, Woo-bin (* 1989), südkoreanischer SchauspielerKim Woo-bin (* 1989)

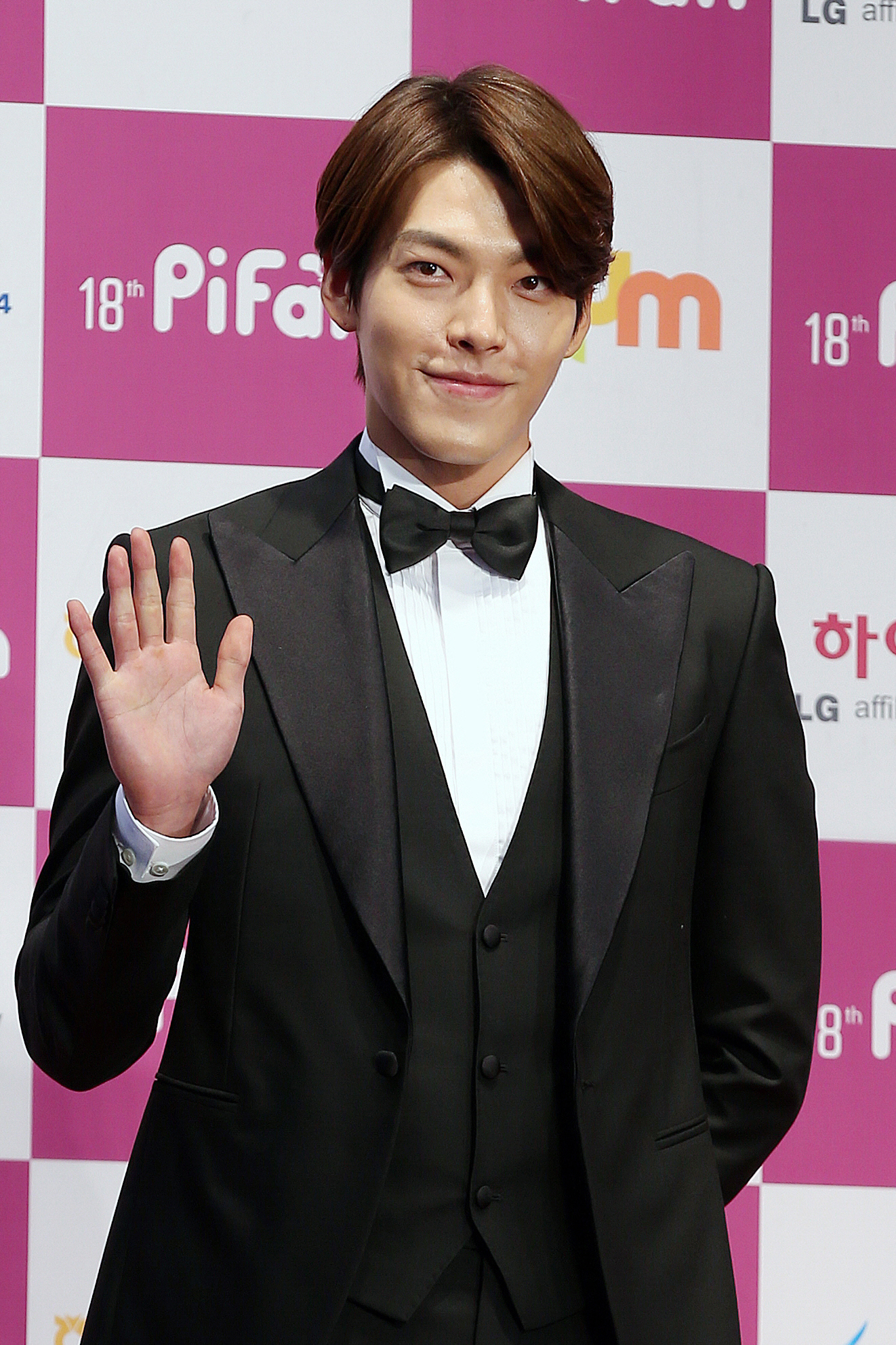
Kim Woo-bin (* 1989)

- Kim, Woo-hyung (* 1969), südkoreanischer Kameramann
- Kim, Woo-jae (* 1979), südkoreanischer Eishockeyspieler
- Kim, Woo-min (* 2001), südkoreanischer Schwimmer
- Kim, Woo-sung (* 1987), südkoreanischer Fußballschiedsrichter
- Kim, Woo-young (* 1988), südkoreanischer Eishockeyspieler

#### Kim, Y
- Kim, Yang-gon (1942–2015), nordkoreanischer Politiker
- Kim, Yang-Shik (* 1931), koreanische Lyrikerin, Essayistin, Übersetzerin und Indologin
- Kim, Ye-ji (* 1992), südkoreanische Sportschützin
- Kim, Ye-ji (* 1994), südkoreanische Ruderin
- Kim, Ye-ji (* 1997), südkoreanische Schauspielerin
- Kim, Ye-lim (* 2003), südkoreanische Eiskunstläuferin
- Kim, Yeon-ji (* 1981), südkoreanische Taekwondoin
- Kim, Yeon-koung (* 1988), südkoreanische Volleyballspielerin
- Kim, Yeon-su (* 1970), südkoreanischer Schriftsteller
- Kim, Yeon-su (* 1993), südkoreanischer Fußballspieler
- Kim, Yeong E., US-amerikanischer Physiker
- Kim, Yeong-hyeon (1955–2025), südkoreanischer Schriftsteller, Lyriker und Verleger
- Kim, Yeong-mi (* 1991), südkoreanische Curlerin
- Kim, Yeonju Sarah (* 1981), südkoreanische Organistin
- Kim, Yeun-ja (* 1943), nordkoreanische Volleyballspielerin
- Kim, Yi-su (* 1953), südkoreanischer Richter
- Kim, Yi-yong (* 1973), südkoreanischer Marathonläufer
- Kim, Yo-jong (* 1987), nordkoreanische Politikerin, Tochter von Kim Jong-ilKim Yo-jong (* 1987)

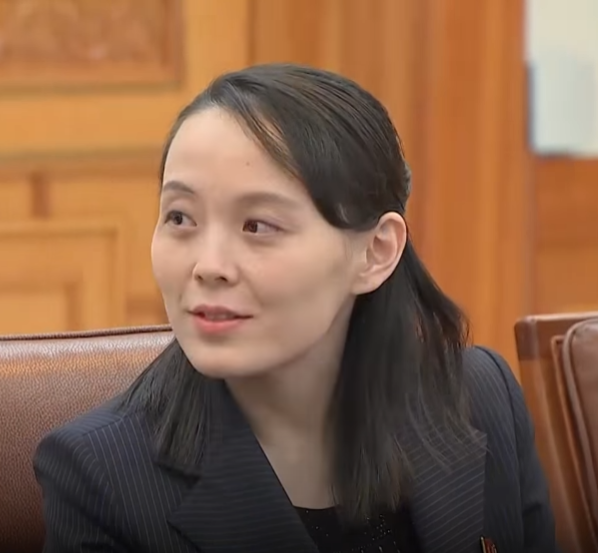
Kim Yo-jong (* 1987)

- Kim, Yona, südkoreanische Theaterregisseurin und Librettistin
- Kim, Yong Taik (* 1948), südkoreanischer Lyriker
- Kim, Yong-chol, nordkoreanischer Politiker und General
- Kim, Yŏng-ch’un († 2018), nordkoreanischer Militär und Politiker
- Kim, Yong-dae (* 1979), südkoreanischer Fußballspieler
- Kim, Yong-gyu (* 1993), südkoreanischer Biathlet
- Kim, Yong-hwa (* 1971), südkoreanischer Regisseur
- Kim, Yong-hyun (* 1978), südkoreanischer Badmintonspieler
- Kim, Yong-ik (1920–1995), südkoreanischer Schriftsteller
- Kim, Yong-ik (* 1947), nordkoreanischer Judoka
- Kim, Yong-il (* 1944), nordkoreanischer Politiker, Ministerpräsident
- Kim, Yong-ji (* 1991), südkoreanische Schauspielerin
- Kim, Yŏng-ju (1920–2021), nordkoreanischer Politiker
- Kim, Yong-jun (* 1983), nordkoreanischer Fußballspieler und -trainer
- Kim, Yong-kang (* 1965), südkoreanischer Boxer im Fliegengewicht
- Kim, Yŏng-nam (* 1928), nordkoreanischer Politiker und Vorsitzender der Obersten Volksversammlung NordkoreasKim Yŏng-nam (* 1928)

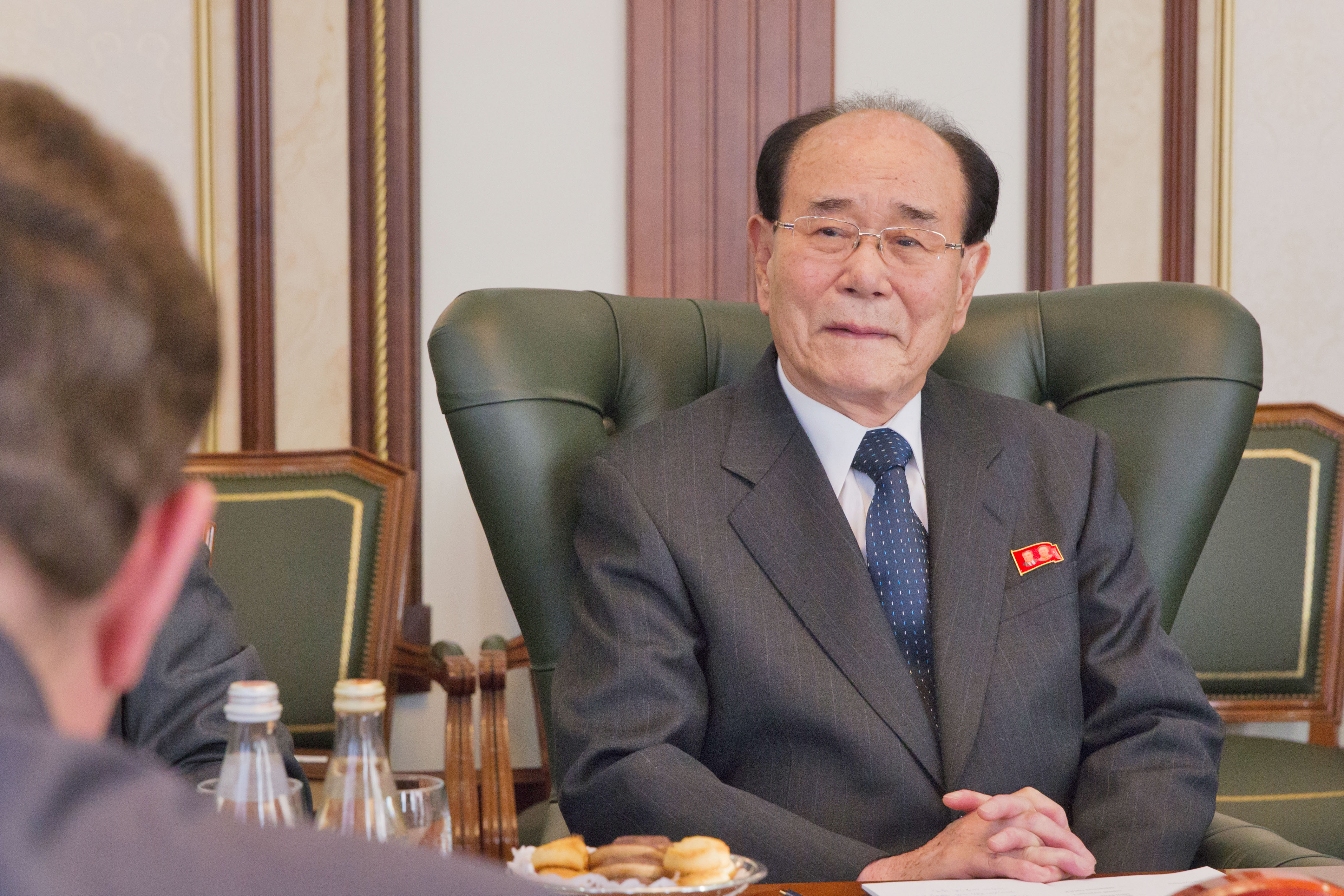
Kim Yŏng-nam (* 1928)

- Kim, Yong-se (* 1960), südkoreanischer Fußballspieler
- Kim, Yong-sik (1910–1985), südkoreanischer Fußballspieler und -trainer
- Kim, Yong-sik (* 1967), nordkoreanischer Ringer
- Kim, Yong-su (* 1979), nordkoreanischer Fußballspieler
- Kim, Yoo-jin (* 1983), südkoreanischer Fußballspieler
- Kim, Yoo-jin (* 1993), südkoreanischer E-Sportler
- Kim, Yoo-suk (* 1982), südkoreanischer Stabhochspringer
- Kim, Yoon-hwan (* 1985), südkoreanischer Eishockeyspieler
- Kim, Yoon-man (* 1973), südkoreanischer Eisschnellläufer
- Kim, Yoon-mi (* 1980), südkoreanische Shorttrack-Läuferin
- Kim, Yoon-seok (* 1968), südkoreanischer Schauspieler
- Kim, You-Young, koreanische Bratschistin
- Kim, Young (* 1962), US-amerikanische Politikerin der Republikanischen Partei
- Kim, Young-bin (* 1991), südkoreanischer Fußballspieler
- Kim, Young-chul (* 1976), südkoreanischer Fußballspieler
- Kim, Young-gil (* 1974), südkoreanischer Badmintonspieler
- Kim, Young-gwon (* 1990), südkoreanischer Fußballspieler
- Kim, Young-ha (* 1968), südkoreanischer Schriftsteller
- Kim, Young-Hee (* 1944), südkoreanische Bildhauerin
- Kim, Young-hee (1963–2023), südkoreanische Basketballspieler
- Kim, Young-ho (* 1971), südkoreanischer Florettfechter und Olympiasieger
- Kim, Young-Ja (* 1983), südkoreanische Biathletin
- Kim, Young-Kee (* 1962), koreanisch-amerikanische Physikerin
- Kim, Young-kwang (* 1983), südkoreanischer Fußballtorhüter
- Kim, Young-kwang (* 1987), südkoreanischer Fußballspieler
- Kim, Young-nam (* 1960), südkoreanischer Ringer
- Kim, Young-ok (* 1966), südkoreanische Eisschnellläuferin
- Kim, Young-sam (1927–2015), südkoreanischer PolitikerKim Young-sam (1927–2015)

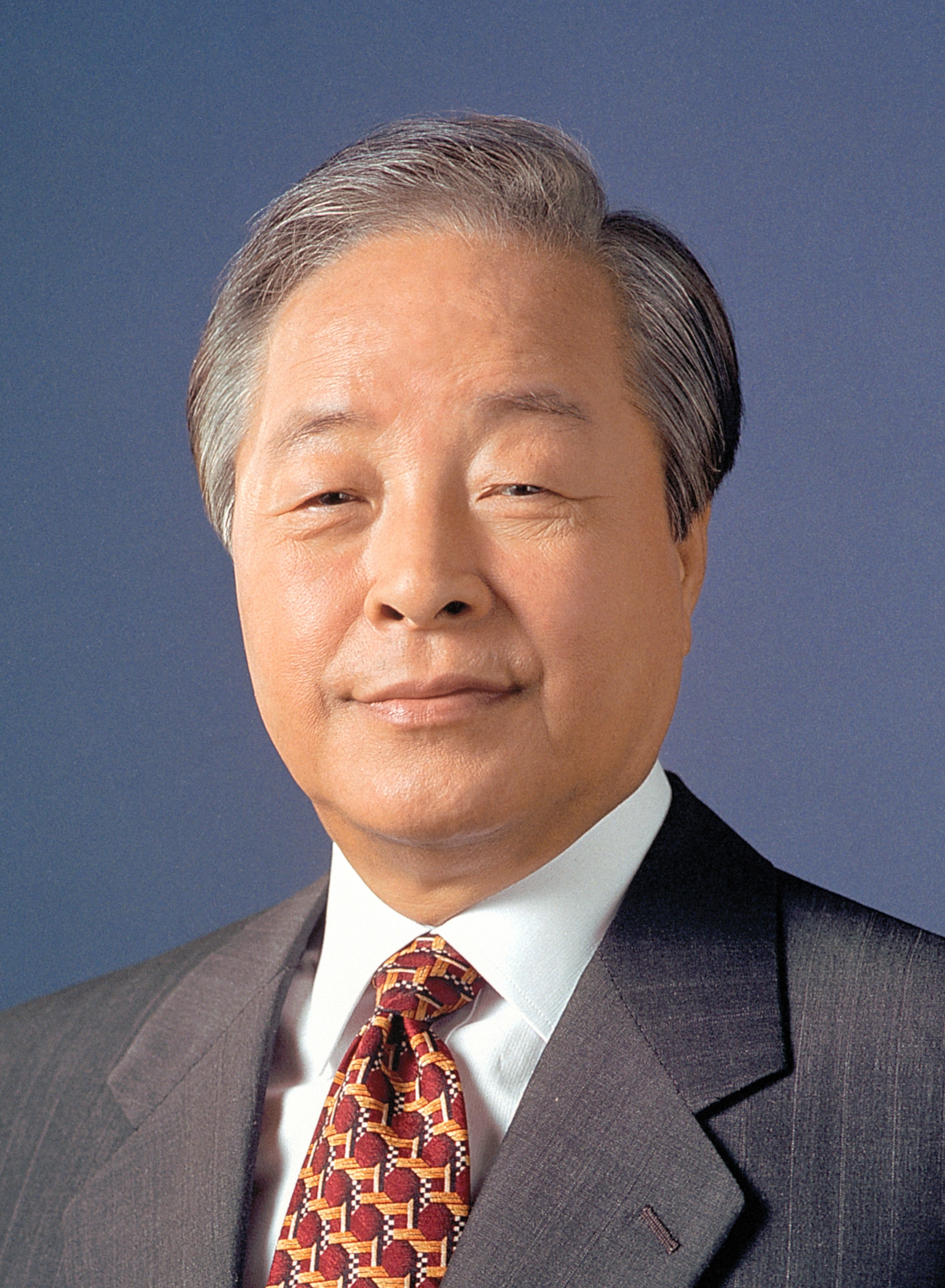
Kim Young-sam (1927–2015)

- Kim, Young-Shin (* 1979), deutsch-chinesische Schauspielerin
- Kim, Young-sook (* 1947), zweite Ehefrau von Kim Jong-il
- Kim, Young-su (* 1972), südkoreanischer Fußballschiedsrichter
- Kim, Young-suk (* 1959), südkoreanischer Verwaltungsbeamter
- Kim, Young-woon (* 1985), südkoreanischer Sänger und Schauspieler
- Kim, Yu-jeong, südkoreanische Fußballschiedsrichterin
- Kim, Yu-jeong (* 1999), südkoreanische SchauspielerinKim Yu-jeong (* 1999)

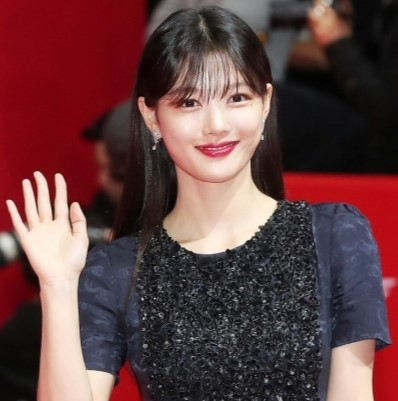
Kim Yu-jeong (* 1999)

- Kim, Yu-jin (* 1996), südkoreanische Langstreckenläuferin
- Kim, Yu-jin (* 2000), südkoreanische Taekwondoin
- Kim, Yu-jin (* 2005), südkoreanische Tennisspielerin
- Kim, Yu-jŏng (1908–1937), koreanischer Schriftsteller
- Kim, Yu-rim (* 1990), südkoreanische Eisschnellläuferin
- Kim, Yu-song (* 1995), nordkoreanischer Fußballspieler
- Kim, Yun-ja (* 1963), südkoreanische Badmintonspielerin
- Kim, Yun-jae (* 1990), südkoreanischer Shorttracker
- Kim, Yun-ji (* 1989), südkoreanische Fußballspielerin
- Kim, Yun-mi (* 1981), nordkoreanische Tischtennisspielerin
- Kim, Yuna (* 1990), südkoreanische Eiskunstläuferin
- Kim, Yung-Han (* 1946), südkoreanischer Theologe und Priester
- Kim, Yung-kil (* 1944), nordkoreanischer Fußballspieler
- Kim, Yunjin (* 1973), südkoreanisch-amerikanische SchauspielerinKim Yunjin (* 1973)

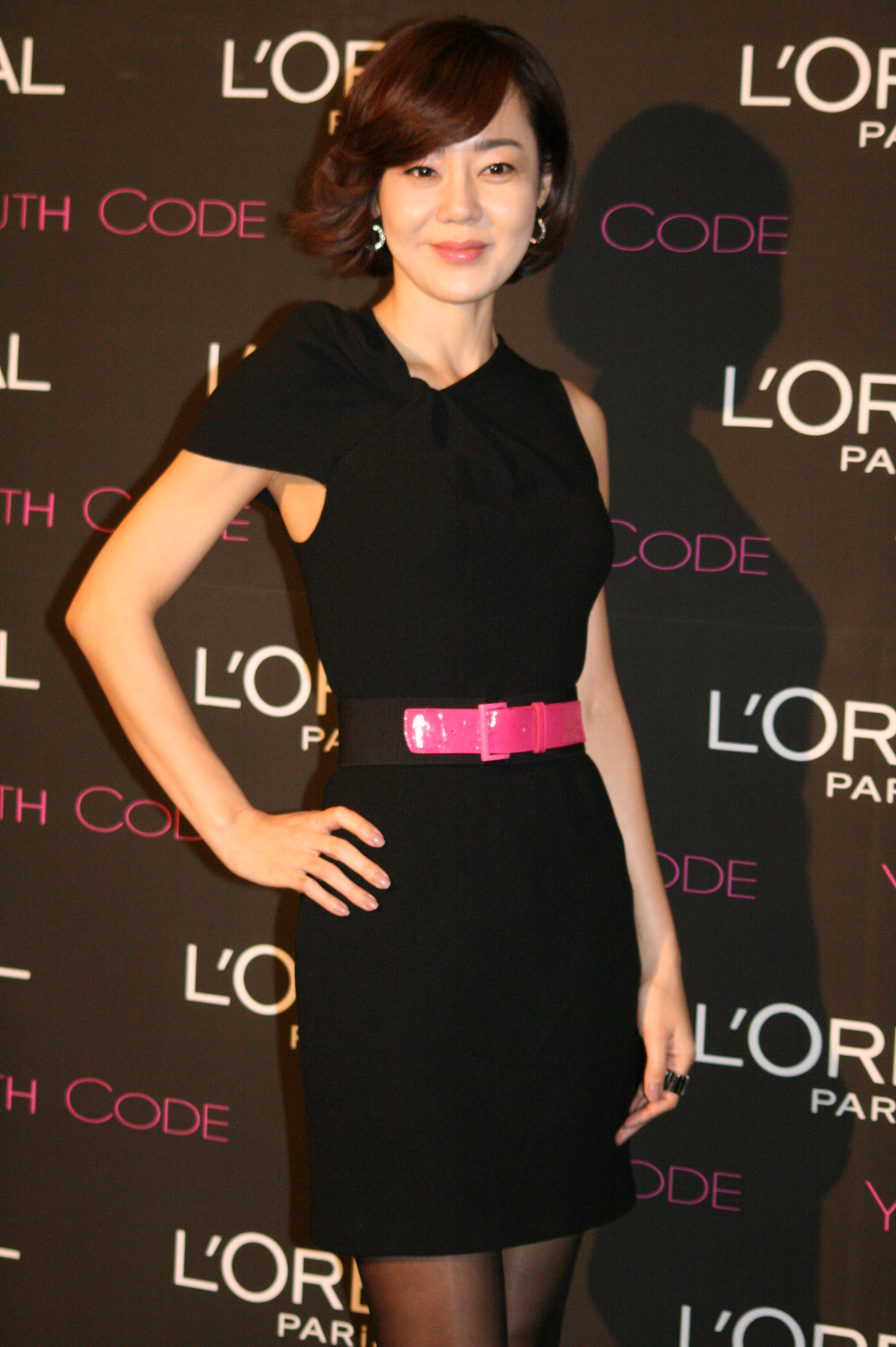
Kim Yunjin (* 1973)

#### Kim, Z
- Kim, Zung-bok (* 1945), nordkoreanische Volleyballspielerin

### Kim-

#### Kim-J
- Kim-Jho, Gwangsoo (* 1965), südkoreanischer Filmregisseur und Drehbuchautor

#### Kim-R
- Kim-Rauchholz, Mihamm (* 1971), südkoreanische Theologin und Professorin an der Internationalen Hochschule Liebenzell

#### Kim-W
- Kim-Wüst, Sung-Hee (* 1971), koreanische Pianistin

### Kima
- Kimais, Irine Jepchumba (* 1998), kenianische Langstreckenläuferin
- Kimaiyo, Boaz (* 1976), kenianischer Marathonläufer
- Kimaiyo, Daniel (* 1948), kenianischer Hürdenläufer
- Kimaiyo, Edwin Kangogo (* 1986), kenianischer Langstreckenläufer
- Kimaiyo, Erick (* 1969), kenianischer Marathonläufer
- Kimaiyo, Fatwell (* 1947), kenianischer Hürdenläufer
- Kimaiyo, Nahashon (* 1983), kenianischer Marathonläufer
- Kimaiyo, Risper Jemeli (* 1979), kenianische Marathonläuferin
- Kimani, Damaris (* 1979), kenianische Fußballschiedsrichterin
- Kimani, Kevin (* 1989), kenianischer Fußballspieler
- Kimani, Lucia (* 1980), bosnische Langstreckenläuferin kenianischer Herkunft
- Kimaryo, Rogatus (* 1956), tansanischer Priester, Bischof von Same
- Kimata, Ryoma (* 2002), japanischer Snowboarder
- Kimathi, Dedan (1920–1957), kenianischer Rebellenführer im Mau-Mau-Aufstand in Kenia

### Kimb
- Kimba, Boureima (1968–2013), nigrischer Sprinter
- Kimba, Évariste (1926–1966), kongolesischer Politiker und 1965 kurzzeitig Premierminister
- Kimball Young, Clara (1890–1960), US-amerikanische Schauspielerin
- Kimball, Alanson M. (1827–1913), US-amerikanischer Politiker
- Kimball, Bobby (* 1947), US-amerikanischer MusikerBobby Kimball (* 1947)

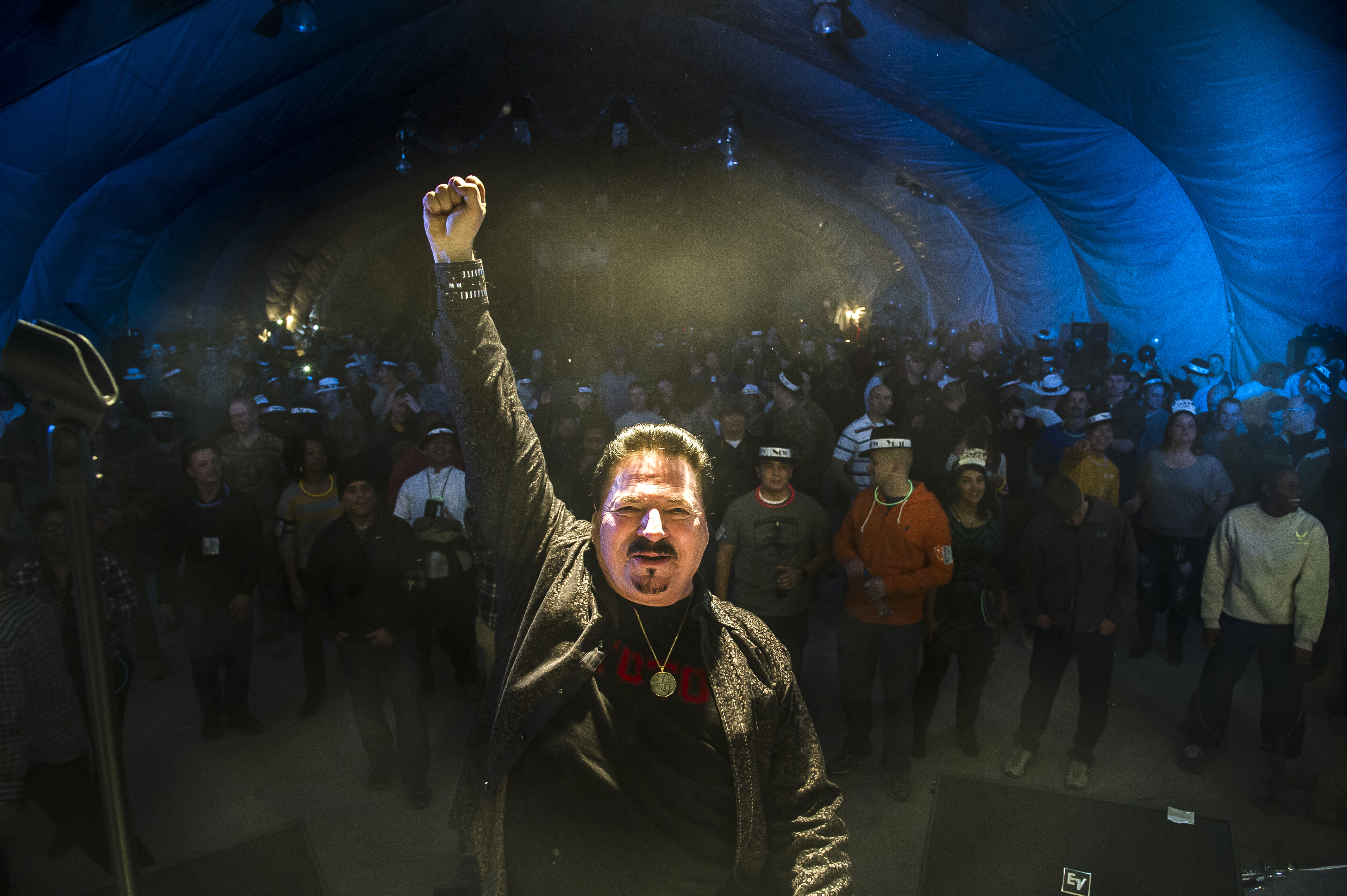
Bobby Kimball (* 1947)

- Kimball, Bruce (* 1963), US-amerikanischer Wasserspringer
- Kimball, Charles D. (1859–1930), US-amerikanischer Politiker
- Kimball, Charlie (* 1985), US-amerikanischer Automobilrennfahrer
- Kimball, Cheyenne (* 1990), US-amerikanische Singer-Songwriterin
- Kimball, Clem F. (1868–1928), US-amerikanischer Politiker
- Kimball, Dan (* 1960), US-amerikanischer evangelikaler Pastor, Gemeindegründer, Lehrer, Autor und Vordenker der Emerging Church
- Kimball, Dan A. (1896–1970), US-amerikanischer Politiker
- Kimball, David J., Tonmeister
- Kimball, Fiske (1888–1955), amerikanischer Architekt, Architekturhistoriker und Museumsdirektor
- Kimball, Francis D. (1820–1856), US-amerikanischer Jurist und Politiker
- Kimball, Francis H. (1845–1919), US-amerikanischer Architekt
- Kimball, George E. (1906–1967), US-amerikanischer theoretischer Chemiker und Pionier der Operations Research
- Kimball, Gordon (* 1952), US-amerikanischer Ingenieur und Rennwagen-Konstrukteur
- Kimball, Henry M. (1878–1935), US-amerikanischer Politiker
- Kimball, Jeanette (1906–2001), US-amerikanische Jazzmusikerin und Komponistin
- Kimball, Jeffrey L. (* 1943), US-amerikanischer Kameramann
- Kimball, Marcus Kimball, Baron (1928–2014), britischer Politiker der Conservative Party und Life Peer
- Kimball, Mark, US-amerikanischer Informatiker und Filmtechniker
- Kimball, Narvin (1910–2006), US-amerikanischer Jazz-Musiker
- Kimball, Nell (1854–1934), US-amerikanische Prostituierte und Autorin
- Kimball, Solon T. (1909–1982), US-amerikanischer Anthropologe und Hochschullehrer
- Kimball, Spencer W. (1895–1985), 12. Präsident der Kirche Jesu Christi der Heiligen der Letzten Tage
- Kimball, Ward (1914–2002), US-amerikanischer Regisseur und Trickfilm-Animator sowie Jazzposaunist und Bandleader
- Kimball, Webster (1918–2006), US-amerikanischer Badmintonspieler
- Kimball, William P. (1857–1926), US-amerikanischer Politiker
- Kimbaloula, Allan-Axel (* 1992), kongolesischer Fußballspieler
- Kimbangu, Simon († 1951), christlicher Märtyrer und ReligionsstifterSimon Kimbangu († 1951)

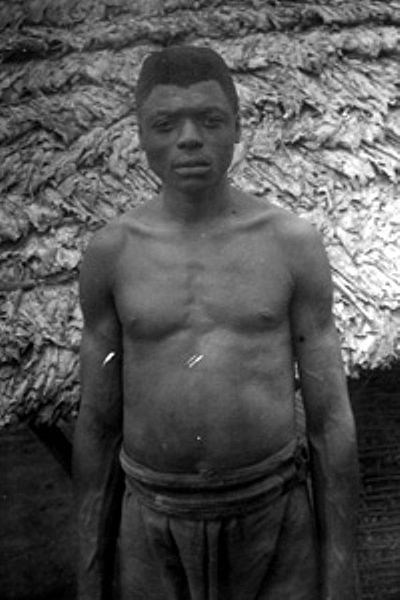
Simon Kimbangu († 1951)

- Kimbel, Wilhelm (1868–1965), deutscher Ebenist (Kunstschreiner) und Innenarchitekt
- Kimbel, William H. (1954–2022), US-amerikanischer Paläoanthropologe
- Kimbell, Anne (1932–2017), US-amerikanische Schauspielerin
- Kimbell, Douglas (* 1960), US-amerikanischer Wasserballspieler
- Kimbell, Kay (1886–1964), US-amerikanischer Unternehmer und Kunstsammler
- Kimbeni Ki Kanda, Jean-Crispin (* 1969), kongolesischer römisch-katholischer Geistlicher und Bischof von Kisantu
- Kimber, Beryl (1928–2022), australische Violinistin
- Kimber, Cecil (1888–1945), britischer Begründer und langjähriger Geschäftsführer von MG
- Kimber-Smith, Tom (* 1984), britischer Autorennfahrer
- Kimberling, Clark (* 1942), US-amerikanischer Mathematiker, Musiker und Komponist
- Kimberly, Kim (1920–2001), US-amerikanische Swing-Sängerin
- Kimberly, Patrícia (* 1984), brasilianisches Nacktmodell und Pornodarstellerin
- Kimberly, William (1933–2017), US-amerikanischer Autorennfahrer
- Kimble, Alan (* 1966), englischer Fußballspieler und -trainer
- Kimble, Bo (* 1966), US-amerikanischer Basketballspieler
- Kimble, Darin (* 1968), kanadischer Eishockeyspieler
- Kimble, H. Jeff (1949–2024), US-amerikanischer Physiker
- Kimble, Judith (* 1949), US-amerikanische Biochemikerin und Entwicklungsbiologin
- Kimbondo, Pierre (1914–1977), kongolesischer Geistlicher, Bischof von Kisantu
- Kimbra (* 1990), neuseeländische Sängerin und SongschreiberinKimbra (* 1990)

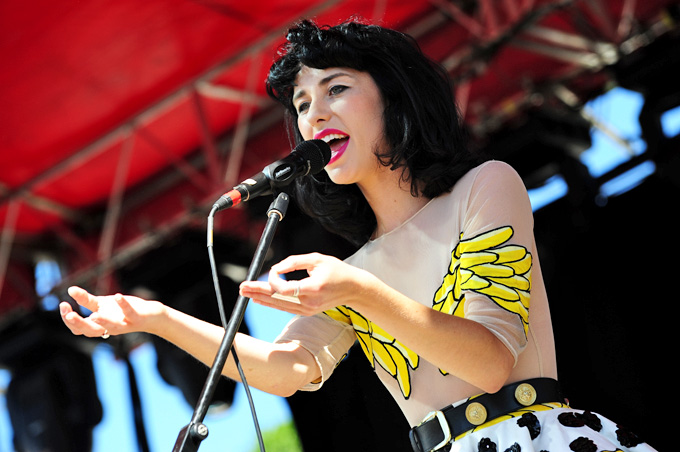
Kimbra (* 1990)

- Kimbro, Art (* 1956), US-amerikanischer Schauspieler und Synchronsprecher
- Kimbrough, Charles (1936–2023), US-amerikanischer Schauspieler und Synchronsprecher
- Kimbrough, Da’vian (* 2010), US-amerikanischer Fußballspieler
- Kimbrough, Frank (1956–2020), US-amerikanischer Jazzmusiker (Piano)
- Kimbrough, John (1918–2006), US-amerikanischer Footballspieler und Schauspieler
- Kimbrough, Junior (1930–1998), US-amerikanischer Blues-Musiker
- Kimbrough, Shane (* 1967), US-amerikanischer Astronaut und ehemaliger Offizier der United States Army
- Kimbuta Yango, André (* 1954), kongolesischer Politiker, Gouverneur von Kinshasa

### Kimc
- Kimche, David (1928–2010), israelischer Diplomat und stellvertretender Leiter des israelischen Auslandsgeheimdienstes Mossad
- Kimche, Jon (1909–1994), Schweizer Journalist, Buchautor und Historiker
- Kimchi, Alona (* 1966), ukrainisch-israelische Autorin
- Kimchi, David (1160–1235), jüdischer Grammatiker und Exeget
- Kimchi, Joseph (1105–1170), jüdischer Grammatiker, Exeget und Übersetzer
- Kimchi, Moses († 1190), jüdischer Grammatiker und Exeget
- Kimchi, Nevo (* 1965), israelischer Schauspieler
- Kimchi, Shavit (* 2002), israelische Tennisspielerin

### Kime
- Kime, J. William (1934–2006), US-amerikanischer Admiral der United States Coast Guard und Commandant of the Coast Guard (1990–1994)
- Kimeli, Benard (* 1995), kenianischer Langstreckenläufer
- Kimeli, Isaac (* 1994), belgischer Leichtathlet kenianischer Herkunft
- Kimeli, Kipkemboi (1966–2010), kenianischer Langstreckenläufer
- Kimeli, Nicholas (* 1998), kenianischer Leichtathlet
- Kimengich, Dominic (* 1961), kenianischer Geistlicher, römisch-katholischer Bischof von Eldoret
- Kimes, Beverly Rae (1939–2008), US-amerikanische Automobilhistorikerin und Chefredakteurin
- Kimestad Pedersen, Erik (* 1989), norwegischer Jazzmusiker (Trompete)
- Kimeto, Joshua (* 1952), kenianischer Langstreckenläufer
- Kimetto, Dennis Kipruto (* 1984), kenianischer Langstreckenläufer
- Kimeu, Kamoya († 2022), kenianischer Paläoanthropologe, Assistent von Louis Leakey

### Kimi
- Kimiai, Masoud (* 1941), iranischer Drehbuchautor und Filmregisseur
- Kimiavi, Parviz (* 1939), iranischer Regisseur und Drehbuchautor
- Kimihara, Kenji (* 1941), japanischer Langstreckenläufer und Olympiazweiter
- Kimiläinen, Emma (* 1989), finnische Automobilrennfahrerin
- Kimishima, Arisa (* 1995), japanische Sprinterin und Bobfahrerin
- Kimishima, Tatsumi (* 1950), japanischer Manager
- Kimitei, Wilfred (* 1985), kenianischer Langstreckenläufer
- Kimiti, Paul (* 1940), tansanischer Politiker

### Kiml
- Kimla, Jiří (1947–2021), tschechischer Schriftsteller
- Kimlin, Anthony (* 1990), australischer Eishockeytorwart
- Kimlová, Jana, tschechische Kinderschauspielerin

### Kimm
- Kimm, Fritz (1890–1979), deutscher Grafiker und Maler
- Kimmage, Christy (1938–2015), irischer Radrennfahrer
- Kimmage, Michael Chapman, US-amerikanischer Historiker
- Kimmage, Paul (* 1962), irischer Journalist, Autor und Radrennfahrer
- Kimmann, Niek (* 1996), niederländischer Radrennfahrer
- Kimme, August (1912–1999), deutscher evangelisch-lutherischer Geistlicher, Theologe und Missionsdirektor in Leipzig
- Kimme, Johannes (* 1953), deutscher Jurist, Präsident des Evangelisch-Lutherischen Landeskirchenamtes Sachsen
- Kimme, Luise (1939–2013), deutsche Bildhauerin
- Kimmei (509–571), 29. Tennō von Japan (539–571)
- Kimmel, Aaron, US-amerikanischer Jazzmusiker
- Kimmel, Adolf (* 1938), deutscher Politikwissenschaftler
- Kimmel, Amanda (* 1984), US-amerikanisches Model, Schauspielerin, Schönheitskönigin
- Kimmel, Ann-Sophie (* 1994), deutsche Fernsehmoderatorin
- Kimmel, Annelis (* 1934), deutsche FDGB-Funktionärin und SED-Funktionärin
- Kimmel, Beate (* 1968), deutsche Lokalpolitikerin (SPD)
- Kimmel, Bernhard (1936–2019), deutscher Straftäter
- Kimmel, Heinz (1927–2004), deutscher FDJ-Funktionär und SED-Funktionär
- Kimmel, Husband E. (1882–1968), US-amerikanischer Konteradmiral und Oberbefehlshaber der Pazifikflotte zur Zeit des Angriffs auf Pearl Harbor
- Kimmel, Imogen (* 1957), deutsche Regisseurin und Autorin
- Kimmel, Jeff, US-amerikanischer Jazzmusiker
- Kimmel, Jimmy (* 1967), US-amerikanischer Talkshow-ModeratorJimmy Kimmel (* 1967)

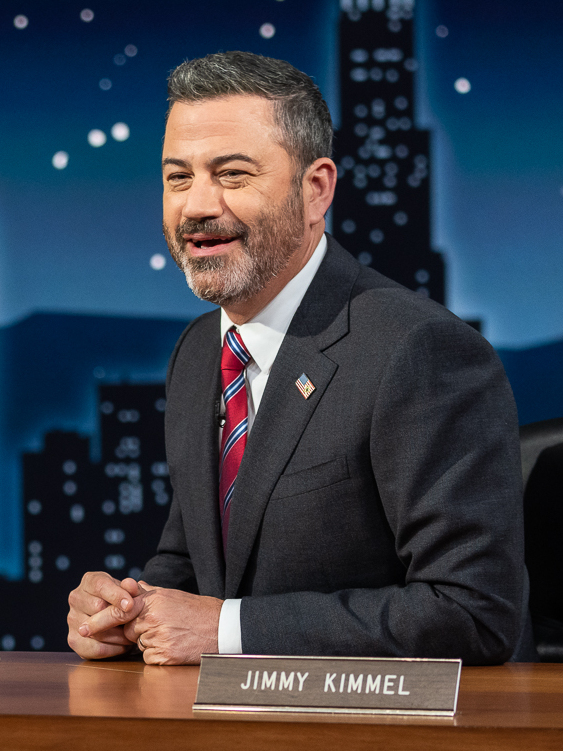
Jimmy Kimmel (* 1967)

- Kimmel, Josef (1897–1982), österreichischer Gendarmeriegeneral und Jurist
- Kimmel, Manning Marius (1832–1916), US-amerikanischer Offizier und Ingenieur
- Kimmel, Michael (1715–1794), deutscher Ebenist und kursächsischer Hoftischler
- Kimmel, Michael (* 1951), US-amerikanischer Soziologe
- Kimmel, Michael (* 1966), deutsch-portugiesischer Fußballspieler
- Kimmel, Peter (1938–2021), deutscher Jurist, ehemaliger Richter am Bundesverwaltungsgericht
- Kimmel, Sidney (* 1928), US-amerikanischer Filmproduzent, Unternehmer und Philanthrop
- Kimmel, Tom-Patric (* 1990), deutscher Eishockeyspieler
- Kimmel, Walter (* 1954), deutscher Jurist
- Kimmel, Wesley (* 2009), US-amerikanischer Schauspieler und Synchronsprecher
- Kimmel, William (1812–1886), US-amerikanischer Politiker
- Kimmel, Willibald (1929–2011), deutscher Politiker (CDU), MdL (Baden-Württemberg)
- Kimmell, Dana (* 1959), US-amerikanische Schauspielerin
- Kimmelmann, Alois (1886–1946), deutscher Lehrer, Oberschulrat und Politiker (SPD)
- Kimmelmann, Andreas (* 1979), deutscher Schriftsteller und Jurist
- Kimmelmann, Julia (* 1993), deutsche Tennisspielerin
- Kimmelstiel, Paul (1900–1970), deutsch-US-amerikanischer Pathologe und Hochschullehrer
- Kimmerer, Robin Wall (* 1953), US-amerikanische Pflanzenökologin, Autorin und HochschullehrerinRobin Wall Kimmerer (* 1953)

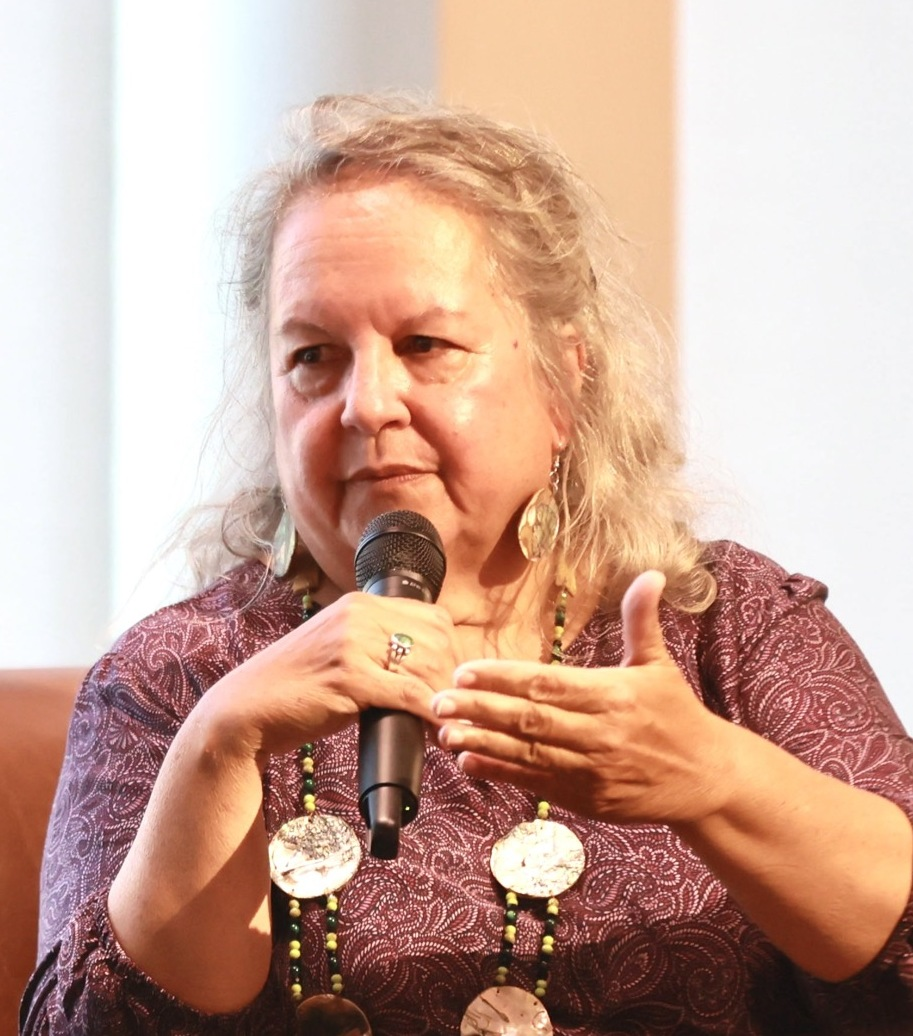
Robin Wall Kimmerer (* 1953)

- Kimmerle, Gerd (* 1947), Philosoph, Verleger und Publizist
- Kimmerle, Gotthold (1868–1932), deutscher Musiker und Chorleiter
- Kimmerle, Heinz (1930–2016), deutscher Philosoph
- Kimmerle, Michael (* 1956), deutscher Grafikdesigner
- Kimmerle, Roland (* 1949), deutscher Fußballspieler
- Kimmerling, Baruch (1939–2007), israelischer Soziologe
- Kimmerling, Martha (1873–1956), deutsche Politikerin (SPD), MdHB
- Kimmerling, Werner Georg (1913–1995), deutscher Marineoffizier, Flottillenadmiral der Bundesmarine
- Kimmich, Dorothee (* 1961), deutsche Germanistin und Literaturwissenschaftlerin
- Kimmich, Joshua (* 1995), deutscher FußballspielerJoshua Kimmich (* 1995)

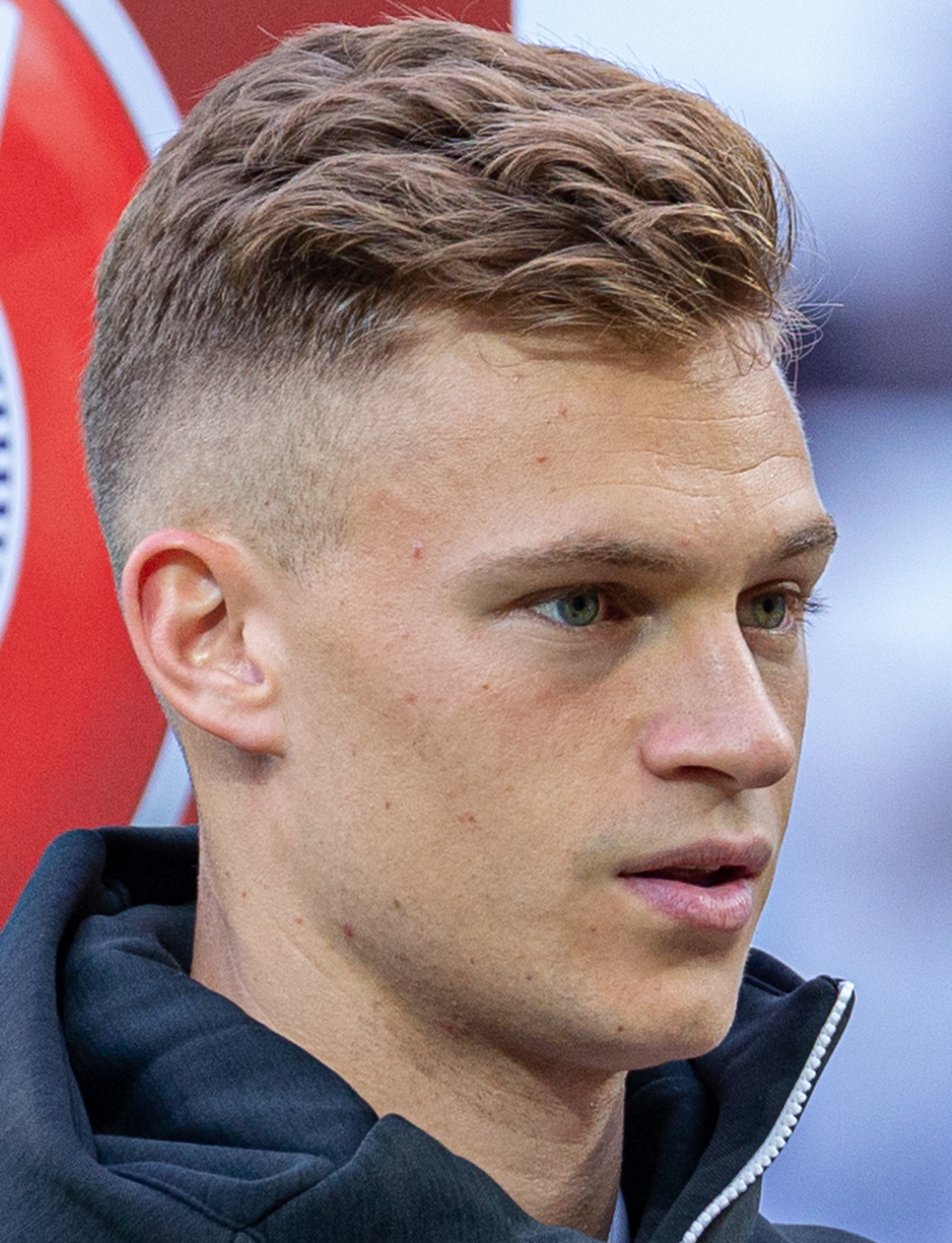
Joshua Kimmich (* 1995)

- Kimmich, Karl (1880–1945), deutscher Bankkaufmann (Deutsche Bank)
- Kimmich, Max W. (1893–1980), deutscher Filmregisseur und Drehbuchautor
- Kimmich, Wilhelm (1897–1986), deutscher Maler
- Kimmig, Gustav (1831–1915), deutscher Arzt und Politiker
- Kimmig, Harald (* 1956), deutscher Violinist und Komponist
- Kimmig, Holger (* 1975), deutscher Behindertensportler
- Kimmig, Joseph (1909–1976), deutscher Dermatologe und Hochschullehrer
- Kimmig, Otto (1858–1913), deutscher Lehrer und klassischer Philologe
- Kimmig, Rainer (* 1959), deutscher Wissenschaftler, Frauenarzt und Geburtshelfer
- Kimmig, Rudolf (1869–1944), deutscher Versicherungsmanager
- Kimmig, Stephan (* 1959), deutscher Theaterregisseur
- Kimmig, Werner (* 1948), deutscher Fernsehproduzent
- Kimmig, Wolfgang (1910–2001), deutscher Prähistoriker
- Kimmina, Rudolf (1944–2024), deutscher Maler
- Kimminich, Eva (* 1957), deutsche Kulturwissenschaftlerin und Romanistin
- Kimminich, Otto (1932–1997), deutscher Rechtswissenschaftler und Hochschullehrer
- Kimmins, Anthony (1901–1964), britischer Bühnenautor, Filmregisseur, Drehbuchautor, Filmproduzent und Schauspieler
- Kimmins, Brian (1899–1979), britischer Generalleutnant
- Kimmins, Kenneth (* 1941), US-amerikanischer Schauspieler
- Kimmitt, Robert M. (* 1947), US-amerikanischer Politiker und Diplomat
- Kimml, Anton (1900–1977), österreichischer Politiker (SPÖ), Abgeordneter zum Salzburger Landtag
- Kimmons, Trell (* 1985), US-amerikanischer Sprinter
- Kimmritz, Ingo (* 1958), deutscher Fußballspieler
- Kimmritz, Willi (1912–1950), deutscher Einbrecher, Vergewaltiger und Mörder

### Kimn
- Kimnach, László (1857–1906), ungarischer Maler, Grafiker, Illustrator und Pädagoge
- Kimnach, Myron William (1922–2018), amerikanischer Botaniker

### Kimo
- Kimon, antiker griechischer Toreut
- Kimon, griechischer Münzstempelschneider
- Kimon, attischer Aristokrat, dreimaliger Olympiasieger
- Kimon († 449 v. Chr.), athenischer Politiker und FeldherrKimon († 449 v. Chr.)

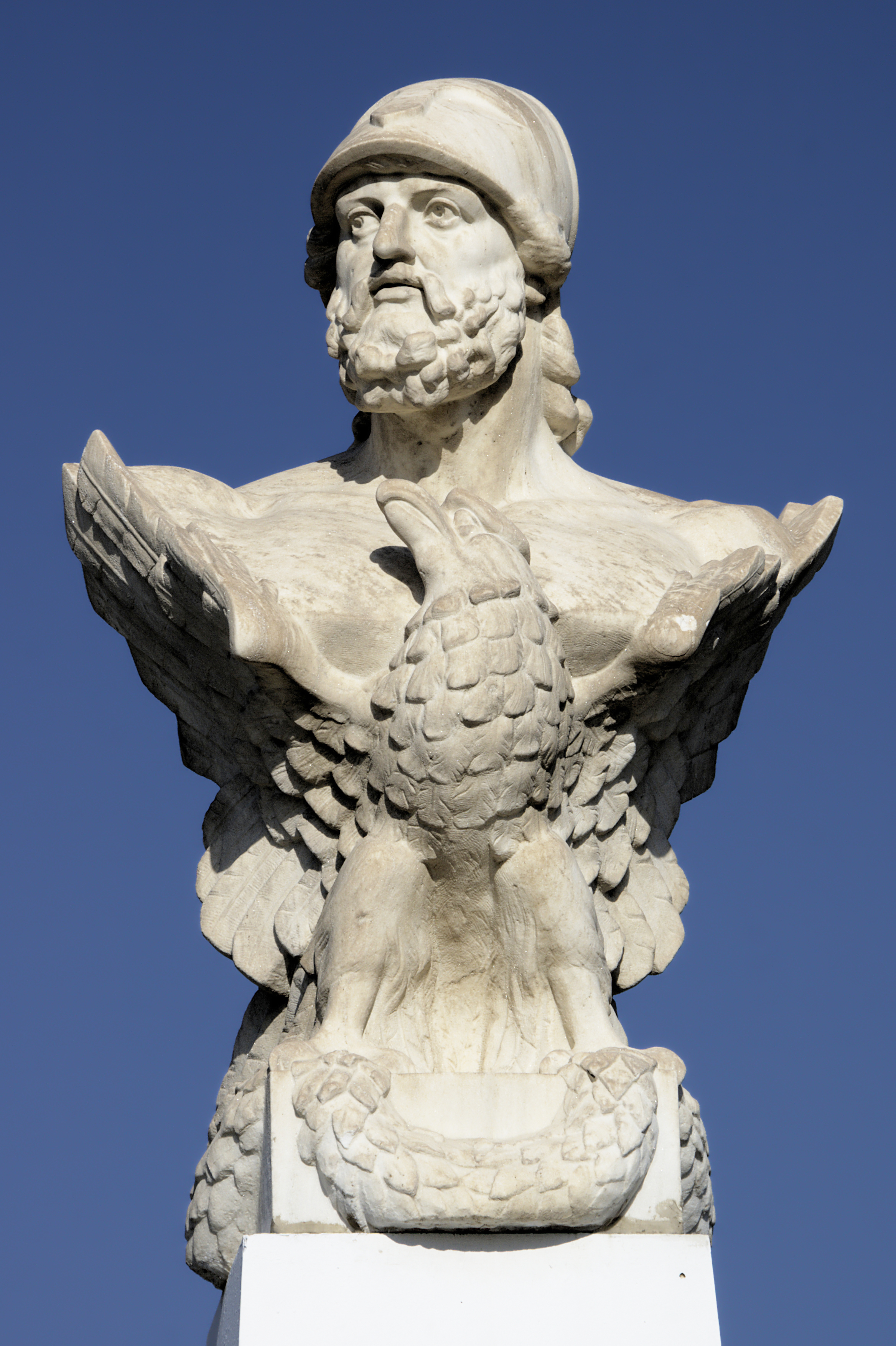
Kimon († 449 v. Chr.)

- Kimondiu, Benedict Muli (* 1977), kenianischer Marathonläufer
- Kimori, Daisuke (* 1977), japanischer Fußballspieler
- Kimosop, Joseph Lomala (* 1982), kenianischer Marathonläufer
- Kimoto, Keisuke (* 1984), japanischer Fußballspieler
- Kimoto, Manato (* 2003), japanischer Fußballspieler
- Kimoto, Masayu (* 1987), japanischer Balletttänzer
- Kimoto, Seiji (1937–2022), japanisch-deutscher Künstler
- Kimoto, Selenge (* 1966), kongolesischer Radrennfahrer
- Kimoto, Taiga (* 2005), japanischer Fußballspieler
- Kimoto, Yasuki (* 1993), japanischer Fußballspieler

### Kimp
- Kimpel, Bernd, deutscher Basketballspieler
- Kimpel, Dieter (1942–2015), deutscher Kunsthistoriker
- Kimpel, Harald (* 1950), deutscher Kunstwissenschaftler
- Kimpel, Heinrich Theodor (1862–1928), deutscher Lehrer und Politiker (DDP), MdL
- Kimpel, Kora (* 1968), deutsche Designforscherin
- Kimpel, Patrik (* 1967), deutscher Koch
- Kimpembe, Presnel (* 1995), französisch-kongolesischer FußballspielerPresnel Kimpembe (* 1995)

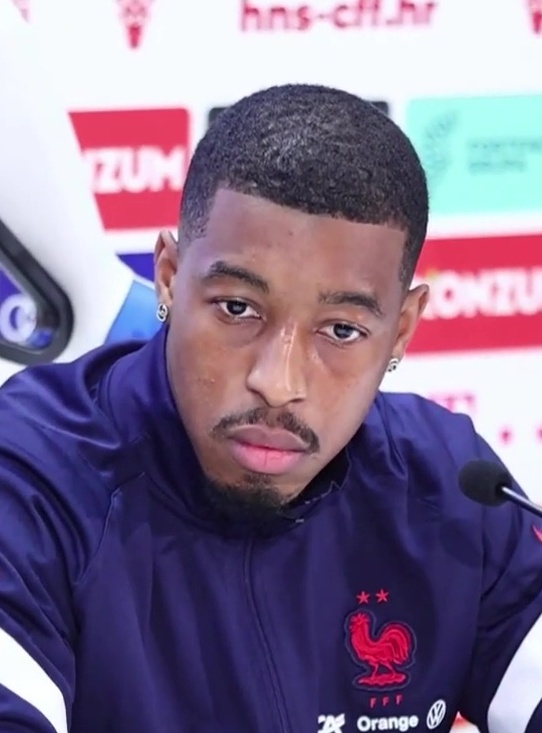
Presnel Kimpembe (* 1995)

- Kimpfel, Gabi (* 1953), deutsche Schauspielerin und Moderatorin
- Kimpfel, Johann Christoph (1750–1805), deutscher Maler
- Kimpfler, Gregor (1627–1693), christlicher Gelehrter und Abt
- Kimpfler, Rupert (1638–1708), Abt des Benediktinerstiftes Gleink
- Kimpinde Amando, Dominique (1933–2017), kongolesischer Geistlicher, Bischof von Kalemie-Kirungu
- Kimpton, Sid (1887–1968), englischer Fußballspieler und -trainer

### Kimr
- Kimritz, Paul (1888–1973), deutscher Bildhauer und Restaurator

### Kims
- Kimsey, Chris (* 1951), britischer Musikproduzent, Toningenieur und Musiker
- Kimsey, Rachel (* 1978), US-amerikanische Schauspielerin
- Kimsky, Friederike von (1792–1872), Geliebte Karl August von Hardenbergs

### Kimt
- Kimto, Fatimé († 2015), tschadische Politikerin

### Kimu
- Kimugul, Paul Kimaiyo (* 1980), kenianischer Langstreckenläufer
- Kimura, Arawa (1931–2007), japanischer Fußballspieler

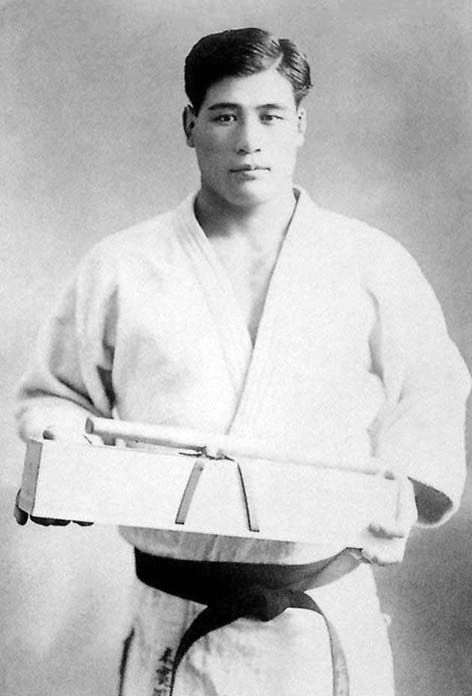
Kimura Masahiko (1917–1993)

- Kimura, Atsushi (* 1984), japanischer Fußballspieler
- Kimura, Ayako (* 1988), japanische Hürdenläuferin
- Kimura, Bunji (* 1944), japanischer Fußballspieler
- Kimura, Hana (1997–2020), japanische Wrestlerin und SchauspielerinHana Kimura (1997–2020)

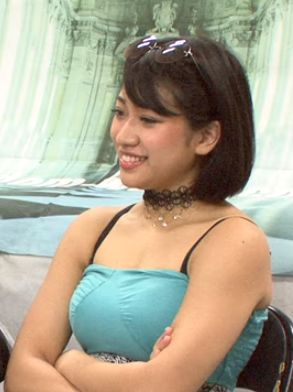
Hana Kimura (1997–2020)

- Kimura, Heitarō (1888–1948), General der kaiserlich japanischen Armee
- Kimura, Hiroyuki (* 1965), japanischer Spieleentwickler
- Kimura, Hiroyuki (* 1982), japanischer Fußballschiedsrichter
- Kimura, Hisashi (1870–1943), japanischer Astronom
- Kimura, Ihē (1901–1974), japanischer Fotograf
- Kimura, Isao (1923–1981), japanischer Schauspieler
- Kimura, Izumi (* 1973), japanische Pianistin
- Kimura, Jiroemon (1897–2013), japanischer Altersrekordler
- Kimura, Jun (* 1991), japanischer Sprinter
- Kimura, Kaishū (1830–1901), japanischer Staatsbediensteter
- Kimura, Kanta (* 1982), deutsch-japanischer Maler
- Kimura, Kazuo (* 1909), japanischer Hochspringer
- Kimura, Kazushi (* 1958), japanischer Fußballspieler
- Kimura, Kenjirō (1896–1988), japanischer analytischer Chemiker
- Kimura, Kenkadō (1736–1802), japanischer Maler
- Kimura, Ki (1894–1979), japanischer Literaturkritiker, Forscher zur Literatur der Meiji-Zeit, Schriftsteller und Übersetzer
- Kimura, Kiminobu (* 1970), japanischer Skirennläufer
- Kimura, Kira (* 2004), japanischer Snowboarder
- Kimura, Kodai (* 2001), japanischer nordischer Kombinierer
- Kimura, Kōji (* 1940), japanischer Tischtennisspieler und -funktionär
- Kimura, Kōkichi (* 1961), japanischer Fußballspieler
- Kimura, Komako (1887–1980), japanische Schauspielerin und Frauenrechtlerin
- Kimura, Makoto (* 1979), japanischer Fußballspieler
- Kimura, Mari (* 1962), japanisch-amerikanische Geigerin, Komponistin und Musikpädagogin
- Kimura, Masahiko (1917–1993), japanischer JudokaKimura Masahiko (1917–1993)
- Kimura, Masahiko (* 1984), japanischer Fußballspieler
- Kimura, Masaya (* 1986), japanischer Skilangläufer
- Kimura, Motoo (1924–1994), japanischer Evolutionsbiologe
- Kimura, Naoji (* 1934), japanischer Germanist und Goethe-Forscher
- Kimura, Paul († 2020), US-amerikanischer Snookerspieler
- Kimura, Rie (* 1971), japanische Fußballspielerin
- Kimura, Saeko (* 1963), japanische Synchronschwimmerin
- Kimura, Saori (* 1986), japanische Volleyballspielerin
- Kimura, Seiji (* 2001), japanischer Fußballspieler
- Kimura, Shigenari († 1615), japanischer Samurai
- Kimura, Shikō (1895–1976), japanischer Maler
- Kimura, Shō (* 1988), japanischer Boxer im Fliegengewicht
- Kimura, Shōhachi (1893–1958), japanischer Maler, Essayist und Holzschnittkünstler
- Kimura, Shōta (* 1988), japanischer Fußballspieler
- Kimura, Subaru (* 1990), deutsch-japanischer Schauspieler, Synchronsprecher und Erzähler
- Kimura, Takahiro (* 1957), japanischer Fußballspieler
- Kimura, Takaya (* 1998), japanischer Fußballspieler
- Kimura, Takeshi (* 1970), japanischer Unternehmer und Autorennfahrer
- Kimura, Takeyasu (1909–1973), japanischer Wirtschaftswissenschaftler
- Kimura, Takuto (* 2000), japanischer Fußballspieler
- Kimura, Takuya (* 1972), japanischer Sänger und SchauspielerTakuya Kimura (* 1972)

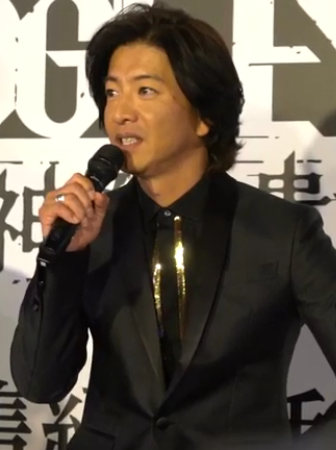
Takuya Kimura (* 1972)

- Kimura, Tarō (1965–2017), japanischer Politiker
- Kimura, Tatsurō (* 1984), japanischer Fußballspieler
- Kimura, Tetsumasa (* 1972), japanischer Fußballspieler
- Kimura, Tetsuya (* 1962), japanischer Diplomat
- Kimura, Tomoka (* 1994), japanische Langstreckenläuferin
- Kimura, Toshio (1909–1983), japanischer Politiker
- Kimura, Yasushi (* 1948), japanischer Manager
- Kimura, Yoshiaki (* 1980), japanischer Opernsänger
- Kimura, Yū (* 1983), japanischer Boxer im Halbfliegengewicht
- Kimura, Yū (* 1994), japanischer Fußballspieler
- Kimura, Yūdai (* 2001), japanischer Fußballspieler
- Kimura, Yūji (* 1987), japanischer Fußballspieler
- Kimuria, Emily Chepar (* 1975), kenianische Langstreckenläuferin
- Kimutai Rotich, David (* 1969), kenianischer Geher
- Kimutai, Hellen Jemaiyo (* 1977), kenianische Langstreckenläuferin
- Kimutai, Japheth (* 1978), kenianischer Mittelstreckenläufer
- Kimutai, Wesley Ngetich (1977–2008), kenianischer Marathonläufer

### Kimw
- Kimwole, Ben Kimutai (* 1978), kenianischer Langstreckenläufer